# Король и пешка против короля
Король и пешка против короля — одно из важнейших окончаний, по мнению Ласкера — самое важное после основных матов. Другие окончания часто сводятся или могут свестись к этому через размены фигур. По этой причине очень важно уметь быстро определять, может ли сильнейшая сторона победить в таком окончании, и правильно играть за обе стороны.
В окончании «король и пешка против короля» задача сильнейшей стороны — провести пешку в ферзи и добиться победы. После того, как пешка прошла в ферзи, если нет немедленного взятия ферзя или пата, сильнейшая сторона ставит мат ферзём. Задача слабейшей стороны — угрожая взятием пешки или патом, не дать противнику провести пешку.
В выигрышных позициях при наилучшей игре обоих игроков для проведения пешки в ферзи требуется до 19 ходов, а для последующего мата — до 9 ходов.
За исключением некоторых реальных партий, мы будем считать, что лишняя пешка у белых.

## Правило квадрата
Полем превращения пешки называется поле, дойдя до которого, она станет ферзём.
Пешечным квадратом называется квадрат, двумя смежными вершинами которого является поле, на котором стоит пешка, и её поле превращения.
|   | a | b | c | d | e | f | g | h |   |
| - | --- | --- | --- | --- | --- | --- | --- | --- | - |
| 8 | b8 чёрный крест · c8 чёрный крест · d8 чёрный крест · e8 чёрный крест · f8 белый круг · b7 чёрный крест · c7 чёрный крест · d7 чёрный крест · e7 чёрный крест · f7 чёрный крест · b6 чёрный крест · c6 чёрный крест · d6 чёрный крест · e6 чёрный крест · f6 чёрный крест · b5 чёрный крест · c5 чёрный крест · d5 чёрный крест · e5 чёрный крест · f5 чёрный крест · b4 чёрный крест · c4 чёрный крест · d4 чёрный крест · e4 чёрный крест · f4 белая пешка · b3 чёрный король · a1 белый король | b8 чёрный крест · c8 чёрный крест · d8 чёрный крест · e8 чёрный крест · f8 белый круг · b7 чёрный крест · c7 чёрный крест · d7 чёрный крест · e7 чёрный крест · f7 чёрный крест · b6 чёрный крест · c6 чёрный крест · d6 чёрный крест · e6 чёрный крест · f6 чёрный крест · b5 чёрный крест · c5 чёрный крест · d5 чёрный крест · e5 чёрный крест · f5 чёрный крест · b4 чёрный крест · c4 чёрный крест · d4 чёрный крест · e4 чёрный крест · f4 белая пешка · b3 чёрный король · a1 белый король | b8 чёрный крест · c8 чёрный крест · d8 чёрный крест · e8 чёрный крест · f8 белый круг · b7 чёрный крест · c7 чёрный крест · d7 чёрный крест · e7 чёрный крест · f7 чёрный крест · b6 чёрный крест · c6 чёрный крест · d6 чёрный крест · e6 чёрный крест · f6 чёрный крест · b5 чёрный крест · c5 чёрный крест · d5 чёрный крест · e5 чёрный крест · f5 чёрный крест · b4 чёрный крест · c4 чёрный крест · d4 чёрный крест · e4 чёрный крест · f4 белая пешка · b3 чёрный король · a1 белый король | b8 чёрный крест · c8 чёрный крест · d8 чёрный крест · e8 чёрный крест · f8 белый круг · b7 чёрный крест · c7 чёрный крест · d7 чёрный крест · e7 чёрный крест · f7 чёрный крест · b6 чёрный крест · c6 чёрный крест · d6 чёрный крест · e6 чёрный крест · f6 чёрный крест · b5 чёрный крест · c5 чёрный крест · d5 чёрный крест · e5 чёрный крест · f5 чёрный крест · b4 чёрный крест · c4 чёрный крест · d4 чёрный крест · e4 чёрный крест · f4 белая пешка · b3 чёрный король · a1 белый король | b8 чёрный крест · c8 чёрный крест · d8 чёрный крест · e8 чёрный крест · f8 белый круг · b7 чёрный крест · c7 чёрный крест · d7 чёрный крест · e7 чёрный крест · f7 чёрный крест · b6 чёрный крест · c6 чёрный крест · d6 чёрный крест · e6 чёрный крест · f6 чёрный крест · b5 чёрный крест · c5 чёрный крест · d5 чёрный крест · e5 чёрный крест · f5 чёрный крест · b4 чёрный крест · c4 чёрный крест · d4 чёрный крест · e4 чёрный крест · f4 белая пешка · b3 чёрный король · a1 белый король | b8 чёрный крест · c8 чёрный крест · d8 чёрный крест · e8 чёрный крест · f8 белый круг · b7 чёрный крест · c7 чёрный крест · d7 чёрный крест · e7 чёрный крест · f7 чёрный крест · b6 чёрный крест · c6 чёрный крест · d6 чёрный крест · e6 чёрный крест · f6 чёрный крест · b5 чёрный крест · c5 чёрный крест · d5 чёрный крест · e5 чёрный крест · f5 чёрный крест · b4 чёрный крест · c4 чёрный крест · d4 чёрный крест · e4 чёрный крест · f4 белая пешка · b3 чёрный король · a1 белый король | b8 чёрный крест · c8 чёрный крест · d8 чёрный крест · e8 чёрный крест · f8 белый круг · b7 чёрный крест · c7 чёрный крест · d7 чёрный крест · e7 чёрный крест · f7 чёрный крест · b6 чёрный крест · c6 чёрный крест · d6 чёрный крест · e6 чёрный крест · f6 чёрный крест · b5 чёрный крест · c5 чёрный крест · d5 чёрный крест · e5 чёрный крест · f5 чёрный крест · b4 чёрный крест · c4 чёрный крест · d4 чёрный крест · e4 чёрный крест · f4 белая пешка · b3 чёрный король · a1 белый король | b8 чёрный крест · c8 чёрный крест · d8 чёрный крест · e8 чёрный крест · f8 белый круг · b7 чёрный крест · c7 чёрный крест · d7 чёрный крест · e7 чёрный крест · f7 чёрный крест · b6 чёрный крест · c6 чёрный крест · d6 чёрный крест · e6 чёрный крест · f6 чёрный крест · b5 чёрный крест · c5 чёрный крест · d5 чёрный крест · e5 чёрный крест · f5 чёрный крест · b4 чёрный крест · c4 чёрный крест · d4 чёрный крест · e4 чёрный крест · f4 белая пешка · b3 чёрный король · a1 белый король | 8 |
| 7 | b8 чёрный крест · c8 чёрный крест · d8 чёрный крест · e8 чёрный крест · f8 белый круг · b7 чёрный крест · c7 чёрный крест · d7 чёрный крест · e7 чёрный крест · f7 чёрный крест · b6 чёрный крест · c6 чёрный крест · d6 чёрный крест · e6 чёрный крест · f6 чёрный крест · b5 чёрный крест · c5 чёрный крест · d5 чёрный крест · e5 чёрный крест · f5 чёрный крест · b4 чёрный крест · c4 чёрный крест · d4 чёрный крест · e4 чёрный крест · f4 белая пешка · b3 чёрный король · a1 белый король | b8 чёрный крест · c8 чёрный крест · d8 чёрный крест · e8 чёрный крест · f8 белый круг · b7 чёрный крест · c7 чёрный крест · d7 чёрный крест · e7 чёрный крест · f7 чёрный крест · b6 чёрный крест · c6 чёрный крест · d6 чёрный крест · e6 чёрный крест · f6 чёрный крест · b5 чёрный крест · c5 чёрный крест · d5 чёрный крест · e5 чёрный крест · f5 чёрный крест · b4 чёрный крест · c4 чёрный крест · d4 чёрный крест · e4 чёрный крест · f4 белая пешка · b3 чёрный король · a1 белый король | b8 чёрный крест · c8 чёрный крест · d8 чёрный крест · e8 чёрный крест · f8 белый круг · b7 чёрный крест · c7 чёрный крест · d7 чёрный крест · e7 чёрный крест · f7 чёрный крест · b6 чёрный крест · c6 чёрный крест · d6 чёрный крест · e6 чёрный крест · f6 чёрный крест · b5 чёрный крест · c5 чёрный крест · d5 чёрный крест · e5 чёрный крест · f5 чёрный крест · b4 чёрный крест · c4 чёрный крест · d4 чёрный крест · e4 чёрный крест · f4 белая пешка · b3 чёрный король · a1 белый король | b8 чёрный крест · c8 чёрный крест · d8 чёрный крест · e8 чёрный крест · f8 белый круг · b7 чёрный крест · c7 чёрный крест · d7 чёрный крест · e7 чёрный крест · f7 чёрный крест · b6 чёрный крест · c6 чёрный крест · d6 чёрный крест · e6 чёрный крест · f6 чёрный крест · b5 чёрный крест · c5 чёрный крест · d5 чёрный крест · e5 чёрный крест · f5 чёрный крест · b4 чёрный крест · c4 чёрный крест · d4 чёрный крест · e4 чёрный крест · f4 белая пешка · b3 чёрный король · a1 белый король | b8 чёрный крест · c8 чёрный крест · d8 чёрный крест · e8 чёрный крест · f8 белый круг · b7 чёрный крест · c7 чёрный крест · d7 чёрный крест · e7 чёрный крест · f7 чёрный крест · b6 чёрный крест · c6 чёрный крест · d6 чёрный крест · e6 чёрный крест · f6 чёрный крест · b5 чёрный крест · c5 чёрный крест · d5 чёрный крест · e5 чёрный крест · f5 чёрный крест · b4 чёрный крест · c4 чёрный крест · d4 чёрный крест · e4 чёрный крест · f4 белая пешка · b3 чёрный король · a1 белый король | b8 чёрный крест · c8 чёрный крест · d8 чёрный крест · e8 чёрный крест · f8 белый круг · b7 чёрный крест · c7 чёрный крест · d7 чёрный крест · e7 чёрный крест · f7 чёрный крест · b6 чёрный крест · c6 чёрный крест · d6 чёрный крест · e6 чёрный крест · f6 чёрный крест · b5 чёрный крест · c5 чёрный крест · d5 чёрный крест · e5 чёрный крест · f5 чёрный крест · b4 чёрный крест · c4 чёрный крест · d4 чёрный крест · e4 чёрный крест · f4 белая пешка · b3 чёрный король · a1 белый король | b8 чёрный крест · c8 чёрный крест · d8 чёрный крест · e8 чёрный крест · f8 белый круг · b7 чёрный крест · c7 чёрный крест · d7 чёрный крест · e7 чёрный крест · f7 чёрный крест · b6 чёрный крест · c6 чёрный крест · d6 чёрный крест · e6 чёрный крест · f6 чёрный крест · b5 чёрный крест · c5 чёрный крест · d5 чёрный крест · e5 чёрный крест · f5 чёрный крест · b4 чёрный крест · c4 чёрный крест · d4 чёрный крест · e4 чёрный крест · f4 белая пешка · b3 чёрный король · a1 белый король | b8 чёрный крест · c8 чёрный крест · d8 чёрный крест · e8 чёрный крест · f8 белый круг · b7 чёрный крест · c7 чёрный крест · d7 чёрный крест · e7 чёрный крест · f7 чёрный крест · b6 чёрный крест · c6 чёрный крест · d6 чёрный крест · e6 чёрный крест · f6 чёрный крест · b5 чёрный крест · c5 чёрный крест · d5 чёрный крест · e5 чёрный крест · f5 чёрный крест · b4 чёрный крест · c4 чёрный крест · d4 чёрный крест · e4 чёрный крест · f4 белая пешка · b3 чёрный король · a1 белый король | 7 |
| 6 | b8 чёрный крест · c8 чёрный крест · d8 чёрный крест · e8 чёрный крест · f8 белый круг · b7 чёрный крест · c7 чёрный крест · d7 чёрный крест · e7 чёрный крест · f7 чёрный крест · b6 чёрный крест · c6 чёрный крест · d6 чёрный крест · e6 чёрный крест · f6 чёрный крест · b5 чёрный крест · c5 чёрный крест · d5 чёрный крест · e5 чёрный крест · f5 чёрный крест · b4 чёрный крест · c4 чёрный крест · d4 чёрный крест · e4 чёрный крест · f4 белая пешка · b3 чёрный король · a1 белый король | b8 чёрный крест · c8 чёрный крест · d8 чёрный крест · e8 чёрный крест · f8 белый круг · b7 чёрный крест · c7 чёрный крест · d7 чёрный крест · e7 чёрный крест · f7 чёрный крест · b6 чёрный крест · c6 чёрный крест · d6 чёрный крест · e6 чёрный крест · f6 чёрный крест · b5 чёрный крест · c5 чёрный крест · d5 чёрный крест · e5 чёрный крест · f5 чёрный крест · b4 чёрный крест · c4 чёрный крест · d4 чёрный крест · e4 чёрный крест · f4 белая пешка · b3 чёрный король · a1 белый король | b8 чёрный крест · c8 чёрный крест · d8 чёрный крест · e8 чёрный крест · f8 белый круг · b7 чёрный крест · c7 чёрный крест · d7 чёрный крест · e7 чёрный крест · f7 чёрный крест · b6 чёрный крест · c6 чёрный крест · d6 чёрный крест · e6 чёрный крест · f6 чёрный крест · b5 чёрный крест · c5 чёрный крест · d5 чёрный крест · e5 чёрный крест · f5 чёрный крест · b4 чёрный крест · c4 чёрный крест · d4 чёрный крест · e4 чёрный крест · f4 белая пешка · b3 чёрный король · a1 белый король | b8 чёрный крест · c8 чёрный крест · d8 чёрный крест · e8 чёрный крест · f8 белый круг · b7 чёрный крест · c7 чёрный крест · d7 чёрный крест · e7 чёрный крест · f7 чёрный крест · b6 чёрный крест · c6 чёрный крест · d6 чёрный крест · e6 чёрный крест · f6 чёрный крест · b5 чёрный крест · c5 чёрный крест · d5 чёрный крест · e5 чёрный крест · f5 чёрный крест · b4 чёрный крест · c4 чёрный крест · d4 чёрный крест · e4 чёрный крест · f4 белая пешка · b3 чёрный король · a1 белый король | b8 чёрный крест · c8 чёрный крест · d8 чёрный крест · e8 чёрный крест · f8 белый круг · b7 чёрный крест · c7 чёрный крест · d7 чёрный крест · e7 чёрный крест · f7 чёрный крест · b6 чёрный крест · c6 чёрный крест · d6 чёрный крест · e6 чёрный крест · f6 чёрный крест · b5 чёрный крест · c5 чёрный крест · d5 чёрный крест · e5 чёрный крест · f5 чёрный крест · b4 чёрный крест · c4 чёрный крест · d4 чёрный крест · e4 чёрный крест · f4 белая пешка · b3 чёрный король · a1 белый король | b8 чёрный крест · c8 чёрный крест · d8 чёрный крест · e8 чёрный крест · f8 белый круг · b7 чёрный крест · c7 чёрный крест · d7 чёрный крест · e7 чёрный крест · f7 чёрный крест · b6 чёрный крест · c6 чёрный крест · d6 чёрный крест · e6 чёрный крест · f6 чёрный крест · b5 чёрный крест · c5 чёрный крест · d5 чёрный крест · e5 чёрный крест · f5 чёрный крест · b4 чёрный крест · c4 чёрный крест · d4 чёрный крест · e4 чёрный крест · f4 белая пешка · b3 чёрный король · a1 белый король | b8 чёрный крест · c8 чёрный крест · d8 чёрный крест · e8 чёрный крест · f8 белый круг · b7 чёрный крест · c7 чёрный крест · d7 чёрный крест · e7 чёрный крест · f7 чёрный крест · b6 чёрный крест · c6 чёрный крест · d6 чёрный крест · e6 чёрный крест · f6 чёрный крест · b5 чёрный крест · c5 чёрный крест · d5 чёрный крест · e5 чёрный крест · f5 чёрный крест · b4 чёрный крест · c4 чёрный крест · d4 чёрный крест · e4 чёрный крест · f4 белая пешка · b3 чёрный король · a1 белый король | b8 чёрный крест · c8 чёрный крест · d8 чёрный крест · e8 чёрный крест · f8 белый круг · b7 чёрный крест · c7 чёрный крест · d7 чёрный крест · e7 чёрный крест · f7 чёрный крест · b6 чёрный крест · c6 чёрный крест · d6 чёрный крест · e6 чёрный крест · f6 чёрный крест · b5 чёрный крест · c5 чёрный крест · d5 чёрный крест · e5 чёрный крест · f5 чёрный крест · b4 чёрный крест · c4 чёрный крест · d4 чёрный крест · e4 чёрный крест · f4 белая пешка · b3 чёрный король · a1 белый король | 6 |
| 5 | b8 чёрный крест · c8 чёрный крест · d8 чёрный крест · e8 чёрный крест · f8 белый круг · b7 чёрный крест · c7 чёрный крест · d7 чёрный крест · e7 чёрный крест · f7 чёрный крест · b6 чёрный крест · c6 чёрный крест · d6 чёрный крест · e6 чёрный крест · f6 чёрный крест · b5 чёрный крест · c5 чёрный крест · d5 чёрный крест · e5 чёрный крест · f5 чёрный крест · b4 чёрный крест · c4 чёрный крест · d4 чёрный крест · e4 чёрный крест · f4 белая пешка · b3 чёрный король · a1 белый король | b8 чёрный крест · c8 чёрный крест · d8 чёрный крест · e8 чёрный крест · f8 белый круг · b7 чёрный крест · c7 чёрный крест · d7 чёрный крест · e7 чёрный крест · f7 чёрный крест · b6 чёрный крест · c6 чёрный крест · d6 чёрный крест · e6 чёрный крест · f6 чёрный крест · b5 чёрный крест · c5 чёрный крест · d5 чёрный крест · e5 чёрный крест · f5 чёрный крест · b4 чёрный крест · c4 чёрный крест · d4 чёрный крест · e4 чёрный крест · f4 белая пешка · b3 чёрный король · a1 белый король | b8 чёрный крест · c8 чёрный крест · d8 чёрный крест · e8 чёрный крест · f8 белый круг · b7 чёрный крест · c7 чёрный крест · d7 чёрный крест · e7 чёрный крест · f7 чёрный крест · b6 чёрный крест · c6 чёрный крест · d6 чёрный крест · e6 чёрный крест · f6 чёрный крест · b5 чёрный крест · c5 чёрный крест · d5 чёрный крест · e5 чёрный крест · f5 чёрный крест · b4 чёрный крест · c4 чёрный крест · d4 чёрный крест · e4 чёрный крест · f4 белая пешка · b3 чёрный король · a1 белый король | b8 чёрный крест · c8 чёрный крест · d8 чёрный крест · e8 чёрный крест · f8 белый круг · b7 чёрный крест · c7 чёрный крест · d7 чёрный крест · e7 чёрный крест · f7 чёрный крест · b6 чёрный крест · c6 чёрный крест · d6 чёрный крест · e6 чёрный крест · f6 чёрный крест · b5 чёрный крест · c5 чёрный крест · d5 чёрный крест · e5 чёрный крест · f5 чёрный крест · b4 чёрный крест · c4 чёрный крест · d4 чёрный крест · e4 чёрный крест · f4 белая пешка · b3 чёрный король · a1 белый король | b8 чёрный крест · c8 чёрный крест · d8 чёрный крест · e8 чёрный крест · f8 белый круг · b7 чёрный крест · c7 чёрный крест · d7 чёрный крест · e7 чёрный крест · f7 чёрный крест · b6 чёрный крест · c6 чёрный крест · d6 чёрный крест · e6 чёрный крест · f6 чёрный крест · b5 чёрный крест · c5 чёрный крест · d5 чёрный крест · e5 чёрный крест · f5 чёрный крест · b4 чёрный крест · c4 чёрный крест · d4 чёрный крест · e4 чёрный крест · f4 белая пешка · b3 чёрный король · a1 белый король | b8 чёрный крест · c8 чёрный крест · d8 чёрный крест · e8 чёрный крест · f8 белый круг · b7 чёрный крест · c7 чёрный крест · d7 чёрный крест · e7 чёрный крест · f7 чёрный крест · b6 чёрный крест · c6 чёрный крест · d6 чёрный крест · e6 чёрный крест · f6 чёрный крест · b5 чёрный крест · c5 чёрный крест · d5 чёрный крест · e5 чёрный крест · f5 чёрный крест · b4 чёрный крест · c4 чёрный крест · d4 чёрный крест · e4 чёрный крест · f4 белая пешка · b3 чёрный король · a1 белый король | b8 чёрный крест · c8 чёрный крест · d8 чёрный крест · e8 чёрный крест · f8 белый круг · b7 чёрный крест · c7 чёрный крест · d7 чёрный крест · e7 чёрный крест · f7 чёрный крест · b6 чёрный крест · c6 чёрный крест · d6 чёрный крест · e6 чёрный крест · f6 чёрный крест · b5 чёрный крест · c5 чёрный крест · d5 чёрный крест · e5 чёрный крест · f5 чёрный крест · b4 чёрный крест · c4 чёрный крест · d4 чёрный крест · e4 чёрный крест · f4 белая пешка · b3 чёрный король · a1 белый король | b8 чёрный крест · c8 чёрный крест · d8 чёрный крест · e8 чёрный крест · f8 белый круг · b7 чёрный крест · c7 чёрный крест · d7 чёрный крест · e7 чёрный крест · f7 чёрный крест · b6 чёрный крест · c6 чёрный крест · d6 чёрный крест · e6 чёрный крест · f6 чёрный крест · b5 чёрный крест · c5 чёрный крест · d5 чёрный крест · e5 чёрный крест · f5 чёрный крест · b4 чёрный крест · c4 чёрный крест · d4 чёрный крест · e4 чёрный крест · f4 белая пешка · b3 чёрный король · a1 белый король | 5 |
| 4 | b8 чёрный крест · c8 чёрный крест · d8 чёрный крест · e8 чёрный крест · f8 белый круг · b7 чёрный крест · c7 чёрный крест · d7 чёрный крест · e7 чёрный крест · f7 чёрный крест · b6 чёрный крест · c6 чёрный крест · d6 чёрный крест · e6 чёрный крест · f6 чёрный крест · b5 чёрный крест · c5 чёрный крест · d5 чёрный крест · e5 чёрный крест · f5 чёрный крест · b4 чёрный крест · c4 чёрный крест · d4 чёрный крест · e4 чёрный крест · f4 белая пешка · b3 чёрный король · a1 белый король | b8 чёрный крест · c8 чёрный крест · d8 чёрный крест · e8 чёрный крест · f8 белый круг · b7 чёрный крест · c7 чёрный крест · d7 чёрный крест · e7 чёрный крест · f7 чёрный крест · b6 чёрный крест · c6 чёрный крест · d6 чёрный крест · e6 чёрный крест · f6 чёрный крест · b5 чёрный крест · c5 чёрный крест · d5 чёрный крест · e5 чёрный крест · f5 чёрный крест · b4 чёрный крест · c4 чёрный крест · d4 чёрный крест · e4 чёрный крест · f4 белая пешка · b3 чёрный король · a1 белый король | b8 чёрный крест · c8 чёрный крест · d8 чёрный крест · e8 чёрный крест · f8 белый круг · b7 чёрный крест · c7 чёрный крест · d7 чёрный крест · e7 чёрный крест · f7 чёрный крест · b6 чёрный крест · c6 чёрный крест · d6 чёрный крест · e6 чёрный крест · f6 чёрный крест · b5 чёрный крест · c5 чёрный крест · d5 чёрный крест · e5 чёрный крест · f5 чёрный крест · b4 чёрный крест · c4 чёрный крест · d4 чёрный крест · e4 чёрный крест · f4 белая пешка · b3 чёрный король · a1 белый король | b8 чёрный крест · c8 чёрный крест · d8 чёрный крест · e8 чёрный крест · f8 белый круг · b7 чёрный крест · c7 чёрный крест · d7 чёрный крест · e7 чёрный крест · f7 чёрный крест · b6 чёрный крест · c6 чёрный крест · d6 чёрный крест · e6 чёрный крест · f6 чёрный крест · b5 чёрный крест · c5 чёрный крест · d5 чёрный крест · e5 чёрный крест · f5 чёрный крест · b4 чёрный крест · c4 чёрный крест · d4 чёрный крест · e4 чёрный крест · f4 белая пешка · b3 чёрный король · a1 белый король | b8 чёрный крест · c8 чёрный крест · d8 чёрный крест · e8 чёрный крест · f8 белый круг · b7 чёрный крест · c7 чёрный крест · d7 чёрный крест · e7 чёрный крест · f7 чёрный крест · b6 чёрный крест · c6 чёрный крест · d6 чёрный крест · e6 чёрный крест · f6 чёрный крест · b5 чёрный крест · c5 чёрный крест · d5 чёрный крест · e5 чёрный крест · f5 чёрный крест · b4 чёрный крест · c4 чёрный крест · d4 чёрный крест · e4 чёрный крест · f4 белая пешка · b3 чёрный король · a1 белый король | b8 чёрный крест · c8 чёрный крест · d8 чёрный крест · e8 чёрный крест · f8 белый круг · b7 чёрный крест · c7 чёрный крест · d7 чёрный крест · e7 чёрный крест · f7 чёрный крест · b6 чёрный крест · c6 чёрный крест · d6 чёрный крест · e6 чёрный крест · f6 чёрный крест · b5 чёрный крест · c5 чёрный крест · d5 чёрный крест · e5 чёрный крест · f5 чёрный крест · b4 чёрный крест · c4 чёрный крест · d4 чёрный крест · e4 чёрный крест · f4 белая пешка · b3 чёрный король · a1 белый король | b8 чёрный крест · c8 чёрный крест · d8 чёрный крест · e8 чёрный крест · f8 белый круг · b7 чёрный крест · c7 чёрный крест · d7 чёрный крест · e7 чёрный крест · f7 чёрный крест · b6 чёрный крест · c6 чёрный крест · d6 чёрный крест · e6 чёрный крест · f6 чёрный крест · b5 чёрный крест · c5 чёрный крест · d5 чёрный крест · e5 чёрный крест · f5 чёрный крест · b4 чёрный крест · c4 чёрный крест · d4 чёрный крест · e4 чёрный крест · f4 белая пешка · b3 чёрный король · a1 белый король | b8 чёрный крест · c8 чёрный крест · d8 чёрный крест · e8 чёрный крест · f8 белый круг · b7 чёрный крест · c7 чёрный крест · d7 чёрный крест · e7 чёрный крест · f7 чёрный крест · b6 чёрный крест · c6 чёрный крест · d6 чёрный крест · e6 чёрный крест · f6 чёрный крест · b5 чёрный крест · c5 чёрный крест · d5 чёрный крест · e5 чёрный крест · f5 чёрный крест · b4 чёрный крест · c4 чёрный крест · d4 чёрный крест · e4 чёрный крест · f4 белая пешка · b3 чёрный король · a1 белый король | 4 |
| 3 | b8 чёрный крест · c8 чёрный крест · d8 чёрный крест · e8 чёрный крест · f8 белый круг · b7 чёрный крест · c7 чёрный крест · d7 чёрный крест · e7 чёрный крест · f7 чёрный крест · b6 чёрный крест · c6 чёрный крест · d6 чёрный крест · e6 чёрный крест · f6 чёрный крест · b5 чёрный крест · c5 чёрный крест · d5 чёрный крест · e5 чёрный крест · f5 чёрный крест · b4 чёрный крест · c4 чёрный крест · d4 чёрный крест · e4 чёрный крест · f4 белая пешка · b3 чёрный король · a1 белый король | b8 чёрный крест · c8 чёрный крест · d8 чёрный крест · e8 чёрный крест · f8 белый круг · b7 чёрный крест · c7 чёрный крест · d7 чёрный крест · e7 чёрный крест · f7 чёрный крест · b6 чёрный крест · c6 чёрный крест · d6 чёрный крест · e6 чёрный крест · f6 чёрный крест · b5 чёрный крест · c5 чёрный крест · d5 чёрный крест · e5 чёрный крест · f5 чёрный крест · b4 чёрный крест · c4 чёрный крест · d4 чёрный крест · e4 чёрный крест · f4 белая пешка · b3 чёрный король · a1 белый король | b8 чёрный крест · c8 чёрный крест · d8 чёрный крест · e8 чёрный крест · f8 белый круг · b7 чёрный крест · c7 чёрный крест · d7 чёрный крест · e7 чёрный крест · f7 чёрный крест · b6 чёрный крест · c6 чёрный крест · d6 чёрный крест · e6 чёрный крест · f6 чёрный крест · b5 чёрный крест · c5 чёрный крест · d5 чёрный крест · e5 чёрный крест · f5 чёрный крест · b4 чёрный крест · c4 чёрный крест · d4 чёрный крест · e4 чёрный крест · f4 белая пешка · b3 чёрный король · a1 белый король | b8 чёрный крест · c8 чёрный крест · d8 чёрный крест · e8 чёрный крест · f8 белый круг · b7 чёрный крест · c7 чёрный крест · d7 чёрный крест · e7 чёрный крест · f7 чёрный крест · b6 чёрный крест · c6 чёрный крест · d6 чёрный крест · e6 чёрный крест · f6 чёрный крест · b5 чёрный крест · c5 чёрный крест · d5 чёрный крест · e5 чёрный крест · f5 чёрный крест · b4 чёрный крест · c4 чёрный крест · d4 чёрный крест · e4 чёрный крест · f4 белая пешка · b3 чёрный король · a1 белый король | b8 чёрный крест · c8 чёрный крест · d8 чёрный крест · e8 чёрный крест · f8 белый круг · b7 чёрный крест · c7 чёрный крест · d7 чёрный крест · e7 чёрный крест · f7 чёрный крест · b6 чёрный крест · c6 чёрный крест · d6 чёрный крест · e6 чёрный крест · f6 чёрный крест · b5 чёрный крест · c5 чёрный крест · d5 чёрный крест · e5 чёрный крест · f5 чёрный крест · b4 чёрный крест · c4 чёрный крест · d4 чёрный крест · e4 чёрный крест · f4 белая пешка · b3 чёрный король · a1 белый король | b8 чёрный крест · c8 чёрный крест · d8 чёрный крест · e8 чёрный крест · f8 белый круг · b7 чёрный крест · c7 чёрный крест · d7 чёрный крест · e7 чёрный крест · f7 чёрный крест · b6 чёрный крест · c6 чёрный крест · d6 чёрный крест · e6 чёрный крест · f6 чёрный крест · b5 чёрный крест · c5 чёрный крест · d5 чёрный крест · e5 чёрный крест · f5 чёрный крест · b4 чёрный крест · c4 чёрный крест · d4 чёрный крест · e4 чёрный крест · f4 белая пешка · b3 чёрный король · a1 белый король | b8 чёрный крест · c8 чёрный крест · d8 чёрный крест · e8 чёрный крест · f8 белый круг · b7 чёрный крест · c7 чёрный крест · d7 чёрный крест · e7 чёрный крест · f7 чёрный крест · b6 чёрный крест · c6 чёрный крест · d6 чёрный крест · e6 чёрный крест · f6 чёрный крест · b5 чёрный крест · c5 чёрный крест · d5 чёрный крест · e5 чёрный крест · f5 чёрный крест · b4 чёрный крест · c4 чёрный крест · d4 чёрный крест · e4 чёрный крест · f4 белая пешка · b3 чёрный король · a1 белый король | b8 чёрный крест · c8 чёрный крест · d8 чёрный крест · e8 чёрный крест · f8 белый круг · b7 чёрный крест · c7 чёрный крест · d7 чёрный крест · e7 чёрный крест · f7 чёрный крест · b6 чёрный крест · c6 чёрный крест · d6 чёрный крест · e6 чёрный крест · f6 чёрный крест · b5 чёрный крест · c5 чёрный крест · d5 чёрный крест · e5 чёрный крест · f5 чёрный крест · b4 чёрный крест · c4 чёрный крест · d4 чёрный крест · e4 чёрный крест · f4 белая пешка · b3 чёрный король · a1 белый король | 3 |
| 2 | b8 чёрный крест · c8 чёрный крест · d8 чёрный крест · e8 чёрный крест · f8 белый круг · b7 чёрный крест · c7 чёрный крест · d7 чёрный крест · e7 чёрный крест · f7 чёрный крест · b6 чёрный крест · c6 чёрный крест · d6 чёрный крест · e6 чёрный крест · f6 чёрный крест · b5 чёрный крест · c5 чёрный крест · d5 чёрный крест · e5 чёрный крест · f5 чёрный крест · b4 чёрный крест · c4 чёрный крест · d4 чёрный крест · e4 чёрный крест · f4 белая пешка · b3 чёрный король · a1 белый король | b8 чёрный крест · c8 чёрный крест · d8 чёрный крест · e8 чёрный крест · f8 белый круг · b7 чёрный крест · c7 чёрный крест · d7 чёрный крест · e7 чёрный крест · f7 чёрный крест · b6 чёрный крест · c6 чёрный крест · d6 чёрный крест · e6 чёрный крест · f6 чёрный крест · b5 чёрный крест · c5 чёрный крест · d5 чёрный крест · e5 чёрный крест · f5 чёрный крест · b4 чёрный крест · c4 чёрный крест · d4 чёрный крест · e4 чёрный крест · f4 белая пешка · b3 чёрный король · a1 белый король | b8 чёрный крест · c8 чёрный крест · d8 чёрный крест · e8 чёрный крест · f8 белый круг · b7 чёрный крест · c7 чёрный крест · d7 чёрный крест · e7 чёрный крест · f7 чёрный крест · b6 чёрный крест · c6 чёрный крест · d6 чёрный крест · e6 чёрный крест · f6 чёрный крест · b5 чёрный крест · c5 чёрный крест · d5 чёрный крест · e5 чёрный крест · f5 чёрный крест · b4 чёрный крест · c4 чёрный крест · d4 чёрный крест · e4 чёрный крест · f4 белая пешка · b3 чёрный король · a1 белый король | b8 чёрный крест · c8 чёрный крест · d8 чёрный крест · e8 чёрный крест · f8 белый круг · b7 чёрный крест · c7 чёрный крест · d7 чёрный крест · e7 чёрный крест · f7 чёрный крест · b6 чёрный крест · c6 чёрный крест · d6 чёрный крест · e6 чёрный крест · f6 чёрный крест · b5 чёрный крест · c5 чёрный крест · d5 чёрный крест · e5 чёрный крест · f5 чёрный крест · b4 чёрный крест · c4 чёрный крест · d4 чёрный крест · e4 чёрный крест · f4 белая пешка · b3 чёрный король · a1 белый король | b8 чёрный крест · c8 чёрный крест · d8 чёрный крест · e8 чёрный крест · f8 белый круг · b7 чёрный крест · c7 чёрный крест · d7 чёрный крест · e7 чёрный крест · f7 чёрный крест · b6 чёрный крест · c6 чёрный крест · d6 чёрный крест · e6 чёрный крест · f6 чёрный крест · b5 чёрный крест · c5 чёрный крест · d5 чёрный крест · e5 чёрный крест · f5 чёрный крест · b4 чёрный крест · c4 чёрный крест · d4 чёрный крест · e4 чёрный крест · f4 белая пешка · b3 чёрный король · a1 белый король | b8 чёрный крест · c8 чёрный крест · d8 чёрный крест · e8 чёрный крест · f8 белый круг · b7 чёрный крест · c7 чёрный крест · d7 чёрный крест · e7 чёрный крест · f7 чёрный крест · b6 чёрный крест · c6 чёрный крест · d6 чёрный крест · e6 чёрный крест · f6 чёрный крест · b5 чёрный крест · c5 чёрный крест · d5 чёрный крест · e5 чёрный крест · f5 чёрный крест · b4 чёрный крест · c4 чёрный крест · d4 чёрный крест · e4 чёрный крест · f4 белая пешка · b3 чёрный король · a1 белый король | b8 чёрный крест · c8 чёрный крест · d8 чёрный крест · e8 чёрный крест · f8 белый круг · b7 чёрный крест · c7 чёрный крест · d7 чёрный крест · e7 чёрный крест · f7 чёрный крест · b6 чёрный крест · c6 чёрный крест · d6 чёрный крест · e6 чёрный крест · f6 чёрный крест · b5 чёрный крест · c5 чёрный крест · d5 чёрный крест · e5 чёрный крест · f5 чёрный крест · b4 чёрный крест · c4 чёрный крест · d4 чёрный крест · e4 чёрный крест · f4 белая пешка · b3 чёрный король · a1 белый король | b8 чёрный крест · c8 чёрный крест · d8 чёрный крест · e8 чёрный крест · f8 белый круг · b7 чёрный крест · c7 чёрный крест · d7 чёрный крест · e7 чёрный крест · f7 чёрный крест · b6 чёрный крест · c6 чёрный крест · d6 чёрный крест · e6 чёрный крест · f6 чёрный крест · b5 чёрный крест · c5 чёрный крест · d5 чёрный крест · e5 чёрный крест · f5 чёрный крест · b4 чёрный крест · c4 чёрный крест · d4 чёрный крест · e4 чёрный крест · f4 белая пешка · b3 чёрный король · a1 белый король | 2 |
| 1 | b8 чёрный крест · c8 чёрный крест · d8 чёрный крест · e8 чёрный крест · f8 белый круг · b7 чёрный крест · c7 чёрный крест · d7 чёрный крест · e7 чёрный крест · f7 чёрный крест · b6 чёрный крест · c6 чёрный крест · d6 чёрный крест · e6 чёрный крест · f6 чёрный крест · b5 чёрный крест · c5 чёрный крест · d5 чёрный крест · e5 чёрный крест · f5 чёрный крест · b4 чёрный крест · c4 чёрный крест · d4 чёрный крест · e4 чёрный крест · f4 белая пешка · b3 чёрный король · a1 белый король | b8 чёрный крест · c8 чёрный крест · d8 чёрный крест · e8 чёрный крест · f8 белый круг · b7 чёрный крест · c7 чёрный крест · d7 чёрный крест · e7 чёрный крест · f7 чёрный крест · b6 чёрный крест · c6 чёрный крест · d6 чёрный крест · e6 чёрный крест · f6 чёрный крест · b5 чёрный крест · c5 чёрный крест · d5 чёрный крест · e5 чёрный крест · f5 чёрный крест · b4 чёрный крест · c4 чёрный крест · d4 чёрный крест · e4 чёрный крест · f4 белая пешка · b3 чёрный король · a1 белый король | b8 чёрный крест · c8 чёрный крест · d8 чёрный крест · e8 чёрный крест · f8 белый круг · b7 чёрный крест · c7 чёрный крест · d7 чёрный крест · e7 чёрный крест · f7 чёрный крест · b6 чёрный крест · c6 чёрный крест · d6 чёрный крест · e6 чёрный крест · f6 чёрный крест · b5 чёрный крест · c5 чёрный крест · d5 чёрный крест · e5 чёрный крест · f5 чёрный крест · b4 чёрный крест · c4 чёрный крест · d4 чёрный крест · e4 чёрный крест · f4 белая пешка · b3 чёрный король · a1 белый король | b8 чёрный крест · c8 чёрный крест · d8 чёрный крест · e8 чёрный крест · f8 белый круг · b7 чёрный крест · c7 чёрный крест · d7 чёрный крест · e7 чёрный крест · f7 чёрный крест · b6 чёрный крест · c6 чёрный крест · d6 чёрный крест · e6 чёрный крест · f6 чёрный крест · b5 чёрный крест · c5 чёрный крест · d5 чёрный крест · e5 чёрный крест · f5 чёрный крест · b4 чёрный крест · c4 чёрный крест · d4 чёрный крест · e4 чёрный крест · f4 белая пешка · b3 чёрный король · a1 белый король | b8 чёрный крест · c8 чёрный крест · d8 чёрный крест · e8 чёрный крест · f8 белый круг · b7 чёрный крест · c7 чёрный крест · d7 чёрный крест · e7 чёрный крест · f7 чёрный крест · b6 чёрный крест · c6 чёрный крест · d6 чёрный крест · e6 чёрный крест · f6 чёрный крест · b5 чёрный крест · c5 чёрный крест · d5 чёрный крест · e5 чёрный крест · f5 чёрный крест · b4 чёрный крест · c4 чёрный крест · d4 чёрный крест · e4 чёрный крест · f4 белая пешка · b3 чёрный король · a1 белый король | b8 чёрный крест · c8 чёрный крест · d8 чёрный крест · e8 чёрный крест · f8 белый круг · b7 чёрный крест · c7 чёрный крест · d7 чёрный крест · e7 чёрный крест · f7 чёрный крест · b6 чёрный крест · c6 чёрный крест · d6 чёрный крест · e6 чёрный крест · f6 чёрный крест · b5 чёрный крест · c5 чёрный крест · d5 чёрный крест · e5 чёрный крест · f5 чёрный крест · b4 чёрный крест · c4 чёрный крест · d4 чёрный крест · e4 чёрный крест · f4 белая пешка · b3 чёрный король · a1 белый король | b8 чёрный крест · c8 чёрный крест · d8 чёрный крест · e8 чёрный крест · f8 белый круг · b7 чёрный крест · c7 чёрный крест · d7 чёрный крест · e7 чёрный крест · f7 чёрный крест · b6 чёрный крест · c6 чёрный крест · d6 чёрный крест · e6 чёрный крест · f6 чёрный крест · b5 чёрный крест · c5 чёрный крест · d5 чёрный крест · e5 чёрный крест · f5 чёрный крест · b4 чёрный крест · c4 чёрный крест · d4 чёрный крест · e4 чёрный крест · f4 белая пешка · b3 чёрный король · a1 белый король | b8 чёрный крест · c8 чёрный крест · d8 чёрный крест · e8 чёрный крест · f8 белый круг · b7 чёрный крест · c7 чёрный крест · d7 чёрный крест · e7 чёрный крест · f7 чёрный крест · b6 чёрный крест · c6 чёрный крест · d6 чёрный крест · e6 чёрный крест · f6 чёрный крест · b5 чёрный крест · c5 чёрный крест · d5 чёрный крест · e5 чёрный крест · f5 чёрный крест · b4 чёрный крест · c4 чёрный крест · d4 чёрный крест · e4 чёрный крест · f4 белая пешка · b3 чёрный король · a1 белый король | 1 |
|   | a | b | c | d | e | f | g | h |   |

Если при ходе белых чёрный король вне квадрата, выигрыш для белых тривиален: белые проводят пешку без помощи своего короля и выигрывают. И наоборот, если чёрный король попал в квадрат, пешка без помощи своего короля пройти не может.
Исключением из правила является пешка на 2-й горизонтали. Поскольку пешка может сделать первый ход на расстояние 2, её квадрат такой, как если бы она была на 3 горизонтали. (Напомним, что мы везде считаем пешку белой. Для чёрной пешки это, соответственно, 7 и 6 горизонтали.)
Иногда вражеский король может попасть в пешечный квадрат из-за того, что пешке мешает свой король. В таких случаях её надо проводить по правилам проведения пешки с помощью короля, описанным ниже.
Простой способ построить пешечный квадрат — мысленно провести диагональ от той точки, где находится пешка, до последней линии.
|   | a | b | c | d | e | f | g | h |   |
| - | --- | --- | --- | --- | --- | --- | --- | --- | - |
| 8 | b8 чёрный крест · b7 чёрный крест · c7 чёрный крест · b6 чёрный крест · d6 чёрный крест · b5 чёрный крест · e5 чёрный крест · b4 чёрный крест · c4 чёрный крест · d4 чёрный крест · e4 чёрный крест · f4 белая пешка | b8 чёрный крест · b7 чёрный крест · c7 чёрный крест · b6 чёрный крест · d6 чёрный крест · b5 чёрный крест · e5 чёрный крест · b4 чёрный крест · c4 чёрный крест · d4 чёрный крест · e4 чёрный крест · f4 белая пешка | b8 чёрный крест · b7 чёрный крест · c7 чёрный крест · b6 чёрный крест · d6 чёрный крест · b5 чёрный крест · e5 чёрный крест · b4 чёрный крест · c4 чёрный крест · d4 чёрный крест · e4 чёрный крест · f4 белая пешка | b8 чёрный крест · b7 чёрный крест · c7 чёрный крест · b6 чёрный крест · d6 чёрный крест · b5 чёрный крест · e5 чёрный крест · b4 чёрный крест · c4 чёрный крест · d4 чёрный крест · e4 чёрный крест · f4 белая пешка | b8 чёрный крест · b7 чёрный крест · c7 чёрный крест · b6 чёрный крест · d6 чёрный крест · b5 чёрный крест · e5 чёрный крест · b4 чёрный крест · c4 чёрный крест · d4 чёрный крест · e4 чёрный крест · f4 белая пешка | b8 чёрный крест · b7 чёрный крест · c7 чёрный крест · b6 чёрный крест · d6 чёрный крест · b5 чёрный крест · e5 чёрный крест · b4 чёрный крест · c4 чёрный крест · d4 чёрный крест · e4 чёрный крест · f4 белая пешка | b8 чёрный крест · b7 чёрный крест · c7 чёрный крест · b6 чёрный крест · d6 чёрный крест · b5 чёрный крест · e5 чёрный крест · b4 чёрный крест · c4 чёрный крест · d4 чёрный крест · e4 чёрный крест · f4 белая пешка | b8 чёрный крест · b7 чёрный крест · c7 чёрный крест · b6 чёрный крест · d6 чёрный крест · b5 чёрный крест · e5 чёрный крест · b4 чёрный крест · c4 чёрный крест · d4 чёрный крест · e4 чёрный крест · f4 белая пешка | 8 |
| 7 | b8 чёрный крест · b7 чёрный крест · c7 чёрный крест · b6 чёрный крест · d6 чёрный крест · b5 чёрный крест · e5 чёрный крест · b4 чёрный крест · c4 чёрный крест · d4 чёрный крест · e4 чёрный крест · f4 белая пешка | b8 чёрный крест · b7 чёрный крест · c7 чёрный крест · b6 чёрный крест · d6 чёрный крест · b5 чёрный крест · e5 чёрный крест · b4 чёрный крест · c4 чёрный крест · d4 чёрный крест · e4 чёрный крест · f4 белая пешка | b8 чёрный крест · b7 чёрный крест · c7 чёрный крест · b6 чёрный крест · d6 чёрный крест · b5 чёрный крест · e5 чёрный крест · b4 чёрный крест · c4 чёрный крест · d4 чёрный крест · e4 чёрный крест · f4 белая пешка | b8 чёрный крест · b7 чёрный крест · c7 чёрный крест · b6 чёрный крест · d6 чёрный крест · b5 чёрный крест · e5 чёрный крест · b4 чёрный крест · c4 чёрный крест · d4 чёрный крест · e4 чёрный крест · f4 белая пешка | b8 чёрный крест · b7 чёрный крест · c7 чёрный крест · b6 чёрный крест · d6 чёрный крест · b5 чёрный крест · e5 чёрный крест · b4 чёрный крест · c4 чёрный крест · d4 чёрный крест · e4 чёрный крест · f4 белая пешка | b8 чёрный крест · b7 чёрный крест · c7 чёрный крест · b6 чёрный крест · d6 чёрный крест · b5 чёрный крест · e5 чёрный крест · b4 чёрный крест · c4 чёрный крест · d4 чёрный крест · e4 чёрный крест · f4 белая пешка | b8 чёрный крест · b7 чёрный крест · c7 чёрный крест · b6 чёрный крест · d6 чёрный крест · b5 чёрный крест · e5 чёрный крест · b4 чёрный крест · c4 чёрный крест · d4 чёрный крест · e4 чёрный крест · f4 белая пешка | b8 чёрный крест · b7 чёрный крест · c7 чёрный крест · b6 чёрный крест · d6 чёрный крест · b5 чёрный крест · e5 чёрный крест · b4 чёрный крест · c4 чёрный крест · d4 чёрный крест · e4 чёрный крест · f4 белая пешка | 7 |
| 6 | b8 чёрный крест · b7 чёрный крест · c7 чёрный крест · b6 чёрный крест · d6 чёрный крест · b5 чёрный крест · e5 чёрный крест · b4 чёрный крест · c4 чёрный крест · d4 чёрный крест · e4 чёрный крест · f4 белая пешка | b8 чёрный крест · b7 чёрный крест · c7 чёрный крест · b6 чёрный крест · d6 чёрный крест · b5 чёрный крест · e5 чёрный крест · b4 чёрный крест · c4 чёрный крест · d4 чёрный крест · e4 чёрный крест · f4 белая пешка | b8 чёрный крест · b7 чёрный крест · c7 чёрный крест · b6 чёрный крест · d6 чёрный крест · b5 чёрный крест · e5 чёрный крест · b4 чёрный крест · c4 чёрный крест · d4 чёрный крест · e4 чёрный крест · f4 белая пешка | b8 чёрный крест · b7 чёрный крест · c7 чёрный крест · b6 чёрный крест · d6 чёрный крест · b5 чёрный крест · e5 чёрный крест · b4 чёрный крест · c4 чёрный крест · d4 чёрный крест · e4 чёрный крест · f4 белая пешка | b8 чёрный крест · b7 чёрный крест · c7 чёрный крест · b6 чёрный крест · d6 чёрный крест · b5 чёрный крест · e5 чёрный крест · b4 чёрный крест · c4 чёрный крест · d4 чёрный крест · e4 чёрный крест · f4 белая пешка | b8 чёрный крест · b7 чёрный крест · c7 чёрный крест · b6 чёрный крест · d6 чёрный крест · b5 чёрный крест · e5 чёрный крест · b4 чёрный крест · c4 чёрный крест · d4 чёрный крест · e4 чёрный крест · f4 белая пешка | b8 чёрный крест · b7 чёрный крест · c7 чёрный крест · b6 чёрный крест · d6 чёрный крест · b5 чёрный крест · e5 чёрный крест · b4 чёрный крест · c4 чёрный крест · d4 чёрный крест · e4 чёрный крест · f4 белая пешка | b8 чёрный крест · b7 чёрный крест · c7 чёрный крест · b6 чёрный крест · d6 чёрный крест · b5 чёрный крест · e5 чёрный крест · b4 чёрный крест · c4 чёрный крест · d4 чёрный крест · e4 чёрный крест · f4 белая пешка | 6 |
| 5 | b8 чёрный крест · b7 чёрный крест · c7 чёрный крест · b6 чёрный крест · d6 чёрный крест · b5 чёрный крест · e5 чёрный крест · b4 чёрный крест · c4 чёрный крест · d4 чёрный крест · e4 чёрный крест · f4 белая пешка | b8 чёрный крест · b7 чёрный крест · c7 чёрный крест · b6 чёрный крест · d6 чёрный крест · b5 чёрный крест · e5 чёрный крест · b4 чёрный крест · c4 чёрный крест · d4 чёрный крест · e4 чёрный крест · f4 белая пешка | b8 чёрный крест · b7 чёрный крест · c7 чёрный крест · b6 чёрный крест · d6 чёрный крест · b5 чёрный крест · e5 чёрный крест · b4 чёрный крест · c4 чёрный крест · d4 чёрный крест · e4 чёрный крест · f4 белая пешка | b8 чёрный крест · b7 чёрный крест · c7 чёрный крест · b6 чёрный крест · d6 чёрный крест · b5 чёрный крест · e5 чёрный крест · b4 чёрный крест · c4 чёрный крест · d4 чёрный крест · e4 чёрный крест · f4 белая пешка | b8 чёрный крест · b7 чёрный крест · c7 чёрный крест · b6 чёрный крест · d6 чёрный крест · b5 чёрный крест · e5 чёрный крест · b4 чёрный крест · c4 чёрный крест · d4 чёрный крест · e4 чёрный крест · f4 белая пешка | b8 чёрный крест · b7 чёрный крест · c7 чёрный крест · b6 чёрный крест · d6 чёрный крест · b5 чёрный крест · e5 чёрный крест · b4 чёрный крест · c4 чёрный крест · d4 чёрный крест · e4 чёрный крест · f4 белая пешка | b8 чёрный крест · b7 чёрный крест · c7 чёрный крест · b6 чёрный крест · d6 чёрный крест · b5 чёрный крест · e5 чёрный крест · b4 чёрный крест · c4 чёрный крест · d4 чёрный крест · e4 чёрный крест · f4 белая пешка | b8 чёрный крест · b7 чёрный крест · c7 чёрный крест · b6 чёрный крест · d6 чёрный крест · b5 чёрный крест · e5 чёрный крест · b4 чёрный крест · c4 чёрный крест · d4 чёрный крест · e4 чёрный крест · f4 белая пешка | 5 |
| 4 | b8 чёрный крест · b7 чёрный крест · c7 чёрный крест · b6 чёрный крест · d6 чёрный крест · b5 чёрный крест · e5 чёрный крест · b4 чёрный крест · c4 чёрный крест · d4 чёрный крест · e4 чёрный крест · f4 белая пешка | b8 чёрный крест · b7 чёрный крест · c7 чёрный крест · b6 чёрный крест · d6 чёрный крест · b5 чёрный крест · e5 чёрный крест · b4 чёрный крест · c4 чёрный крест · d4 чёрный крест · e4 чёрный крест · f4 белая пешка | b8 чёрный крест · b7 чёрный крест · c7 чёрный крест · b6 чёрный крест · d6 чёрный крест · b5 чёрный крест · e5 чёрный крест · b4 чёрный крест · c4 чёрный крест · d4 чёрный крест · e4 чёрный крест · f4 белая пешка | b8 чёрный крест · b7 чёрный крест · c7 чёрный крест · b6 чёрный крест · d6 чёрный крест · b5 чёрный крест · e5 чёрный крест · b4 чёрный крест · c4 чёрный крест · d4 чёрный крест · e4 чёрный крест · f4 белая пешка | b8 чёрный крест · b7 чёрный крест · c7 чёрный крест · b6 чёрный крест · d6 чёрный крест · b5 чёрный крест · e5 чёрный крест · b4 чёрный крест · c4 чёрный крест · d4 чёрный крест · e4 чёрный крест · f4 белая пешка | b8 чёрный крест · b7 чёрный крест · c7 чёрный крест · b6 чёрный крест · d6 чёрный крест · b5 чёрный крест · e5 чёрный крест · b4 чёрный крест · c4 чёрный крест · d4 чёрный крест · e4 чёрный крест · f4 белая пешка | b8 чёрный крест · b7 чёрный крест · c7 чёрный крест · b6 чёрный крест · d6 чёрный крест · b5 чёрный крест · e5 чёрный крест · b4 чёрный крест · c4 чёрный крест · d4 чёрный крест · e4 чёрный крест · f4 белая пешка | b8 чёрный крест · b7 чёрный крест · c7 чёрный крест · b6 чёрный крест · d6 чёрный крест · b5 чёрный крест · e5 чёрный крест · b4 чёрный крест · c4 чёрный крест · d4 чёрный крест · e4 чёрный крест · f4 белая пешка | 4 |
| 3 | b8 чёрный крест · b7 чёрный крест · c7 чёрный крест · b6 чёрный крест · d6 чёрный крест · b5 чёрный крест · e5 чёрный крест · b4 чёрный крест · c4 чёрный крест · d4 чёрный крест · e4 чёрный крест · f4 белая пешка | b8 чёрный крест · b7 чёрный крест · c7 чёрный крест · b6 чёрный крест · d6 чёрный крест · b5 чёрный крест · e5 чёрный крест · b4 чёрный крест · c4 чёрный крест · d4 чёрный крест · e4 чёрный крест · f4 белая пешка | b8 чёрный крест · b7 чёрный крест · c7 чёрный крест · b6 чёрный крест · d6 чёрный крест · b5 чёрный крест · e5 чёрный крест · b4 чёрный крест · c4 чёрный крест · d4 чёрный крест · e4 чёрный крест · f4 белая пешка | b8 чёрный крест · b7 чёрный крест · c7 чёрный крест · b6 чёрный крест · d6 чёрный крест · b5 чёрный крест · e5 чёрный крест · b4 чёрный крест · c4 чёрный крест · d4 чёрный крест · e4 чёрный крест · f4 белая пешка | b8 чёрный крест · b7 чёрный крест · c7 чёрный крест · b6 чёрный крест · d6 чёрный крест · b5 чёрный крест · e5 чёрный крест · b4 чёрный крест · c4 чёрный крест · d4 чёрный крест · e4 чёрный крест · f4 белая пешка | b8 чёрный крест · b7 чёрный крест · c7 чёрный крест · b6 чёрный крест · d6 чёрный крест · b5 чёрный крест · e5 чёрный крест · b4 чёрный крест · c4 чёрный крест · d4 чёрный крест · e4 чёрный крест · f4 белая пешка | b8 чёрный крест · b7 чёрный крест · c7 чёрный крест · b6 чёрный крест · d6 чёрный крест · b5 чёрный крест · e5 чёрный крест · b4 чёрный крест · c4 чёрный крест · d4 чёрный крест · e4 чёрный крест · f4 белая пешка | b8 чёрный крест · b7 чёрный крест · c7 чёрный крест · b6 чёрный крест · d6 чёрный крест · b5 чёрный крест · e5 чёрный крест · b4 чёрный крест · c4 чёрный крест · d4 чёрный крест · e4 чёрный крест · f4 белая пешка | 3 |
| 2 | b8 чёрный крест · b7 чёрный крест · c7 чёрный крест · b6 чёрный крест · d6 чёрный крест · b5 чёрный крест · e5 чёрный крест · b4 чёрный крест · c4 чёрный крест · d4 чёрный крест · e4 чёрный крест · f4 белая пешка | b8 чёрный крест · b7 чёрный крест · c7 чёрный крест · b6 чёрный крест · d6 чёрный крест · b5 чёрный крест · e5 чёрный крест · b4 чёрный крест · c4 чёрный крест · d4 чёрный крест · e4 чёрный крест · f4 белая пешка | b8 чёрный крест · b7 чёрный крест · c7 чёрный крест · b6 чёрный крест · d6 чёрный крест · b5 чёрный крест · e5 чёрный крест · b4 чёрный крест · c4 чёрный крест · d4 чёрный крест · e4 чёрный крест · f4 белая пешка | b8 чёрный крест · b7 чёрный крест · c7 чёрный крест · b6 чёрный крест · d6 чёрный крест · b5 чёрный крест · e5 чёрный крест · b4 чёрный крест · c4 чёрный крест · d4 чёрный крест · e4 чёрный крест · f4 белая пешка | b8 чёрный крест · b7 чёрный крест · c7 чёрный крест · b6 чёрный крест · d6 чёрный крест · b5 чёрный крест · e5 чёрный крест · b4 чёрный крест · c4 чёрный крест · d4 чёрный крест · e4 чёрный крест · f4 белая пешка | b8 чёрный крест · b7 чёрный крест · c7 чёрный крест · b6 чёрный крест · d6 чёрный крест · b5 чёрный крест · e5 чёрный крест · b4 чёрный крест · c4 чёрный крест · d4 чёрный крест · e4 чёрный крест · f4 белая пешка | b8 чёрный крест · b7 чёрный крест · c7 чёрный крест · b6 чёрный крест · d6 чёрный крест · b5 чёрный крест · e5 чёрный крест · b4 чёрный крест · c4 чёрный крест · d4 чёрный крест · e4 чёрный крест · f4 белая пешка | b8 чёрный крест · b7 чёрный крест · c7 чёрный крест · b6 чёрный крест · d6 чёрный крест · b5 чёрный крест · e5 чёрный крест · b4 чёрный крест · c4 чёрный крест · d4 чёрный крест · e4 чёрный крест · f4 белая пешка | 2 |
| 1 | b8 чёрный крест · b7 чёрный крест · c7 чёрный крест · b6 чёрный крест · d6 чёрный крест · b5 чёрный крест · e5 чёрный крест · b4 чёрный крест · c4 чёрный крест · d4 чёрный крест · e4 чёрный крест · f4 белая пешка | b8 чёрный крест · b7 чёрный крест · c7 чёрный крест · b6 чёрный крест · d6 чёрный крест · b5 чёрный крест · e5 чёрный крест · b4 чёрный крест · c4 чёрный крест · d4 чёрный крест · e4 чёрный крест · f4 белая пешка | b8 чёрный крест · b7 чёрный крест · c7 чёрный крест · b6 чёрный крест · d6 чёрный крест · b5 чёрный крест · e5 чёрный крест · b4 чёрный крест · c4 чёрный крест · d4 чёрный крест · e4 чёрный крест · f4 белая пешка | b8 чёрный крест · b7 чёрный крест · c7 чёрный крест · b6 чёрный крест · d6 чёрный крест · b5 чёрный крест · e5 чёрный крест · b4 чёрный крест · c4 чёрный крест · d4 чёрный крест · e4 чёрный крест · f4 белая пешка | b8 чёрный крест · b7 чёрный крест · c7 чёрный крест · b6 чёрный крест · d6 чёрный крест · b5 чёрный крест · e5 чёрный крест · b4 чёрный крест · c4 чёрный крест · d4 чёрный крест · e4 чёрный крест · f4 белая пешка | b8 чёрный крест · b7 чёрный крест · c7 чёрный крест · b6 чёрный крест · d6 чёрный крест · b5 чёрный крест · e5 чёрный крест · b4 чёрный крест · c4 чёрный крест · d4 чёрный крест · e4 чёрный крест · f4 белая пешка | b8 чёрный крест · b7 чёрный крест · c7 чёрный крест · b6 чёрный крест · d6 чёрный крест · b5 чёрный крест · e5 чёрный крест · b4 чёрный крест · c4 чёрный крест · d4 чёрный крест · e4 чёрный крест · f4 белая пешка | b8 чёрный крест · b7 чёрный крест · c7 чёрный крест · b6 чёрный крест · d6 чёрный крест · b5 чёрный крест · e5 чёрный крест · b4 чёрный крест · c4 чёрный крест · d4 чёрный крест · e4 чёрный крест · f4 белая пешка | 1 |
|   | a | b | c | d | e | f | g | h |   |

В дальнейшем подразумевается, что чёрный король попадает в пешечный квадрат.

## Ладейная пешка
Ладейной пешкой называется пешка на линии a или h. Если чёрный король попадает в пешечный квадрат, её провести труднее, чем другие пешки.

### Игра за чёрных
Все поля перед пешкой и все поля, соседние с полем превращения, являются ничейными. Если чёрный король попал на ничейное поле, в дальнейшем он может ходить только по ничейным полям, пока не представится возможность взять пешку. Белые не могут ничего противопоставить этой стратегии.
|   | a | b | c | d | e | f | g | h |   |
| - | --- | --- | --- | --- | --- | --- | --- | --- | - |
| 8 | f8 чёрный круг · g8 чёрный крест · h8 чёрный крест · f7 чёрный круг · g7 чёрный крест · h7 чёрный крест · h6 чёрный крест · h5 чёрный крест · h4 белая пешка | f8 чёрный круг · g8 чёрный крест · h8 чёрный крест · f7 чёрный круг · g7 чёрный крест · h7 чёрный крест · h6 чёрный крест · h5 чёрный крест · h4 белая пешка | f8 чёрный круг · g8 чёрный крест · h8 чёрный крест · f7 чёрный круг · g7 чёрный крест · h7 чёрный крест · h6 чёрный крест · h5 чёрный крест · h4 белая пешка | f8 чёрный круг · g8 чёрный крест · h8 чёрный крест · f7 чёрный круг · g7 чёрный крест · h7 чёрный крест · h6 чёрный крест · h5 чёрный крест · h4 белая пешка | f8 чёрный круг · g8 чёрный крест · h8 чёрный крест · f7 чёрный круг · g7 чёрный крест · h7 чёрный крест · h6 чёрный крест · h5 чёрный крест · h4 белая пешка | f8 чёрный круг · g8 чёрный крест · h8 чёрный крест · f7 чёрный круг · g7 чёрный крест · h7 чёрный крест · h6 чёрный крест · h5 чёрный крест · h4 белая пешка | f8 чёрный круг · g8 чёрный крест · h8 чёрный крест · f7 чёрный круг · g7 чёрный крест · h7 чёрный крест · h6 чёрный крест · h5 чёрный крест · h4 белая пешка | f8 чёрный круг · g8 чёрный крест · h8 чёрный крест · f7 чёрный круг · g7 чёрный крест · h7 чёрный крест · h6 чёрный крест · h5 чёрный крест · h4 белая пешка | 8 |
| 7 | f8 чёрный круг · g8 чёрный крест · h8 чёрный крест · f7 чёрный круг · g7 чёрный крест · h7 чёрный крест · h6 чёрный крест · h5 чёрный крест · h4 белая пешка | f8 чёрный круг · g8 чёрный крест · h8 чёрный крест · f7 чёрный круг · g7 чёрный крест · h7 чёрный крест · h6 чёрный крест · h5 чёрный крест · h4 белая пешка | f8 чёрный круг · g8 чёрный крест · h8 чёрный крест · f7 чёрный круг · g7 чёрный крест · h7 чёрный крест · h6 чёрный крест · h5 чёрный крест · h4 белая пешка | f8 чёрный круг · g8 чёрный крест · h8 чёрный крест · f7 чёрный круг · g7 чёрный крест · h7 чёрный крест · h6 чёрный крест · h5 чёрный крест · h4 белая пешка | f8 чёрный круг · g8 чёрный крест · h8 чёрный крест · f7 чёрный круг · g7 чёрный крест · h7 чёрный крест · h6 чёрный крест · h5 чёрный крест · h4 белая пешка | f8 чёрный круг · g8 чёрный крест · h8 чёрный крест · f7 чёрный круг · g7 чёрный крест · h7 чёрный крест · h6 чёрный крест · h5 чёрный крест · h4 белая пешка | f8 чёрный круг · g8 чёрный крест · h8 чёрный крест · f7 чёрный круг · g7 чёрный крест · h7 чёрный крест · h6 чёрный крест · h5 чёрный крест · h4 белая пешка | f8 чёрный круг · g8 чёрный крест · h8 чёрный крест · f7 чёрный круг · g7 чёрный крест · h7 чёрный крест · h6 чёрный крест · h5 чёрный крест · h4 белая пешка | 7 |
| 6 | f8 чёрный круг · g8 чёрный крест · h8 чёрный крест · f7 чёрный круг · g7 чёрный крест · h7 чёрный крест · h6 чёрный крест · h5 чёрный крест · h4 белая пешка | f8 чёрный круг · g8 чёрный крест · h8 чёрный крест · f7 чёрный круг · g7 чёрный крест · h7 чёрный крест · h6 чёрный крест · h5 чёрный крест · h4 белая пешка | f8 чёрный круг · g8 чёрный крест · h8 чёрный крест · f7 чёрный круг · g7 чёрный крест · h7 чёрный крест · h6 чёрный крест · h5 чёрный крест · h4 белая пешка | f8 чёрный круг · g8 чёрный крест · h8 чёрный крест · f7 чёрный круг · g7 чёрный крест · h7 чёрный крест · h6 чёрный крест · h5 чёрный крест · h4 белая пешка | f8 чёрный круг · g8 чёрный крест · h8 чёрный крест · f7 чёрный круг · g7 чёрный крест · h7 чёрный крест · h6 чёрный крест · h5 чёрный крест · h4 белая пешка | f8 чёрный круг · g8 чёрный крест · h8 чёрный крест · f7 чёрный круг · g7 чёрный крест · h7 чёрный крест · h6 чёрный крест · h5 чёрный крест · h4 белая пешка | f8 чёрный круг · g8 чёрный крест · h8 чёрный крест · f7 чёрный круг · g7 чёрный крест · h7 чёрный крест · h6 чёрный крест · h5 чёрный крест · h4 белая пешка | f8 чёрный круг · g8 чёрный крест · h8 чёрный крест · f7 чёрный круг · g7 чёрный крест · h7 чёрный крест · h6 чёрный крест · h5 чёрный крест · h4 белая пешка | 6 |
| 5 | f8 чёрный круг · g8 чёрный крест · h8 чёрный крест · f7 чёрный круг · g7 чёрный крест · h7 чёрный крест · h6 чёрный крест · h5 чёрный крест · h4 белая пешка | f8 чёрный круг · g8 чёрный крест · h8 чёрный крест · f7 чёрный круг · g7 чёрный крест · h7 чёрный крест · h6 чёрный крест · h5 чёрный крест · h4 белая пешка | f8 чёрный круг · g8 чёрный крест · h8 чёрный крест · f7 чёрный круг · g7 чёрный крест · h7 чёрный крест · h6 чёрный крест · h5 чёрный крест · h4 белая пешка | f8 чёрный круг · g8 чёрный крест · h8 чёрный крест · f7 чёрный круг · g7 чёрный крест · h7 чёрный крест · h6 чёрный крест · h5 чёрный крест · h4 белая пешка | f8 чёрный круг · g8 чёрный крест · h8 чёрный крест · f7 чёрный круг · g7 чёрный крест · h7 чёрный крест · h6 чёрный крест · h5 чёрный крест · h4 белая пешка | f8 чёрный круг · g8 чёрный крест · h8 чёрный крест · f7 чёрный круг · g7 чёрный крест · h7 чёрный крест · h6 чёрный крест · h5 чёрный крест · h4 белая пешка | f8 чёрный круг · g8 чёрный крест · h8 чёрный крест · f7 чёрный круг · g7 чёрный крест · h7 чёрный крест · h6 чёрный крест · h5 чёрный крест · h4 белая пешка | f8 чёрный круг · g8 чёрный крест · h8 чёрный крест · f7 чёрный круг · g7 чёрный крест · h7 чёрный крест · h6 чёрный крест · h5 чёрный крест · h4 белая пешка | 5 |
| 4 | f8 чёрный круг · g8 чёрный крест · h8 чёрный крест · f7 чёрный круг · g7 чёрный крест · h7 чёрный крест · h6 чёрный крест · h5 чёрный крест · h4 белая пешка | f8 чёрный круг · g8 чёрный крест · h8 чёрный крест · f7 чёрный круг · g7 чёрный крест · h7 чёрный крест · h6 чёрный крест · h5 чёрный крест · h4 белая пешка | f8 чёрный круг · g8 чёрный крест · h8 чёрный крест · f7 чёрный круг · g7 чёрный крест · h7 чёрный крест · h6 чёрный крест · h5 чёрный крест · h4 белая пешка | f8 чёрный круг · g8 чёрный крест · h8 чёрный крест · f7 чёрный круг · g7 чёрный крест · h7 чёрный крест · h6 чёрный крест · h5 чёрный крест · h4 белая пешка | f8 чёрный круг · g8 чёрный крест · h8 чёрный крест · f7 чёрный круг · g7 чёрный крест · h7 чёрный крест · h6 чёрный крест · h5 чёрный крест · h4 белая пешка | f8 чёрный круг · g8 чёрный крест · h8 чёрный крест · f7 чёрный круг · g7 чёрный крест · h7 чёрный крест · h6 чёрный крест · h5 чёрный крест · h4 белая пешка | f8 чёрный круг · g8 чёрный крест · h8 чёрный крест · f7 чёрный круг · g7 чёрный крест · h7 чёрный крест · h6 чёрный крест · h5 чёрный крест · h4 белая пешка | f8 чёрный круг · g8 чёрный крест · h8 чёрный крест · f7 чёрный круг · g7 чёрный крест · h7 чёрный крест · h6 чёрный крест · h5 чёрный крест · h4 белая пешка | 4 |
| 3 | f8 чёрный круг · g8 чёрный крест · h8 чёрный крест · f7 чёрный круг · g7 чёрный крест · h7 чёрный крест · h6 чёрный крест · h5 чёрный крест · h4 белая пешка | f8 чёрный круг · g8 чёрный крест · h8 чёрный крест · f7 чёрный круг · g7 чёрный крест · h7 чёрный крест · h6 чёрный крест · h5 чёрный крест · h4 белая пешка | f8 чёрный круг · g8 чёрный крест · h8 чёрный крест · f7 чёрный круг · g7 чёрный крест · h7 чёрный крест · h6 чёрный крест · h5 чёрный крест · h4 белая пешка | f8 чёрный круг · g8 чёрный крест · h8 чёрный крест · f7 чёрный круг · g7 чёрный крест · h7 чёрный крест · h6 чёрный крест · h5 чёрный крест · h4 белая пешка | f8 чёрный круг · g8 чёрный крест · h8 чёрный крест · f7 чёрный круг · g7 чёрный крест · h7 чёрный крест · h6 чёрный крест · h5 чёрный крест · h4 белая пешка | f8 чёрный круг · g8 чёрный крест · h8 чёрный крест · f7 чёрный круг · g7 чёрный крест · h7 чёрный крест · h6 чёрный крест · h5 чёрный крест · h4 белая пешка | f8 чёрный круг · g8 чёрный крест · h8 чёрный крест · f7 чёрный круг · g7 чёрный крест · h7 чёрный крест · h6 чёрный крест · h5 чёрный крест · h4 белая пешка | f8 чёрный круг · g8 чёрный крест · h8 чёрный крест · f7 чёрный круг · g7 чёрный крест · h7 чёрный крест · h6 чёрный крест · h5 чёрный крест · h4 белая пешка | 3 |
| 2 | f8 чёрный круг · g8 чёрный крест · h8 чёрный крест · f7 чёрный круг · g7 чёрный крест · h7 чёрный крест · h6 чёрный крест · h5 чёрный крест · h4 белая пешка | f8 чёрный круг · g8 чёрный крест · h8 чёрный крест · f7 чёрный круг · g7 чёрный крест · h7 чёрный крест · h6 чёрный крест · h5 чёрный крест · h4 белая пешка | f8 чёрный круг · g8 чёрный крест · h8 чёрный крест · f7 чёрный круг · g7 чёрный крест · h7 чёрный крест · h6 чёрный крест · h5 чёрный крест · h4 белая пешка | f8 чёрный круг · g8 чёрный крест · h8 чёрный крест · f7 чёрный круг · g7 чёрный крест · h7 чёрный крест · h6 чёрный крест · h5 чёрный крест · h4 белая пешка | f8 чёрный круг · g8 чёрный крест · h8 чёрный крест · f7 чёрный круг · g7 чёрный крест · h7 чёрный крест · h6 чёрный крест · h5 чёрный крест · h4 белая пешка | f8 чёрный круг · g8 чёрный крест · h8 чёрный крест · f7 чёрный круг · g7 чёрный крест · h7 чёрный крест · h6 чёрный крест · h5 чёрный крест · h4 белая пешка | f8 чёрный круг · g8 чёрный крест · h8 чёрный крест · f7 чёрный круг · g7 чёрный крест · h7 чёрный крест · h6 чёрный крест · h5 чёрный крест · h4 белая пешка | f8 чёрный круг · g8 чёрный крест · h8 чёрный крест · f7 чёрный круг · g7 чёрный крест · h7 чёрный крест · h6 чёрный крест · h5 чёрный крест · h4 белая пешка | 2 |
| 1 | f8 чёрный круг · g8 чёрный крест · h8 чёрный крест · f7 чёрный круг · g7 чёрный крест · h7 чёрный крест · h6 чёрный крест · h5 чёрный крест · h4 белая пешка | f8 чёрный круг · g8 чёрный крест · h8 чёрный крест · f7 чёрный круг · g7 чёрный крест · h7 чёрный крест · h6 чёрный крест · h5 чёрный крест · h4 белая пешка | f8 чёрный круг · g8 чёрный крест · h8 чёрный крест · f7 чёрный круг · g7 чёрный крест · h7 чёрный крест · h6 чёрный крест · h5 чёрный крест · h4 белая пешка | f8 чёрный круг · g8 чёрный крест · h8 чёрный крест · f7 чёрный круг · g7 чёрный крест · h7 чёрный крест · h6 чёрный крест · h5 чёрный крест · h4 белая пешка | f8 чёрный круг · g8 чёрный крест · h8 чёрный крест · f7 чёрный круг · g7 чёрный крест · h7 чёрный крест · h6 чёрный крест · h5 чёрный крест · h4 белая пешка | f8 чёрный круг · g8 чёрный крест · h8 чёрный крест · f7 чёрный круг · g7 чёрный крест · h7 чёрный крест · h6 чёрный крест · h5 чёрный крест · h4 белая пешка | f8 чёрный круг · g8 чёрный крест · h8 чёрный крест · f7 чёрный круг · g7 чёрный крест · h7 чёрный крест · h6 чёрный крест · h5 чёрный крест · h4 белая пешка | f8 чёрный круг · g8 чёрный крест · h8 чёрный крест · f7 чёрный круг · g7 чёрный крест · h7 чёрный крест · h6 чёрный крест · h5 чёрный крест · h4 белая пешка | 1 |
|   | a | b | c | d | e | f | g | h |   |

Поля, показанные на диаграмме кружками (назовём их почти ничейными полями), тоже важны для чёрных. Если чёрный король прорвался на одно из них, а белые не проводят пешку немедленно, то чёрные добились ничьей (Silman 2007:105–6). Им достаточно ходить по полям, отмеченным кружком, пока не удастся поставить короля на ничейное поле g7 или g8, а дальше ходить по ничейным полям. В самом деле, для того чтобы не пустить чёрного короля на ничейные поля, белому королю приходится всё время находиться на поле h7 или h8, перекрывая путь своей пешке.
Таким образом, тактика чёрных выглядит следующим образом: бери пешку; если не можешь, иди на ничейное поле; если не можешь, иди на почти ничейное поле; если и это невозможно, попытайся добраться до одного из этих полей раньше, чем противник проведёт пешку.

### Игра за белых
Если чёрный король не попадает в пешечный квадрат, победа тривиальна. В противном случае белые должны не пустить чёрного короля на важные для него поля. Если пешка достаточно продвинута, белый король должен занимать поля, показанные белыми кружками:
|   | a | b | c | d | e | f | g | h |   |
| - | --- | --- | --- | --- | --- | --- | --- | --- | - |
| 8 | f8 чёрный круг · g8 белый круг · h8 чёрный крест · f7 чёрный круг · g7 белый круг · h7 чёрный крест · h6 чёрный крест · h5 белая пешка | f8 чёрный круг · g8 белый круг · h8 чёрный крест · f7 чёрный круг · g7 белый круг · h7 чёрный крест · h6 чёрный крест · h5 белая пешка | f8 чёрный круг · g8 белый круг · h8 чёрный крест · f7 чёрный круг · g7 белый круг · h7 чёрный крест · h6 чёрный крест · h5 белая пешка | f8 чёрный круг · g8 белый круг · h8 чёрный крест · f7 чёрный круг · g7 белый круг · h7 чёрный крест · h6 чёрный крест · h5 белая пешка | f8 чёрный круг · g8 белый круг · h8 чёрный крест · f7 чёрный круг · g7 белый круг · h7 чёрный крест · h6 чёрный крест · h5 белая пешка | f8 чёрный круг · g8 белый круг · h8 чёрный крест · f7 чёрный круг · g7 белый круг · h7 чёрный крест · h6 чёрный крест · h5 белая пешка | f8 чёрный круг · g8 белый круг · h8 чёрный крест · f7 чёрный круг · g7 белый круг · h7 чёрный крест · h6 чёрный крест · h5 белая пешка | f8 чёрный круг · g8 белый круг · h8 чёрный крест · f7 чёрный круг · g7 белый круг · h7 чёрный крест · h6 чёрный крест · h5 белая пешка | 8 |
| 7 | f8 чёрный круг · g8 белый круг · h8 чёрный крест · f7 чёрный круг · g7 белый круг · h7 чёрный крест · h6 чёрный крест · h5 белая пешка | f8 чёрный круг · g8 белый круг · h8 чёрный крест · f7 чёрный круг · g7 белый круг · h7 чёрный крест · h6 чёрный крест · h5 белая пешка | f8 чёрный круг · g8 белый круг · h8 чёрный крест · f7 чёрный круг · g7 белый круг · h7 чёрный крест · h6 чёрный крест · h5 белая пешка | f8 чёрный круг · g8 белый круг · h8 чёрный крест · f7 чёрный круг · g7 белый круг · h7 чёрный крест · h6 чёрный крест · h5 белая пешка | f8 чёрный круг · g8 белый круг · h8 чёрный крест · f7 чёрный круг · g7 белый круг · h7 чёрный крест · h6 чёрный крест · h5 белая пешка | f8 чёрный круг · g8 белый круг · h8 чёрный крест · f7 чёрный круг · g7 белый круг · h7 чёрный крест · h6 чёрный крест · h5 белая пешка | f8 чёрный круг · g8 белый круг · h8 чёрный крест · f7 чёрный круг · g7 белый круг · h7 чёрный крест · h6 чёрный крест · h5 белая пешка | f8 чёрный круг · g8 белый круг · h8 чёрный крест · f7 чёрный круг · g7 белый круг · h7 чёрный крест · h6 чёрный крест · h5 белая пешка | 7 |
| 6 | f8 чёрный круг · g8 белый круг · h8 чёрный крест · f7 чёрный круг · g7 белый круг · h7 чёрный крест · h6 чёрный крест · h5 белая пешка | f8 чёрный круг · g8 белый круг · h8 чёрный крест · f7 чёрный круг · g7 белый круг · h7 чёрный крест · h6 чёрный крест · h5 белая пешка | f8 чёрный круг · g8 белый круг · h8 чёрный крест · f7 чёрный круг · g7 белый круг · h7 чёрный крест · h6 чёрный крест · h5 белая пешка | f8 чёрный круг · g8 белый круг · h8 чёрный крест · f7 чёрный круг · g7 белый круг · h7 чёрный крест · h6 чёрный крест · h5 белая пешка | f8 чёрный круг · g8 белый круг · h8 чёрный крест · f7 чёрный круг · g7 белый круг · h7 чёрный крест · h6 чёрный крест · h5 белая пешка | f8 чёрный круг · g8 белый круг · h8 чёрный крест · f7 чёрный круг · g7 белый круг · h7 чёрный крест · h6 чёрный крест · h5 белая пешка | f8 чёрный круг · g8 белый круг · h8 чёрный крест · f7 чёрный круг · g7 белый круг · h7 чёрный крест · h6 чёрный крест · h5 белая пешка | f8 чёрный круг · g8 белый круг · h8 чёрный крест · f7 чёрный круг · g7 белый круг · h7 чёрный крест · h6 чёрный крест · h5 белая пешка | 6 |
| 5 | f8 чёрный круг · g8 белый круг · h8 чёрный крест · f7 чёрный круг · g7 белый круг · h7 чёрный крест · h6 чёрный крест · h5 белая пешка | f8 чёрный круг · g8 белый круг · h8 чёрный крест · f7 чёрный круг · g7 белый круг · h7 чёрный крест · h6 чёрный крест · h5 белая пешка | f8 чёрный круг · g8 белый круг · h8 чёрный крест · f7 чёрный круг · g7 белый круг · h7 чёрный крест · h6 чёрный крест · h5 белая пешка | f8 чёрный круг · g8 белый круг · h8 чёрный крест · f7 чёрный круг · g7 белый круг · h7 чёрный крест · h6 чёрный крест · h5 белая пешка | f8 чёрный круг · g8 белый круг · h8 чёрный крест · f7 чёрный круг · g7 белый круг · h7 чёрный крест · h6 чёрный крест · h5 белая пешка | f8 чёрный круг · g8 белый круг · h8 чёрный крест · f7 чёрный круг · g7 белый круг · h7 чёрный крест · h6 чёрный крест · h5 белая пешка | f8 чёрный круг · g8 белый круг · h8 чёрный крест · f7 чёрный круг · g7 белый круг · h7 чёрный крест · h6 чёрный крест · h5 белая пешка | f8 чёрный круг · g8 белый круг · h8 чёрный крест · f7 чёрный круг · g7 белый круг · h7 чёрный крест · h6 чёрный крест · h5 белая пешка | 5 |
| 4 | f8 чёрный круг · g8 белый круг · h8 чёрный крест · f7 чёрный круг · g7 белый круг · h7 чёрный крест · h6 чёрный крест · h5 белая пешка | f8 чёрный круг · g8 белый круг · h8 чёрный крест · f7 чёрный круг · g7 белый круг · h7 чёрный крест · h6 чёрный крест · h5 белая пешка | f8 чёрный круг · g8 белый круг · h8 чёрный крест · f7 чёрный круг · g7 белый круг · h7 чёрный крест · h6 чёрный крест · h5 белая пешка | f8 чёрный круг · g8 белый круг · h8 чёрный крест · f7 чёрный круг · g7 белый круг · h7 чёрный крест · h6 чёрный крест · h5 белая пешка | f8 чёрный круг · g8 белый круг · h8 чёрный крест · f7 чёрный круг · g7 белый круг · h7 чёрный крест · h6 чёрный крест · h5 белая пешка | f8 чёрный круг · g8 белый круг · h8 чёрный крест · f7 чёрный круг · g7 белый круг · h7 чёрный крест · h6 чёрный крест · h5 белая пешка | f8 чёрный круг · g8 белый круг · h8 чёрный крест · f7 чёрный круг · g7 белый круг · h7 чёрный крест · h6 чёрный крест · h5 белая пешка | f8 чёрный круг · g8 белый круг · h8 чёрный крест · f7 чёрный круг · g7 белый круг · h7 чёрный крест · h6 чёрный крест · h5 белая пешка | 4 |
| 3 | f8 чёрный круг · g8 белый круг · h8 чёрный крест · f7 чёрный круг · g7 белый круг · h7 чёрный крест · h6 чёрный крест · h5 белая пешка | f8 чёрный круг · g8 белый круг · h8 чёрный крест · f7 чёрный круг · g7 белый круг · h7 чёрный крест · h6 чёрный крест · h5 белая пешка | f8 чёрный круг · g8 белый круг · h8 чёрный крест · f7 чёрный круг · g7 белый круг · h7 чёрный крест · h6 чёрный крест · h5 белая пешка | f8 чёрный круг · g8 белый круг · h8 чёрный крест · f7 чёрный круг · g7 белый круг · h7 чёрный крест · h6 чёрный крест · h5 белая пешка | f8 чёрный круг · g8 белый круг · h8 чёрный крест · f7 чёрный круг · g7 белый круг · h7 чёрный крест · h6 чёрный крест · h5 белая пешка | f8 чёрный круг · g8 белый круг · h8 чёрный крест · f7 чёрный круг · g7 белый круг · h7 чёрный крест · h6 чёрный крест · h5 белая пешка | f8 чёрный круг · g8 белый круг · h8 чёрный крест · f7 чёрный круг · g7 белый круг · h7 чёрный крест · h6 чёрный крест · h5 белая пешка | f8 чёрный круг · g8 белый круг · h8 чёрный крест · f7 чёрный круг · g7 белый круг · h7 чёрный крест · h6 чёрный крест · h5 белая пешка | 3 |
| 2 | f8 чёрный круг · g8 белый круг · h8 чёрный крест · f7 чёрный круг · g7 белый круг · h7 чёрный крест · h6 чёрный крест · h5 белая пешка | f8 чёрный круг · g8 белый круг · h8 чёрный крест · f7 чёрный круг · g7 белый круг · h7 чёрный крест · h6 чёрный крест · h5 белая пешка | f8 чёрный круг · g8 белый круг · h8 чёрный крест · f7 чёрный круг · g7 белый круг · h7 чёрный крест · h6 чёрный крест · h5 белая пешка | f8 чёрный круг · g8 белый круг · h8 чёрный крест · f7 чёрный круг · g7 белый круг · h7 чёрный крест · h6 чёрный крест · h5 белая пешка | f8 чёрный круг · g8 белый круг · h8 чёрный крест · f7 чёрный круг · g7 белый круг · h7 чёрный крест · h6 чёрный крест · h5 белая пешка | f8 чёрный круг · g8 белый круг · h8 чёрный крест · f7 чёрный круг · g7 белый круг · h7 чёрный крест · h6 чёрный крест · h5 белая пешка | f8 чёрный круг · g8 белый круг · h8 чёрный крест · f7 чёрный круг · g7 белый круг · h7 чёрный крест · h6 чёрный крест · h5 белая пешка | f8 чёрный круг · g8 белый круг · h8 чёрный крест · f7 чёрный круг · g7 белый круг · h7 чёрный крест · h6 чёрный крест · h5 белая пешка | 2 |
| 1 | f8 чёрный круг · g8 белый круг · h8 чёрный крест · f7 чёрный круг · g7 белый круг · h7 чёрный крест · h6 чёрный крест · h5 белая пешка | f8 чёрный круг · g8 белый круг · h8 чёрный крест · f7 чёрный круг · g7 белый круг · h7 чёрный крест · h6 чёрный крест · h5 белая пешка | f8 чёрный круг · g8 белый круг · h8 чёрный крест · f7 чёрный круг · g7 белый круг · h7 чёрный крест · h6 чёрный крест · h5 белая пешка | f8 чёрный круг · g8 белый круг · h8 чёрный крест · f7 чёрный круг · g7 белый круг · h7 чёрный крест · h6 чёрный крест · h5 белая пешка | f8 чёрный круг · g8 белый круг · h8 чёрный крест · f7 чёрный круг · g7 белый круг · h7 чёрный крест · h6 чёрный крест · h5 белая пешка | f8 чёрный круг · g8 белый круг · h8 чёрный крест · f7 чёрный круг · g7 белый круг · h7 чёрный крест · h6 чёрный крест · h5 белая пешка | f8 чёрный круг · g8 белый круг · h8 чёрный крест · f7 чёрный круг · g7 белый круг · h7 чёрный крест · h6 чёрный крест · h5 белая пешка | f8 чёрный круг · g8 белый круг · h8 чёрный крест · f7 чёрный круг · g7 белый круг · h7 чёрный крест · h6 чёрный крест · h5 белая пешка | 1 |
|   | a | b | c | d | e | f | g | h |   |

## Другие пешки
В этом разделе рассматривается случай, когда пешка на любой другой линии, кроме a или h.

### Критическая позиция
|   | a                                                   | b                                                   | c                                                   | d                                                   | e                                                   | f                                                   | g                                                   | h                                                   |   |
| - | --------------------------------------------------- | --------------------------------------------------- | --------------------------------------------------- | --------------------------------------------------- | --------------------------------------------------- | --------------------------------------------------- | --------------------------------------------------- | --------------------------------------------------- | - |
| 8 | d8 чёрный король · d7 белая пешка · e6 белый король | d8 чёрный король · d7 белая пешка · e6 белый король | d8 чёрный король · d7 белая пешка · e6 белый король | d8 чёрный король · d7 белая пешка · e6 белый король | d8 чёрный король · d7 белая пешка · e6 белый король | d8 чёрный король · d7 белая пешка · e6 белый король | d8 чёрный король · d7 белая пешка · e6 белый король | d8 чёрный король · d7 белая пешка · e6 белый король | 8 |
| 7 | d8 чёрный король · d7 белая пешка · e6 белый король | d8 чёрный король · d7 белая пешка · e6 белый король | d8 чёрный король · d7 белая пешка · e6 белый король | d8 чёрный король · d7 белая пешка · e6 белый король | d8 чёрный король · d7 белая пешка · e6 белый король | d8 чёрный король · d7 белая пешка · e6 белый король | d8 чёрный король · d7 белая пешка · e6 белый король | d8 чёрный король · d7 белая пешка · e6 белый король | 7 |
| 6 | d8 чёрный король · d7 белая пешка · e6 белый король | d8 чёрный король · d7 белая пешка · e6 белый король | d8 чёрный король · d7 белая пешка · e6 белый король | d8 чёрный король · d7 белая пешка · e6 белый король | d8 чёрный король · d7 белая пешка · e6 белый король | d8 чёрный король · d7 белая пешка · e6 белый король | d8 чёрный король · d7 белая пешка · e6 белый король | d8 чёрный король · d7 белая пешка · e6 белый король | 6 |
| 5 | d8 чёрный король · d7 белая пешка · e6 белый король | d8 чёрный король · d7 белая пешка · e6 белый король | d8 чёрный король · d7 белая пешка · e6 белый король | d8 чёрный король · d7 белая пешка · e6 белый король | d8 чёрный король · d7 белая пешка · e6 белый король | d8 чёрный король · d7 белая пешка · e6 белый король | d8 чёрный король · d7 белая пешка · e6 белый король | d8 чёрный король · d7 белая пешка · e6 белый король | 5 |
| 4 | d8 чёрный король · d7 белая пешка · e6 белый король | d8 чёрный король · d7 белая пешка · e6 белый король | d8 чёрный король · d7 белая пешка · e6 белый король | d8 чёрный король · d7 белая пешка · e6 белый король | d8 чёрный король · d7 белая пешка · e6 белый король | d8 чёрный король · d7 белая пешка · e6 белый король | d8 чёрный король · d7 белая пешка · e6 белый король | d8 чёрный король · d7 белая пешка · e6 белый король | 4 |
| 3 | d8 чёрный король · d7 белая пешка · e6 белый король | d8 чёрный король · d7 белая пешка · e6 белый король | d8 чёрный король · d7 белая пешка · e6 белый король | d8 чёрный король · d7 белая пешка · e6 белый король | d8 чёрный король · d7 белая пешка · e6 белый король | d8 чёрный король · d7 белая пешка · e6 белый король | d8 чёрный король · d7 белая пешка · e6 белый король | d8 чёрный король · d7 белая пешка · e6 белый король | 3 |
| 2 | d8 чёрный король · d7 белая пешка · e6 белый король | d8 чёрный король · d7 белая пешка · e6 белый король | d8 чёрный король · d7 белая пешка · e6 белый король | d8 чёрный король · d7 белая пешка · e6 белый король | d8 чёрный король · d7 белая пешка · e6 белый король | d8 чёрный король · d7 белая пешка · e6 белый король | d8 чёрный король · d7 белая пешка · e6 белый король | d8 чёрный король · d7 белая пешка · e6 белый король | 2 |
| 1 | d8 чёрный король · d7 белая пешка · e6 белый король | d8 чёрный король · d7 белая пешка · e6 белый король | d8 чёрный король · d7 белая пешка · e6 белый король | d8 чёрный король · d7 белая пешка · e6 белый король | d8 чёрный король · d7 белая пешка · e6 белый король | d8 чёрный король · d7 белая пешка · e6 белый король | d8 чёрный король · d7 белая пешка · e6 белый король | d8 чёрный король · d7 белая пешка · e6 белый король | 1 |
|   | a                                                   | b                                                   | c                                                   | d                                                   | e                                                   | f                                                   | g                                                   | h                                                   |   |

Позиция справа называется критической позицией.  Так же называется симметричная ей позиция с белым королём на c6 и аналогичные позиции с пешкой на других вертикалях, кроме a и h.
При ходе белых они или играют 1.Kpd6 с патом, или делают любой другой ход и немедленно теряют пешку. При ходе чёрных вынужден выход короля из-под пешки 1. … Крс7, что позволяет белым после 2.Кре7 форсированно превратить пешку в ферзя.
Таким образом, критическая позиция невыгодна тому, чей ход. И наоборот, игрок, создавший критическую позицию, добился своей цели (победа для белых, ничья для чёрных). 

### Игра за чёрных
Если чёрные поставили своего короля непосредственно перед пешкой, они могут добиться ничьей, где бы ни находился вражеский король.
Алгоритм каждого хода чёрных:
1. Взять пешку
2. Если это невозможно, поставить короля непосредственно перед ней
3. Если и это невозможно, поставить короля на расстоянии 2 перед ней
4. Если и это невозможно, поставить короля на расстоянии 2 перед вражеским королём.

|   | a                                                                                    | b                                                                                    | c                                                                                    | d                                                                                    | e                                                                                    | f                                                                                    | g                                                                                    | h                                                                                    |   |
| - | ------------------------------------------------------------------------------------ | ------------------------------------------------------------------------------------ | ------------------------------------------------------------------------------------ | ------------------------------------------------------------------------------------ | ------------------------------------------------------------------------------------ | ------------------------------------------------------------------------------------ | ------------------------------------------------------------------------------------ | ------------------------------------------------------------------------------------ | - |
| 8 | e3 чёрный король · e2 белая пешка · d1 белый крест · e1 белый крест · f1 белый крест | e3 чёрный король · e2 белая пешка · d1 белый крест · e1 белый крест · f1 белый крест | e3 чёрный король · e2 белая пешка · d1 белый крест · e1 белый крест · f1 белый крест | e3 чёрный король · e2 белая пешка · d1 белый крест · e1 белый крест · f1 белый крест | e3 чёрный король · e2 белая пешка · d1 белый крест · e1 белый крест · f1 белый крест | e3 чёрный король · e2 белая пешка · d1 белый крест · e1 белый крест · f1 белый крест | e3 чёрный король · e2 белая пешка · d1 белый крест · e1 белый крест · f1 белый крест | e3 чёрный король · e2 белая пешка · d1 белый крест · e1 белый крест · f1 белый крест | 8 |
| 7 | e3 чёрный король · e2 белая пешка · d1 белый крест · e1 белый крест · f1 белый крест | e3 чёрный король · e2 белая пешка · d1 белый крест · e1 белый крест · f1 белый крест | e3 чёрный король · e2 белая пешка · d1 белый крест · e1 белый крест · f1 белый крест | e3 чёрный король · e2 белая пешка · d1 белый крест · e1 белый крест · f1 белый крест | e3 чёрный король · e2 белая пешка · d1 белый крест · e1 белый крест · f1 белый крест | e3 чёрный король · e2 белая пешка · d1 белый крест · e1 белый крест · f1 белый крест | e3 чёрный король · e2 белая пешка · d1 белый крест · e1 белый крест · f1 белый крест | e3 чёрный король · e2 белая пешка · d1 белый крест · e1 белый крест · f1 белый крест | 7 |
| 6 | e3 чёрный король · e2 белая пешка · d1 белый крест · e1 белый крест · f1 белый крест | e3 чёрный король · e2 белая пешка · d1 белый крест · e1 белый крест · f1 белый крест | e3 чёрный король · e2 белая пешка · d1 белый крест · e1 белый крест · f1 белый крест | e3 чёрный король · e2 белая пешка · d1 белый крест · e1 белый крест · f1 белый крест | e3 чёрный король · e2 белая пешка · d1 белый крест · e1 белый крест · f1 белый крест | e3 чёрный король · e2 белая пешка · d1 белый крест · e1 белый крест · f1 белый крест | e3 чёрный король · e2 белая пешка · d1 белый крест · e1 белый крест · f1 белый крест | e3 чёрный король · e2 белая пешка · d1 белый крест · e1 белый крест · f1 белый крест | 6 |
| 5 | e3 чёрный король · e2 белая пешка · d1 белый крест · e1 белый крест · f1 белый крест | e3 чёрный король · e2 белая пешка · d1 белый крест · e1 белый крест · f1 белый крест | e3 чёрный король · e2 белая пешка · d1 белый крест · e1 белый крест · f1 белый крест | e3 чёрный король · e2 белая пешка · d1 белый крест · e1 белый крест · f1 белый крест | e3 чёрный король · e2 белая пешка · d1 белый крест · e1 белый крест · f1 белый крест | e3 чёрный король · e2 белая пешка · d1 белый крест · e1 белый крест · f1 белый крест | e3 чёрный король · e2 белая пешка · d1 белый крест · e1 белый крест · f1 белый крест | e3 чёрный король · e2 белая пешка · d1 белый крест · e1 белый крест · f1 белый крест | 5 |
| 4 | e3 чёрный король · e2 белая пешка · d1 белый крест · e1 белый крест · f1 белый крест | e3 чёрный король · e2 белая пешка · d1 белый крест · e1 белый крест · f1 белый крест | e3 чёрный король · e2 белая пешка · d1 белый крест · e1 белый крест · f1 белый крест | e3 чёрный король · e2 белая пешка · d1 белый крест · e1 белый крест · f1 белый крест | e3 чёрный король · e2 белая пешка · d1 белый крест · e1 белый крест · f1 белый крест | e3 чёрный король · e2 белая пешка · d1 белый крест · e1 белый крест · f1 белый крест | e3 чёрный король · e2 белая пешка · d1 белый крест · e1 белый крест · f1 белый крест | e3 чёрный король · e2 белая пешка · d1 белый крест · e1 белый крест · f1 белый крест | 4 |
| 3 | e3 чёрный король · e2 белая пешка · d1 белый крест · e1 белый крест · f1 белый крест | e3 чёрный король · e2 белая пешка · d1 белый крест · e1 белый крест · f1 белый крест | e3 чёрный король · e2 белая пешка · d1 белый крест · e1 белый крест · f1 белый крест | e3 чёрный король · e2 белая пешка · d1 белый крест · e1 белый крест · f1 белый крест | e3 чёрный король · e2 белая пешка · d1 белый крест · e1 белый крест · f1 белый крест | e3 чёрный король · e2 белая пешка · d1 белый крест · e1 белый крест · f1 белый крест | e3 чёрный король · e2 белая пешка · d1 белый крест · e1 белый крест · f1 белый крест | e3 чёрный король · e2 белая пешка · d1 белый крест · e1 белый крест · f1 белый крест | 3 |
| 2 | e3 чёрный король · e2 белая пешка · d1 белый крест · e1 белый крест · f1 белый крест | e3 чёрный король · e2 белая пешка · d1 белый крест · e1 белый крест · f1 белый крест | e3 чёрный король · e2 белая пешка · d1 белый крест · e1 белый крест · f1 белый крест | e3 чёрный король · e2 белая пешка · d1 белый крест · e1 белый крест · f1 белый крест | e3 чёрный король · e2 белая пешка · d1 белый крест · e1 белый крест · f1 белый крест | e3 чёрный король · e2 белая пешка · d1 белый крест · e1 белый крест · f1 белый крест | e3 чёрный король · e2 белая пешка · d1 белый крест · e1 белый крест · f1 белый крест | e3 чёрный король · e2 белая пешка · d1 белый крест · e1 белый крест · f1 белый крест | 2 |
| 1 | e3 чёрный король · e2 белая пешка · d1 белый крест · e1 белый крест · f1 белый крест | e3 чёрный король · e2 белая пешка · d1 белый крест · e1 белый крест · f1 белый крест | e3 чёрный король · e2 белая пешка · d1 белый крест · e1 белый крест · f1 белый крест | e3 чёрный король · e2 белая пешка · d1 белый крест · e1 белый крест · f1 белый крест | e3 чёрный король · e2 белая пешка · d1 белый крест · e1 белый крест · f1 белый крест | e3 чёрный король · e2 белая пешка · d1 белый крест · e1 белый крест · f1 белый крест | e3 чёрный король · e2 белая пешка · d1 белый крест · e1 белый крест · f1 белый крест | e3 чёрный король · e2 белая пешка · d1 белый крест · e1 белый крест · f1 белый крест | 1 |
|   | a                                                                                    | b                                                                                    | c                                                                                    | d                                                                                    | e                                                                                    | f                                                                                    | g                                                                                    | h                                                                                    |   |

Чтобы убедиться в том, что алгоритм работает, предположим для примера, что белая пешка стоит на e2, а чёрные сделали ход Крe3 (диаграмма 1). Чтобы не потерять пешку, белые должны пойти королём на одно из полей d1, e1, f1 (отмечены крестиками)
1. Крd1 (или e1, или f1) Крe4
Ход пешкой приводит к её потере. При любом ходе белым королём, кроме d2 или f2, чёрный король возвращается на e3, белый король должен опять идти на d1, e1 или f1, и позиция возвращается к исходной.  Поэтому
2. Крd2 (или f2) Крd4 (или f4 соответственно)
После любого хода белым королём чёрные возвращают короля на e3, и позиция возвращается к исходной. Поэтому
3. e3 Крe4
Получается диаграмма 2 (или симметричная ей с белым королём на f2):
|   | a                                                   | b                                                   | c                                                   | d                                                   | e                                                   | f                                                   | g                                                   | h                                                   |   |
| - | --------------------------------------------------- | --------------------------------------------------- | --------------------------------------------------- | --------------------------------------------------- | --------------------------------------------------- | --------------------------------------------------- | --------------------------------------------------- | --------------------------------------------------- | - |
| 8 | e4 чёрный король · e3 белая пешка · d2 белый король | e4 чёрный король · e3 белая пешка · d2 белый король | e4 чёрный король · e3 белая пешка · d2 белый король | e4 чёрный король · e3 белая пешка · d2 белый король | e4 чёрный король · e3 белая пешка · d2 белый король | e4 чёрный король · e3 белая пешка · d2 белый король | e4 чёрный король · e3 белая пешка · d2 белый король | e4 чёрный король · e3 белая пешка · d2 белый король | 8 |
| 7 | e4 чёрный король · e3 белая пешка · d2 белый король | e4 чёрный король · e3 белая пешка · d2 белый король | e4 чёрный король · e3 белая пешка · d2 белый король | e4 чёрный король · e3 белая пешка · d2 белый король | e4 чёрный король · e3 белая пешка · d2 белый король | e4 чёрный король · e3 белая пешка · d2 белый король | e4 чёрный король · e3 белая пешка · d2 белый король | e4 чёрный король · e3 белая пешка · d2 белый король | 7 |
| 6 | e4 чёрный король · e3 белая пешка · d2 белый король | e4 чёрный король · e3 белая пешка · d2 белый король | e4 чёрный король · e3 белая пешка · d2 белый король | e4 чёрный король · e3 белая пешка · d2 белый король | e4 чёрный король · e3 белая пешка · d2 белый король | e4 чёрный король · e3 белая пешка · d2 белый король | e4 чёрный король · e3 белая пешка · d2 белый король | e4 чёрный король · e3 белая пешка · d2 белый король | 6 |
| 5 | e4 чёрный король · e3 белая пешка · d2 белый король | e4 чёрный король · e3 белая пешка · d2 белый король | e4 чёрный король · e3 белая пешка · d2 белый король | e4 чёрный король · e3 белая пешка · d2 белый король | e4 чёрный король · e3 белая пешка · d2 белый король | e4 чёрный король · e3 белая пешка · d2 белый король | e4 чёрный король · e3 белая пешка · d2 белый король | e4 чёрный король · e3 белая пешка · d2 белый король | 5 |
| 4 | e4 чёрный король · e3 белая пешка · d2 белый король | e4 чёрный король · e3 белая пешка · d2 белый король | e4 чёрный король · e3 белая пешка · d2 белый король | e4 чёрный король · e3 белая пешка · d2 белый король | e4 чёрный король · e3 белая пешка · d2 белый король | e4 чёрный король · e3 белая пешка · d2 белый король | e4 чёрный король · e3 белая пешка · d2 белый король | e4 чёрный король · e3 белая пешка · d2 белый король | 4 |
| 3 | e4 чёрный король · e3 белая пешка · d2 белый король | e4 чёрный король · e3 белая пешка · d2 белый король | e4 чёрный король · e3 белая пешка · d2 белый король | e4 чёрный король · e3 белая пешка · d2 белый король | e4 чёрный король · e3 белая пешка · d2 белый король | e4 чёрный король · e3 белая пешка · d2 белый король | e4 чёрный король · e3 белая пешка · d2 белый король | e4 чёрный король · e3 белая пешка · d2 белый король | 3 |
| 2 | e4 чёрный король · e3 белая пешка · d2 белый король | e4 чёрный король · e3 белая пешка · d2 белый король | e4 чёрный король · e3 белая пешка · d2 белый король | e4 чёрный король · e3 белая пешка · d2 белый король | e4 чёрный король · e3 белая пешка · d2 белый король | e4 чёрный король · e3 белая пешка · d2 белый король | e4 чёрный король · e3 белая пешка · d2 белый король | e4 чёрный король · e3 белая пешка · d2 белый король | 2 |
| 1 | e4 чёрный король · e3 белая пешка · d2 белый король | e4 чёрный король · e3 белая пешка · d2 белый король | e4 чёрный король · e3 белая пешка · d2 белый король | e4 чёрный король · e3 белая пешка · d2 белый король | e4 чёрный король · e3 белая пешка · d2 белый король | e4 чёрный король · e3 белая пешка · d2 белый король | e4 чёрный король · e3 белая пешка · d2 белый король | e4 чёрный король · e3 белая пешка · d2 белый король | 1 |
|   | a                                                   | b                                                   | c                                                   | d                                                   | e                                                   | f                                                   | g                                                   | h                                                   |   |

Снова чёрный король перед пешкой, и ход белых, но пешка и чёрный король продвинулись на одно поле.
После нескольких таких продвижений получится критическая позиция при ходе белых. Ничья.
|   | a                                                   | b                                                   | c                                                   | d                                                   | e                                                   | f                                                   | g                                                   | h                                                   |   |
| - | --------------------------------------------------- | --------------------------------------------------- | --------------------------------------------------- | --------------------------------------------------- | --------------------------------------------------- | --------------------------------------------------- | --------------------------------------------------- | --------------------------------------------------- | - |
| 8 | d8 чёрный король · c6 белый король · d6 белая пешка | d8 чёрный король · c6 белый король · d6 белая пешка | d8 чёрный король · c6 белый король · d6 белая пешка | d8 чёрный король · c6 белый король · d6 белая пешка | d8 чёрный король · c6 белый король · d6 белая пешка | d8 чёрный король · c6 белый король · d6 белая пешка | d8 чёрный король · c6 белый король · d6 белая пешка | d8 чёрный король · c6 белый король · d6 белая пешка | 8 |
| 7 | d8 чёрный король · c6 белый король · d6 белая пешка | d8 чёрный король · c6 белый король · d6 белая пешка | d8 чёрный король · c6 белый король · d6 белая пешка | d8 чёрный король · c6 белый король · d6 белая пешка | d8 чёрный король · c6 белый король · d6 белая пешка | d8 чёрный король · c6 белый король · d6 белая пешка | d8 чёрный король · c6 белый король · d6 белая пешка | d8 чёрный король · c6 белый король · d6 белая пешка | 7 |
| 6 | d8 чёрный король · c6 белый король · d6 белая пешка | d8 чёрный король · c6 белый король · d6 белая пешка | d8 чёрный король · c6 белый король · d6 белая пешка | d8 чёрный король · c6 белый король · d6 белая пешка | d8 чёрный король · c6 белый король · d6 белая пешка | d8 чёрный король · c6 белый король · d6 белая пешка | d8 чёрный король · c6 белый король · d6 белая пешка | d8 чёрный король · c6 белый король · d6 белая пешка | 6 |
| 5 | d8 чёрный король · c6 белый король · d6 белая пешка | d8 чёрный король · c6 белый король · d6 белая пешка | d8 чёрный король · c6 белый король · d6 белая пешка | d8 чёрный король · c6 белый король · d6 белая пешка | d8 чёрный король · c6 белый король · d6 белая пешка | d8 чёрный король · c6 белый король · d6 белая пешка | d8 чёрный король · c6 белый король · d6 белая пешка | d8 чёрный король · c6 белый король · d6 белая пешка | 5 |
| 4 | d8 чёрный король · c6 белый король · d6 белая пешка | d8 чёрный король · c6 белый король · d6 белая пешка | d8 чёрный король · c6 белый король · d6 белая пешка | d8 чёрный король · c6 белый король · d6 белая пешка | d8 чёрный король · c6 белый король · d6 белая пешка | d8 чёрный король · c6 белый король · d6 белая пешка | d8 чёрный король · c6 белый король · d6 белая пешка | d8 чёрный король · c6 белый король · d6 белая пешка | 4 |
| 3 | d8 чёрный король · c6 белый король · d6 белая пешка | d8 чёрный король · c6 белый король · d6 белая пешка | d8 чёрный король · c6 белый король · d6 белая пешка | d8 чёрный король · c6 белый король · d6 белая пешка | d8 чёрный король · c6 белый король · d6 белая пешка | d8 чёрный король · c6 белый король · d6 белая пешка | d8 чёрный король · c6 белый король · d6 белая пешка | d8 чёрный король · c6 белый король · d6 белая пешка | 3 |
| 2 | d8 чёрный король · c6 белый король · d6 белая пешка | d8 чёрный король · c6 белый король · d6 белая пешка | d8 чёрный король · c6 белый король · d6 белая пешка | d8 чёрный король · c6 белый король · d6 белая пешка | d8 чёрный король · c6 белый король · d6 белая пешка | d8 чёрный король · c6 белый король · d6 белая пешка | d8 чёрный король · c6 белый король · d6 белая пешка | d8 чёрный король · c6 белый король · d6 белая пешка | 2 |
| 1 | d8 чёрный король · c6 белый король · d6 белая пешка | d8 чёрный король · c6 белый король · d6 белая пешка | d8 чёрный король · c6 белый король · d6 белая пешка | d8 чёрный король · c6 белый король · d6 белая пешка | d8 чёрный король · c6 белый король · d6 белая пешка | d8 чёрный король · c6 белый король · d6 белая пешка | d8 чёрный король · c6 белый король · d6 белая пешка | d8 чёрный король · c6 белый король · d6 белая пешка | 1 |
|   | a                                                   | b                                                   | c                                                   | d                                                   | e                                                   | f                                                   | g                                                   | h                                                   |   |

Другие правила:
- Если чёрные поставили короля на расстояние 2 перед белой пешкой, они тоже могут добиться ничьей, если пешка не на шестой горизонтали. На шестой горизонтали есть одно исключение — позиция справа (а также симметричная ей позиция и аналогичные позиции с пешкой на других вертикалях). Алгоритм тот же, что приведён выше.
- Если белые сделали ход, после которого чёрный король оказался перед белой пешкой на расстоянии 1 или 2, позиция ничейная, за исключением критической позиции. Алгоритм тот же.

## Игра за белых
|   | a                                                                     | b                                                                     | c                                                                     | d                                                                     | e                                                                     | f                                                                     | g                                                                     | h                                                                     |   |
| - | --------------------------------------------------------------------- | --------------------------------------------------------------------- | --------------------------------------------------------------------- | --------------------------------------------------------------------- | --------------------------------------------------------------------- | --------------------------------------------------------------------- | --------------------------------------------------------------------- | --------------------------------------------------------------------- | - |
| 8 | f8 чёрный крест · h8 чёрный король · f7 белый король · g6 белая пешка | f8 чёрный крест · h8 чёрный король · f7 белый король · g6 белая пешка | f8 чёрный крест · h8 чёрный король · f7 белый король · g6 белая пешка | f8 чёрный крест · h8 чёрный король · f7 белый король · g6 белая пешка | f8 чёрный крест · h8 чёрный король · f7 белый король · g6 белая пешка | f8 чёрный крест · h8 чёрный король · f7 белый король · g6 белая пешка | f8 чёрный крест · h8 чёрный король · f7 белый король · g6 белая пешка | f8 чёрный крест · h8 чёрный король · f7 белый король · g6 белая пешка | 8 |
| 7 | f8 чёрный крест · h8 чёрный король · f7 белый король · g6 белая пешка | f8 чёрный крест · h8 чёрный король · f7 белый король · g6 белая пешка | f8 чёрный крест · h8 чёрный король · f7 белый король · g6 белая пешка | f8 чёрный крест · h8 чёрный король · f7 белый король · g6 белая пешка | f8 чёрный крест · h8 чёрный король · f7 белый король · g6 белая пешка | f8 чёрный крест · h8 чёрный король · f7 белый король · g6 белая пешка | f8 чёрный крест · h8 чёрный король · f7 белый король · g6 белая пешка | f8 чёрный крест · h8 чёрный король · f7 белый король · g6 белая пешка | 7 |
| 6 | f8 чёрный крест · h8 чёрный король · f7 белый король · g6 белая пешка | f8 чёрный крест · h8 чёрный король · f7 белый король · g6 белая пешка | f8 чёрный крест · h8 чёрный король · f7 белый король · g6 белая пешка | f8 чёрный крест · h8 чёрный король · f7 белый король · g6 белая пешка | f8 чёрный крест · h8 чёрный король · f7 белый король · g6 белая пешка | f8 чёрный крест · h8 чёрный король · f7 белый король · g6 белая пешка | f8 чёрный крест · h8 чёрный король · f7 белый король · g6 белая пешка | f8 чёрный крест · h8 чёрный король · f7 белый король · g6 белая пешка | 6 |
| 5 | f8 чёрный крест · h8 чёрный король · f7 белый король · g6 белая пешка | f8 чёрный крест · h8 чёрный король · f7 белый король · g6 белая пешка | f8 чёрный крест · h8 чёрный король · f7 белый король · g6 белая пешка | f8 чёрный крест · h8 чёрный король · f7 белый король · g6 белая пешка | f8 чёрный крест · h8 чёрный король · f7 белый король · g6 белая пешка | f8 чёрный крест · h8 чёрный король · f7 белый король · g6 белая пешка | f8 чёрный крест · h8 чёрный король · f7 белый король · g6 белая пешка | f8 чёрный крест · h8 чёрный король · f7 белый король · g6 белая пешка | 5 |
| 4 | f8 чёрный крест · h8 чёрный король · f7 белый король · g6 белая пешка | f8 чёрный крест · h8 чёрный король · f7 белый король · g6 белая пешка | f8 чёрный крест · h8 чёрный король · f7 белый король · g6 белая пешка | f8 чёрный крест · h8 чёрный король · f7 белый король · g6 белая пешка | f8 чёрный крест · h8 чёрный король · f7 белый король · g6 белая пешка | f8 чёрный крест · h8 чёрный король · f7 белый король · g6 белая пешка | f8 чёрный крест · h8 чёрный король · f7 белый король · g6 белая пешка | f8 чёрный крест · h8 чёрный король · f7 белый король · g6 белая пешка | 4 |
| 3 | f8 чёрный крест · h8 чёрный король · f7 белый король · g6 белая пешка | f8 чёрный крест · h8 чёрный король · f7 белый король · g6 белая пешка | f8 чёрный крест · h8 чёрный король · f7 белый король · g6 белая пешка | f8 чёрный крест · h8 чёрный король · f7 белый король · g6 белая пешка | f8 чёрный крест · h8 чёрный король · f7 белый король · g6 белая пешка | f8 чёрный крест · h8 чёрный король · f7 белый король · g6 белая пешка | f8 чёрный крест · h8 чёрный король · f7 белый король · g6 белая пешка | f8 чёрный крест · h8 чёрный король · f7 белый король · g6 белая пешка | 3 |
| 2 | f8 чёрный крест · h8 чёрный король · f7 белый король · g6 белая пешка | f8 чёрный крест · h8 чёрный король · f7 белый король · g6 белая пешка | f8 чёрный крест · h8 чёрный король · f7 белый король · g6 белая пешка | f8 чёрный крест · h8 чёрный король · f7 белый король · g6 белая пешка | f8 чёрный крест · h8 чёрный король · f7 белый король · g6 белая пешка | f8 чёрный крест · h8 чёрный король · f7 белый король · g6 белая пешка | f8 чёрный крест · h8 чёрный король · f7 белый король · g6 белая пешка | f8 чёрный крест · h8 чёрный король · f7 белый король · g6 белая пешка | 2 |
| 1 | f8 чёрный крест · h8 чёрный король · f7 белый король · g6 белая пешка | f8 чёрный крест · h8 чёрный король · f7 белый король · g6 белая пешка | f8 чёрный крест · h8 чёрный король · f7 белый король · g6 белая пешка | f8 чёрный крест · h8 чёрный король · f7 белый король · g6 белая пешка | f8 чёрный крест · h8 чёрный король · f7 белый король · g6 белая пешка | f8 чёрный крест · h8 чёрный король · f7 белый король · g6 белая пешка | f8 чёрный крест · h8 чёрный король · f7 белый король · g6 белая пешка | f8 чёрный крест · h8 чёрный король · f7 белый король · g6 белая пешка | 1 |
|   | a                                                                     | b                                                                     | c                                                                     | d                                                                     | e                                                                     | f                                                                     | g                                                                     | h                                                                     |   |

Типовым приёмом является взятие под контроль поля превращения пешки. Если белый король защищает и поле превращения, и саму пешку (или пешка успевает добраться под защиту короля), то пешка проходит, и белые побеждают. Для пешек, проходящих по линии b или g, этого правила есть так называемое исключение коневой пешки (диаграмма справа). В позиции на диаграмме, а также в аналогичной позиции с белым королём на поле f8 (отмечено крестиком), и в симметричных позициях в другом углу, при ходе чёрных пат.

### Ключевые поля
Если белый король занял одно из ключевых полей, белые выигрывают независимо от того, чей ход и где находится чёрный король. Ключевые поля зависят от положения белой пешки и приведены на диаграммах.
|   | a | b | c | d | e | f | g | h |   |
| - | --- | --- | --- | --- | --- | --- | --- | --- | - |
| 8 | f5 белый круг · g5 белый круг · h5 белый круг · b4 белый круг · c4 белый круг · d4 белый круг · g3 белая пешка · c2 белая пешка | f5 белый круг · g5 белый круг · h5 белый круг · b4 белый круг · c4 белый круг · d4 белый круг · g3 белая пешка · c2 белая пешка | f5 белый круг · g5 белый круг · h5 белый круг · b4 белый круг · c4 белый круг · d4 белый круг · g3 белая пешка · c2 белая пешка | f5 белый круг · g5 белый круг · h5 белый круг · b4 белый круг · c4 белый круг · d4 белый круг · g3 белая пешка · c2 белая пешка | f5 белый круг · g5 белый круг · h5 белый круг · b4 белый круг · c4 белый круг · d4 белый круг · g3 белая пешка · c2 белая пешка | f5 белый круг · g5 белый круг · h5 белый круг · b4 белый круг · c4 белый круг · d4 белый круг · g3 белая пешка · c2 белая пешка | f5 белый круг · g5 белый круг · h5 белый круг · b4 белый круг · c4 белый круг · d4 белый круг · g3 белая пешка · c2 белая пешка | f5 белый круг · g5 белый круг · h5 белый круг · b4 белый круг · c4 белый круг · d4 белый круг · g3 белая пешка · c2 белая пешка | 8 |
| 7 | f5 белый круг · g5 белый круг · h5 белый круг · b4 белый круг · c4 белый круг · d4 белый круг · g3 белая пешка · c2 белая пешка | f5 белый круг · g5 белый круг · h5 белый круг · b4 белый круг · c4 белый круг · d4 белый круг · g3 белая пешка · c2 белая пешка | f5 белый круг · g5 белый круг · h5 белый круг · b4 белый круг · c4 белый круг · d4 белый круг · g3 белая пешка · c2 белая пешка | f5 белый круг · g5 белый круг · h5 белый круг · b4 белый круг · c4 белый круг · d4 белый круг · g3 белая пешка · c2 белая пешка | f5 белый круг · g5 белый круг · h5 белый круг · b4 белый круг · c4 белый круг · d4 белый круг · g3 белая пешка · c2 белая пешка | f5 белый круг · g5 белый круг · h5 белый круг · b4 белый круг · c4 белый круг · d4 белый круг · g3 белая пешка · c2 белая пешка | f5 белый круг · g5 белый круг · h5 белый круг · b4 белый круг · c4 белый круг · d4 белый круг · g3 белая пешка · c2 белая пешка | f5 белый круг · g5 белый круг · h5 белый круг · b4 белый круг · c4 белый круг · d4 белый круг · g3 белая пешка · c2 белая пешка | 7 |
| 6 | f5 белый круг · g5 белый круг · h5 белый круг · b4 белый круг · c4 белый круг · d4 белый круг · g3 белая пешка · c2 белая пешка | f5 белый круг · g5 белый круг · h5 белый круг · b4 белый круг · c4 белый круг · d4 белый круг · g3 белая пешка · c2 белая пешка | f5 белый круг · g5 белый круг · h5 белый круг · b4 белый круг · c4 белый круг · d4 белый круг · g3 белая пешка · c2 белая пешка | f5 белый круг · g5 белый круг · h5 белый круг · b4 белый круг · c4 белый круг · d4 белый круг · g3 белая пешка · c2 белая пешка | f5 белый круг · g5 белый круг · h5 белый круг · b4 белый круг · c4 белый круг · d4 белый круг · g3 белая пешка · c2 белая пешка | f5 белый круг · g5 белый круг · h5 белый круг · b4 белый круг · c4 белый круг · d4 белый круг · g3 белая пешка · c2 белая пешка | f5 белый круг · g5 белый круг · h5 белый круг · b4 белый круг · c4 белый круг · d4 белый круг · g3 белая пешка · c2 белая пешка | f5 белый круг · g5 белый круг · h5 белый круг · b4 белый круг · c4 белый круг · d4 белый круг · g3 белая пешка · c2 белая пешка | 6 |
| 5 | f5 белый круг · g5 белый круг · h5 белый круг · b4 белый круг · c4 белый круг · d4 белый круг · g3 белая пешка · c2 белая пешка | f5 белый круг · g5 белый круг · h5 белый круг · b4 белый круг · c4 белый круг · d4 белый круг · g3 белая пешка · c2 белая пешка | f5 белый круг · g5 белый круг · h5 белый круг · b4 белый круг · c4 белый круг · d4 белый круг · g3 белая пешка · c2 белая пешка | f5 белый круг · g5 белый круг · h5 белый круг · b4 белый круг · c4 белый круг · d4 белый круг · g3 белая пешка · c2 белая пешка | f5 белый круг · g5 белый круг · h5 белый круг · b4 белый круг · c4 белый круг · d4 белый круг · g3 белая пешка · c2 белая пешка | f5 белый круг · g5 белый круг · h5 белый круг · b4 белый круг · c4 белый круг · d4 белый круг · g3 белая пешка · c2 белая пешка | f5 белый круг · g5 белый круг · h5 белый круг · b4 белый круг · c4 белый круг · d4 белый круг · g3 белая пешка · c2 белая пешка | f5 белый круг · g5 белый круг · h5 белый круг · b4 белый круг · c4 белый круг · d4 белый круг · g3 белая пешка · c2 белая пешка | 5 |
| 4 | f5 белый круг · g5 белый круг · h5 белый круг · b4 белый круг · c4 белый круг · d4 белый круг · g3 белая пешка · c2 белая пешка | f5 белый круг · g5 белый круг · h5 белый круг · b4 белый круг · c4 белый круг · d4 белый круг · g3 белая пешка · c2 белая пешка | f5 белый круг · g5 белый круг · h5 белый круг · b4 белый круг · c4 белый круг · d4 белый круг · g3 белая пешка · c2 белая пешка | f5 белый круг · g5 белый круг · h5 белый круг · b4 белый круг · c4 белый круг · d4 белый круг · g3 белая пешка · c2 белая пешка | f5 белый круг · g5 белый круг · h5 белый круг · b4 белый круг · c4 белый круг · d4 белый круг · g3 белая пешка · c2 белая пешка | f5 белый круг · g5 белый круг · h5 белый круг · b4 белый круг · c4 белый круг · d4 белый круг · g3 белая пешка · c2 белая пешка | f5 белый круг · g5 белый круг · h5 белый круг · b4 белый круг · c4 белый круг · d4 белый круг · g3 белая пешка · c2 белая пешка | f5 белый круг · g5 белый круг · h5 белый круг · b4 белый круг · c4 белый круг · d4 белый круг · g3 белая пешка · c2 белая пешка | 4 |
| 3 | f5 белый круг · g5 белый круг · h5 белый круг · b4 белый круг · c4 белый круг · d4 белый круг · g3 белая пешка · c2 белая пешка | f5 белый круг · g5 белый круг · h5 белый круг · b4 белый круг · c4 белый круг · d4 белый круг · g3 белая пешка · c2 белая пешка | f5 белый круг · g5 белый круг · h5 белый круг · b4 белый круг · c4 белый круг · d4 белый круг · g3 белая пешка · c2 белая пешка | f5 белый круг · g5 белый круг · h5 белый круг · b4 белый круг · c4 белый круг · d4 белый круг · g3 белая пешка · c2 белая пешка | f5 белый круг · g5 белый круг · h5 белый круг · b4 белый круг · c4 белый круг · d4 белый круг · g3 белая пешка · c2 белая пешка | f5 белый круг · g5 белый круг · h5 белый круг · b4 белый круг · c4 белый круг · d4 белый круг · g3 белая пешка · c2 белая пешка | f5 белый круг · g5 белый круг · h5 белый круг · b4 белый круг · c4 белый круг · d4 белый круг · g3 белая пешка · c2 белая пешка | f5 белый круг · g5 белый круг · h5 белый круг · b4 белый круг · c4 белый круг · d4 белый круг · g3 белая пешка · c2 белая пешка | 3 |
| 2 | f5 белый круг · g5 белый круг · h5 белый круг · b4 белый круг · c4 белый круг · d4 белый круг · g3 белая пешка · c2 белая пешка | f5 белый круг · g5 белый круг · h5 белый круг · b4 белый круг · c4 белый круг · d4 белый круг · g3 белая пешка · c2 белая пешка | f5 белый круг · g5 белый круг · h5 белый круг · b4 белый круг · c4 белый круг · d4 белый круг · g3 белая пешка · c2 белая пешка | f5 белый круг · g5 белый круг · h5 белый круг · b4 белый круг · c4 белый круг · d4 белый круг · g3 белая пешка · c2 белая пешка | f5 белый круг · g5 белый круг · h5 белый круг · b4 белый круг · c4 белый круг · d4 белый круг · g3 белая пешка · c2 белая пешка | f5 белый круг · g5 белый круг · h5 белый круг · b4 белый круг · c4 белый круг · d4 белый круг · g3 белая пешка · c2 белая пешка | f5 белый круг · g5 белый круг · h5 белый круг · b4 белый круг · c4 белый круг · d4 белый круг · g3 белая пешка · c2 белая пешка | f5 белый круг · g5 белый круг · h5 белый круг · b4 белый круг · c4 белый круг · d4 белый круг · g3 белая пешка · c2 белая пешка | 2 |
| 1 | f5 белый круг · g5 белый круг · h5 белый круг · b4 белый круг · c4 белый круг · d4 белый круг · g3 белая пешка · c2 белая пешка | f5 белый круг · g5 белый круг · h5 белый круг · b4 белый круг · c4 белый круг · d4 белый круг · g3 белая пешка · c2 белая пешка | f5 белый круг · g5 белый круг · h5 белый круг · b4 белый круг · c4 белый круг · d4 белый круг · g3 белая пешка · c2 белая пешка | f5 белый круг · g5 белый круг · h5 белый круг · b4 белый круг · c4 белый круг · d4 белый круг · g3 белая пешка · c2 белая пешка | f5 белый круг · g5 белый круг · h5 белый круг · b4 белый круг · c4 белый круг · d4 белый круг · g3 белая пешка · c2 белая пешка | f5 белый круг · g5 белый круг · h5 белый круг · b4 белый круг · c4 белый круг · d4 белый круг · g3 белая пешка · c2 белая пешка | f5 белый круг · g5 белый круг · h5 белый круг · b4 белый круг · c4 белый круг · d4 белый круг · g3 белая пешка · c2 белая пешка | f5 белый круг · g5 белый круг · h5 белый круг · b4 белый круг · c4 белый круг · d4 белый круг · g3 белая пешка · c2 белая пешка | 1 |
|   | a | b | c | d | e | f | g | h |   |

|   | a | b | c | d | e | f | g | h |   |
| - | --- | --- | --- | --- | --- | --- | --- | --- | - |
| 8 | f7 белый круг · g7 белый круг · h7 белый круг · b6 белый круг · c6 белый круг · d6 белый круг · f6 белый круг · g6 белый круг · h6 белый круг · g5 белая пешка · c4 белая пешка | f7 белый круг · g7 белый круг · h7 белый круг · b6 белый круг · c6 белый круг · d6 белый круг · f6 белый круг · g6 белый круг · h6 белый круг · g5 белая пешка · c4 белая пешка | f7 белый круг · g7 белый круг · h7 белый круг · b6 белый круг · c6 белый круг · d6 белый круг · f6 белый круг · g6 белый круг · h6 белый круг · g5 белая пешка · c4 белая пешка | f7 белый круг · g7 белый круг · h7 белый круг · b6 белый круг · c6 белый круг · d6 белый круг · f6 белый круг · g6 белый круг · h6 белый круг · g5 белая пешка · c4 белая пешка | f7 белый круг · g7 белый круг · h7 белый круг · b6 белый круг · c6 белый круг · d6 белый круг · f6 белый круг · g6 белый круг · h6 белый круг · g5 белая пешка · c4 белая пешка | f7 белый круг · g7 белый круг · h7 белый круг · b6 белый круг · c6 белый круг · d6 белый круг · f6 белый круг · g6 белый круг · h6 белый круг · g5 белая пешка · c4 белая пешка | f7 белый круг · g7 белый круг · h7 белый круг · b6 белый круг · c6 белый круг · d6 белый круг · f6 белый круг · g6 белый круг · h6 белый круг · g5 белая пешка · c4 белая пешка | f7 белый круг · g7 белый круг · h7 белый круг · b6 белый круг · c6 белый круг · d6 белый круг · f6 белый круг · g6 белый круг · h6 белый круг · g5 белая пешка · c4 белая пешка | 8 |
| 7 | f7 белый круг · g7 белый круг · h7 белый круг · b6 белый круг · c6 белый круг · d6 белый круг · f6 белый круг · g6 белый круг · h6 белый круг · g5 белая пешка · c4 белая пешка | f7 белый круг · g7 белый круг · h7 белый круг · b6 белый круг · c6 белый круг · d6 белый круг · f6 белый круг · g6 белый круг · h6 белый круг · g5 белая пешка · c4 белая пешка | f7 белый круг · g7 белый круг · h7 белый круг · b6 белый круг · c6 белый круг · d6 белый круг · f6 белый круг · g6 белый круг · h6 белый круг · g5 белая пешка · c4 белая пешка | f7 белый круг · g7 белый круг · h7 белый круг · b6 белый круг · c6 белый круг · d6 белый круг · f6 белый круг · g6 белый круг · h6 белый круг · g5 белая пешка · c4 белая пешка | f7 белый круг · g7 белый круг · h7 белый круг · b6 белый круг · c6 белый круг · d6 белый круг · f6 белый круг · g6 белый круг · h6 белый круг · g5 белая пешка · c4 белая пешка | f7 белый круг · g7 белый круг · h7 белый круг · b6 белый круг · c6 белый круг · d6 белый круг · f6 белый круг · g6 белый круг · h6 белый круг · g5 белая пешка · c4 белая пешка | f7 белый круг · g7 белый круг · h7 белый круг · b6 белый круг · c6 белый круг · d6 белый круг · f6 белый круг · g6 белый круг · h6 белый круг · g5 белая пешка · c4 белая пешка | f7 белый круг · g7 белый круг · h7 белый круг · b6 белый круг · c6 белый круг · d6 белый круг · f6 белый круг · g6 белый круг · h6 белый круг · g5 белая пешка · c4 белая пешка | 7 |
| 6 | f7 белый круг · g7 белый круг · h7 белый круг · b6 белый круг · c6 белый круг · d6 белый круг · f6 белый круг · g6 белый круг · h6 белый круг · g5 белая пешка · c4 белая пешка | f7 белый круг · g7 белый круг · h7 белый круг · b6 белый круг · c6 белый круг · d6 белый круг · f6 белый круг · g6 белый круг · h6 белый круг · g5 белая пешка · c4 белая пешка | f7 белый круг · g7 белый круг · h7 белый круг · b6 белый круг · c6 белый круг · d6 белый круг · f6 белый круг · g6 белый круг · h6 белый круг · g5 белая пешка · c4 белая пешка | f7 белый круг · g7 белый круг · h7 белый круг · b6 белый круг · c6 белый круг · d6 белый круг · f6 белый круг · g6 белый круг · h6 белый круг · g5 белая пешка · c4 белая пешка | f7 белый круг · g7 белый круг · h7 белый круг · b6 белый круг · c6 белый круг · d6 белый круг · f6 белый круг · g6 белый круг · h6 белый круг · g5 белая пешка · c4 белая пешка | f7 белый круг · g7 белый круг · h7 белый круг · b6 белый круг · c6 белый круг · d6 белый круг · f6 белый круг · g6 белый круг · h6 белый круг · g5 белая пешка · c4 белая пешка | f7 белый круг · g7 белый круг · h7 белый круг · b6 белый круг · c6 белый круг · d6 белый круг · f6 белый круг · g6 белый круг · h6 белый круг · g5 белая пешка · c4 белая пешка | f7 белый круг · g7 белый круг · h7 белый круг · b6 белый круг · c6 белый круг · d6 белый круг · f6 белый круг · g6 белый круг · h6 белый круг · g5 белая пешка · c4 белая пешка | 6 |
| 5 | f7 белый круг · g7 белый круг · h7 белый круг · b6 белый круг · c6 белый круг · d6 белый круг · f6 белый круг · g6 белый круг · h6 белый круг · g5 белая пешка · c4 белая пешка | f7 белый круг · g7 белый круг · h7 белый круг · b6 белый круг · c6 белый круг · d6 белый круг · f6 белый круг · g6 белый круг · h6 белый круг · g5 белая пешка · c4 белая пешка | f7 белый круг · g7 белый круг · h7 белый круг · b6 белый круг · c6 белый круг · d6 белый круг · f6 белый круг · g6 белый круг · h6 белый круг · g5 белая пешка · c4 белая пешка | f7 белый круг · g7 белый круг · h7 белый круг · b6 белый круг · c6 белый круг · d6 белый круг · f6 белый круг · g6 белый круг · h6 белый круг · g5 белая пешка · c4 белая пешка | f7 белый круг · g7 белый круг · h7 белый круг · b6 белый круг · c6 белый круг · d6 белый круг · f6 белый круг · g6 белый круг · h6 белый круг · g5 белая пешка · c4 белая пешка | f7 белый круг · g7 белый круг · h7 белый круг · b6 белый круг · c6 белый круг · d6 белый круг · f6 белый круг · g6 белый круг · h6 белый круг · g5 белая пешка · c4 белая пешка | f7 белый круг · g7 белый круг · h7 белый круг · b6 белый круг · c6 белый круг · d6 белый круг · f6 белый круг · g6 белый круг · h6 белый круг · g5 белая пешка · c4 белая пешка | f7 белый круг · g7 белый круг · h7 белый круг · b6 белый круг · c6 белый круг · d6 белый круг · f6 белый круг · g6 белый круг · h6 белый круг · g5 белая пешка · c4 белая пешка | 5 |
| 4 | f7 белый круг · g7 белый круг · h7 белый круг · b6 белый круг · c6 белый круг · d6 белый круг · f6 белый круг · g6 белый круг · h6 белый круг · g5 белая пешка · c4 белая пешка | f7 белый круг · g7 белый круг · h7 белый круг · b6 белый круг · c6 белый круг · d6 белый круг · f6 белый круг · g6 белый круг · h6 белый круг · g5 белая пешка · c4 белая пешка | f7 белый круг · g7 белый круг · h7 белый круг · b6 белый круг · c6 белый круг · d6 белый круг · f6 белый круг · g6 белый круг · h6 белый круг · g5 белая пешка · c4 белая пешка | f7 белый круг · g7 белый круг · h7 белый круг · b6 белый круг · c6 белый круг · d6 белый круг · f6 белый круг · g6 белый круг · h6 белый круг · g5 белая пешка · c4 белая пешка | f7 белый круг · g7 белый круг · h7 белый круг · b6 белый круг · c6 белый круг · d6 белый круг · f6 белый круг · g6 белый круг · h6 белый круг · g5 белая пешка · c4 белая пешка | f7 белый круг · g7 белый круг · h7 белый круг · b6 белый круг · c6 белый круг · d6 белый круг · f6 белый круг · g6 белый круг · h6 белый круг · g5 белая пешка · c4 белая пешка | f7 белый круг · g7 белый круг · h7 белый круг · b6 белый круг · c6 белый круг · d6 белый круг · f6 белый круг · g6 белый круг · h6 белый круг · g5 белая пешка · c4 белая пешка | f7 белый круг · g7 белый круг · h7 белый круг · b6 белый круг · c6 белый круг · d6 белый круг · f6 белый круг · g6 белый круг · h6 белый круг · g5 белая пешка · c4 белая пешка | 4 |
| 3 | f7 белый круг · g7 белый круг · h7 белый круг · b6 белый круг · c6 белый круг · d6 белый круг · f6 белый круг · g6 белый круг · h6 белый круг · g5 белая пешка · c4 белая пешка | f7 белый круг · g7 белый круг · h7 белый круг · b6 белый круг · c6 белый круг · d6 белый круг · f6 белый круг · g6 белый круг · h6 белый круг · g5 белая пешка · c4 белая пешка | f7 белый круг · g7 белый круг · h7 белый круг · b6 белый круг · c6 белый круг · d6 белый круг · f6 белый круг · g6 белый круг · h6 белый круг · g5 белая пешка · c4 белая пешка | f7 белый круг · g7 белый круг · h7 белый круг · b6 белый круг · c6 белый круг · d6 белый круг · f6 белый круг · g6 белый круг · h6 белый круг · g5 белая пешка · c4 белая пешка | f7 белый круг · g7 белый круг · h7 белый круг · b6 белый круг · c6 белый круг · d6 белый круг · f6 белый круг · g6 белый круг · h6 белый круг · g5 белая пешка · c4 белая пешка | f7 белый круг · g7 белый круг · h7 белый круг · b6 белый круг · c6 белый круг · d6 белый круг · f6 белый круг · g6 белый круг · h6 белый круг · g5 белая пешка · c4 белая пешка | f7 белый круг · g7 белый круг · h7 белый круг · b6 белый круг · c6 белый круг · d6 белый круг · f6 белый круг · g6 белый круг · h6 белый круг · g5 белая пешка · c4 белая пешка | f7 белый круг · g7 белый круг · h7 белый круг · b6 белый круг · c6 белый круг · d6 белый круг · f6 белый круг · g6 белый круг · h6 белый круг · g5 белая пешка · c4 белая пешка | 3 |
| 2 | f7 белый круг · g7 белый круг · h7 белый круг · b6 белый круг · c6 белый круг · d6 белый круг · f6 белый круг · g6 белый круг · h6 белый круг · g5 белая пешка · c4 белая пешка | f7 белый круг · g7 белый круг · h7 белый круг · b6 белый круг · c6 белый круг · d6 белый круг · f6 белый круг · g6 белый круг · h6 белый круг · g5 белая пешка · c4 белая пешка | f7 белый круг · g7 белый круг · h7 белый круг · b6 белый круг · c6 белый круг · d6 белый круг · f6 белый круг · g6 белый круг · h6 белый круг · g5 белая пешка · c4 белая пешка | f7 белый круг · g7 белый круг · h7 белый круг · b6 белый круг · c6 белый круг · d6 белый круг · f6 белый круг · g6 белый круг · h6 белый круг · g5 белая пешка · c4 белая пешка | f7 белый круг · g7 белый круг · h7 белый круг · b6 белый круг · c6 белый круг · d6 белый круг · f6 белый круг · g6 белый круг · h6 белый круг · g5 белая пешка · c4 белая пешка | f7 белый круг · g7 белый круг · h7 белый круг · b6 белый круг · c6 белый круг · d6 белый круг · f6 белый круг · g6 белый круг · h6 белый круг · g5 белая пешка · c4 белая пешка | f7 белый круг · g7 белый круг · h7 белый круг · b6 белый круг · c6 белый круг · d6 белый круг · f6 белый круг · g6 белый круг · h6 белый круг · g5 белая пешка · c4 белая пешка | f7 белый круг · g7 белый круг · h7 белый круг · b6 белый круг · c6 белый круг · d6 белый круг · f6 белый круг · g6 белый круг · h6 белый круг · g5 белая пешка · c4 белая пешка | 2 |
| 1 | f7 белый круг · g7 белый круг · h7 белый круг · b6 белый круг · c6 белый круг · d6 белый круг · f6 белый круг · g6 белый круг · h6 белый круг · g5 белая пешка · c4 белая пешка | f7 белый круг · g7 белый круг · h7 белый круг · b6 белый круг · c6 белый круг · d6 белый круг · f6 белый круг · g6 белый круг · h6 белый круг · g5 белая пешка · c4 белая пешка | f7 белый круг · g7 белый круг · h7 белый круг · b6 белый круг · c6 белый круг · d6 белый круг · f6 белый круг · g6 белый круг · h6 белый круг · g5 белая пешка · c4 белая пешка | f7 белый круг · g7 белый круг · h7 белый круг · b6 белый круг · c6 белый круг · d6 белый круг · f6 белый круг · g6 белый круг · h6 белый круг · g5 белая пешка · c4 белая пешка | f7 белый круг · g7 белый круг · h7 белый круг · b6 белый круг · c6 белый круг · d6 белый круг · f6 белый круг · g6 белый круг · h6 белый круг · g5 белая пешка · c4 белая пешка | f7 белый круг · g7 белый круг · h7 белый круг · b6 белый круг · c6 белый круг · d6 белый круг · f6 белый круг · g6 белый круг · h6 белый круг · g5 белая пешка · c4 белая пешка | f7 белый круг · g7 белый круг · h7 белый круг · b6 белый круг · c6 белый круг · d6 белый круг · f6 белый круг · g6 белый круг · h6 белый круг · g5 белая пешка · c4 белая пешка | f7 белый круг · g7 белый круг · h7 белый круг · b6 белый круг · c6 белый круг · d6 белый круг · f6 белый круг · g6 белый круг · h6 белый круг · g5 белая пешка · c4 белая пешка | 1 |
|   | a | b | c | d | e | f | g | h |   |

|   | a | b | c | d | e | f | g | h |   |
| - | --- | --- | --- | --- | --- | --- | --- | --- | - |
| 8 | b8 белый круг · c8 белый круг · d8 белый круг · f8 белый круг · g8 белый круг · h8 белый круг · b7 белый круг · c7 белый круг · d7 белый круг · f7 белый круг · g7 белая пешка · h7 белый круг · c6 белая пешка | b8 белый круг · c8 белый круг · d8 белый круг · f8 белый круг · g8 белый круг · h8 белый круг · b7 белый круг · c7 белый круг · d7 белый круг · f7 белый круг · g7 белая пешка · h7 белый круг · c6 белая пешка | b8 белый круг · c8 белый круг · d8 белый круг · f8 белый круг · g8 белый круг · h8 белый круг · b7 белый круг · c7 белый круг · d7 белый круг · f7 белый круг · g7 белая пешка · h7 белый круг · c6 белая пешка | b8 белый круг · c8 белый круг · d8 белый круг · f8 белый круг · g8 белый круг · h8 белый круг · b7 белый круг · c7 белый круг · d7 белый круг · f7 белый круг · g7 белая пешка · h7 белый круг · c6 белая пешка | b8 белый круг · c8 белый круг · d8 белый круг · f8 белый круг · g8 белый круг · h8 белый круг · b7 белый круг · c7 белый круг · d7 белый круг · f7 белый круг · g7 белая пешка · h7 белый круг · c6 белая пешка | b8 белый круг · c8 белый круг · d8 белый круг · f8 белый круг · g8 белый круг · h8 белый круг · b7 белый круг · c7 белый круг · d7 белый круг · f7 белый круг · g7 белая пешка · h7 белый круг · c6 белая пешка | b8 белый круг · c8 белый круг · d8 белый круг · f8 белый круг · g8 белый круг · h8 белый круг · b7 белый круг · c7 белый круг · d7 белый круг · f7 белый круг · g7 белая пешка · h7 белый круг · c6 белая пешка | b8 белый круг · c8 белый круг · d8 белый круг · f8 белый круг · g8 белый круг · h8 белый круг · b7 белый круг · c7 белый круг · d7 белый круг · f7 белый круг · g7 белая пешка · h7 белый круг · c6 белая пешка | 8 |
| 7 | b8 белый круг · c8 белый круг · d8 белый круг · f8 белый круг · g8 белый круг · h8 белый круг · b7 белый круг · c7 белый круг · d7 белый круг · f7 белый круг · g7 белая пешка · h7 белый круг · c6 белая пешка | b8 белый круг · c8 белый круг · d8 белый круг · f8 белый круг · g8 белый круг · h8 белый круг · b7 белый круг · c7 белый круг · d7 белый круг · f7 белый круг · g7 белая пешка · h7 белый круг · c6 белая пешка | b8 белый круг · c8 белый круг · d8 белый круг · f8 белый круг · g8 белый круг · h8 белый круг · b7 белый круг · c7 белый круг · d7 белый круг · f7 белый круг · g7 белая пешка · h7 белый круг · c6 белая пешка | b8 белый круг · c8 белый круг · d8 белый круг · f8 белый круг · g8 белый круг · h8 белый круг · b7 белый круг · c7 белый круг · d7 белый круг · f7 белый круг · g7 белая пешка · h7 белый круг · c6 белая пешка | b8 белый круг · c8 белый круг · d8 белый круг · f8 белый круг · g8 белый круг · h8 белый круг · b7 белый круг · c7 белый круг · d7 белый круг · f7 белый круг · g7 белая пешка · h7 белый круг · c6 белая пешка | b8 белый круг · c8 белый круг · d8 белый круг · f8 белый круг · g8 белый круг · h8 белый круг · b7 белый круг · c7 белый круг · d7 белый круг · f7 белый круг · g7 белая пешка · h7 белый круг · c6 белая пешка | b8 белый круг · c8 белый круг · d8 белый круг · f8 белый круг · g8 белый круг · h8 белый круг · b7 белый круг · c7 белый круг · d7 белый круг · f7 белый круг · g7 белая пешка · h7 белый круг · c6 белая пешка | b8 белый круг · c8 белый круг · d8 белый круг · f8 белый круг · g8 белый круг · h8 белый круг · b7 белый круг · c7 белый круг · d7 белый круг · f7 белый круг · g7 белая пешка · h7 белый круг · c6 белая пешка | 7 |
| 6 | b8 белый круг · c8 белый круг · d8 белый круг · f8 белый круг · g8 белый круг · h8 белый круг · b7 белый круг · c7 белый круг · d7 белый круг · f7 белый круг · g7 белая пешка · h7 белый круг · c6 белая пешка | b8 белый круг · c8 белый круг · d8 белый круг · f8 белый круг · g8 белый круг · h8 белый круг · b7 белый круг · c7 белый круг · d7 белый круг · f7 белый круг · g7 белая пешка · h7 белый круг · c6 белая пешка | b8 белый круг · c8 белый круг · d8 белый круг · f8 белый круг · g8 белый круг · h8 белый круг · b7 белый круг · c7 белый круг · d7 белый круг · f7 белый круг · g7 белая пешка · h7 белый круг · c6 белая пешка | b8 белый круг · c8 белый круг · d8 белый круг · f8 белый круг · g8 белый круг · h8 белый круг · b7 белый круг · c7 белый круг · d7 белый круг · f7 белый круг · g7 белая пешка · h7 белый круг · c6 белая пешка | b8 белый круг · c8 белый круг · d8 белый круг · f8 белый круг · g8 белый круг · h8 белый круг · b7 белый круг · c7 белый круг · d7 белый круг · f7 белый круг · g7 белая пешка · h7 белый круг · c6 белая пешка | b8 белый круг · c8 белый круг · d8 белый круг · f8 белый круг · g8 белый круг · h8 белый круг · b7 белый круг · c7 белый круг · d7 белый круг · f7 белый круг · g7 белая пешка · h7 белый круг · c6 белая пешка | b8 белый круг · c8 белый круг · d8 белый круг · f8 белый круг · g8 белый круг · h8 белый круг · b7 белый круг · c7 белый круг · d7 белый круг · f7 белый круг · g7 белая пешка · h7 белый круг · c6 белая пешка | b8 белый круг · c8 белый круг · d8 белый круг · f8 белый круг · g8 белый круг · h8 белый круг · b7 белый круг · c7 белый круг · d7 белый круг · f7 белый круг · g7 белая пешка · h7 белый круг · c6 белая пешка | 6 |
| 5 | b8 белый круг · c8 белый круг · d8 белый круг · f8 белый круг · g8 белый круг · h8 белый круг · b7 белый круг · c7 белый круг · d7 белый круг · f7 белый круг · g7 белая пешка · h7 белый круг · c6 белая пешка | b8 белый круг · c8 белый круг · d8 белый круг · f8 белый круг · g8 белый круг · h8 белый круг · b7 белый круг · c7 белый круг · d7 белый круг · f7 белый круг · g7 белая пешка · h7 белый круг · c6 белая пешка | b8 белый круг · c8 белый круг · d8 белый круг · f8 белый круг · g8 белый круг · h8 белый круг · b7 белый круг · c7 белый круг · d7 белый круг · f7 белый круг · g7 белая пешка · h7 белый круг · c6 белая пешка | b8 белый круг · c8 белый круг · d8 белый круг · f8 белый круг · g8 белый круг · h8 белый круг · b7 белый круг · c7 белый круг · d7 белый круг · f7 белый круг · g7 белая пешка · h7 белый круг · c6 белая пешка | b8 белый круг · c8 белый круг · d8 белый круг · f8 белый круг · g8 белый круг · h8 белый круг · b7 белый круг · c7 белый круг · d7 белый круг · f7 белый круг · g7 белая пешка · h7 белый круг · c6 белая пешка | b8 белый круг · c8 белый круг · d8 белый круг · f8 белый круг · g8 белый круг · h8 белый круг · b7 белый круг · c7 белый круг · d7 белый круг · f7 белый круг · g7 белая пешка · h7 белый круг · c6 белая пешка | b8 белый круг · c8 белый круг · d8 белый круг · f8 белый круг · g8 белый круг · h8 белый круг · b7 белый круг · c7 белый круг · d7 белый круг · f7 белый круг · g7 белая пешка · h7 белый круг · c6 белая пешка | b8 белый круг · c8 белый круг · d8 белый круг · f8 белый круг · g8 белый круг · h8 белый круг · b7 белый круг · c7 белый круг · d7 белый круг · f7 белый круг · g7 белая пешка · h7 белый круг · c6 белая пешка | 5 |
| 4 | b8 белый круг · c8 белый круг · d8 белый круг · f8 белый круг · g8 белый круг · h8 белый круг · b7 белый круг · c7 белый круг · d7 белый круг · f7 белый круг · g7 белая пешка · h7 белый круг · c6 белая пешка | b8 белый круг · c8 белый круг · d8 белый круг · f8 белый круг · g8 белый круг · h8 белый круг · b7 белый круг · c7 белый круг · d7 белый круг · f7 белый круг · g7 белая пешка · h7 белый круг · c6 белая пешка | b8 белый круг · c8 белый круг · d8 белый круг · f8 белый круг · g8 белый круг · h8 белый круг · b7 белый круг · c7 белый круг · d7 белый круг · f7 белый круг · g7 белая пешка · h7 белый круг · c6 белая пешка | b8 белый круг · c8 белый круг · d8 белый круг · f8 белый круг · g8 белый круг · h8 белый круг · b7 белый круг · c7 белый круг · d7 белый круг · f7 белый круг · g7 белая пешка · h7 белый круг · c6 белая пешка | b8 белый круг · c8 белый круг · d8 белый круг · f8 белый круг · g8 белый круг · h8 белый круг · b7 белый круг · c7 белый круг · d7 белый круг · f7 белый круг · g7 белая пешка · h7 белый круг · c6 белая пешка | b8 белый круг · c8 белый круг · d8 белый круг · f8 белый круг · g8 белый круг · h8 белый круг · b7 белый круг · c7 белый круг · d7 белый круг · f7 белый круг · g7 белая пешка · h7 белый круг · c6 белая пешка | b8 белый круг · c8 белый круг · d8 белый круг · f8 белый круг · g8 белый круг · h8 белый круг · b7 белый круг · c7 белый круг · d7 белый круг · f7 белый круг · g7 белая пешка · h7 белый круг · c6 белая пешка | b8 белый круг · c8 белый круг · d8 белый круг · f8 белый круг · g8 белый круг · h8 белый круг · b7 белый круг · c7 белый круг · d7 белый круг · f7 белый круг · g7 белая пешка · h7 белый круг · c6 белая пешка | 4 |
| 3 | b8 белый круг · c8 белый круг · d8 белый круг · f8 белый круг · g8 белый круг · h8 белый круг · b7 белый круг · c7 белый круг · d7 белый круг · f7 белый круг · g7 белая пешка · h7 белый круг · c6 белая пешка | b8 белый круг · c8 белый круг · d8 белый круг · f8 белый круг · g8 белый круг · h8 белый круг · b7 белый круг · c7 белый круг · d7 белый круг · f7 белый круг · g7 белая пешка · h7 белый круг · c6 белая пешка | b8 белый круг · c8 белый круг · d8 белый круг · f8 белый круг · g8 белый круг · h8 белый круг · b7 белый круг · c7 белый круг · d7 белый круг · f7 белый круг · g7 белая пешка · h7 белый круг · c6 белая пешка | b8 белый круг · c8 белый круг · d8 белый круг · f8 белый круг · g8 белый круг · h8 белый круг · b7 белый круг · c7 белый круг · d7 белый круг · f7 белый круг · g7 белая пешка · h7 белый круг · c6 белая пешка | b8 белый круг · c8 белый круг · d8 белый круг · f8 белый круг · g8 белый круг · h8 белый круг · b7 белый круг · c7 белый круг · d7 белый круг · f7 белый круг · g7 белая пешка · h7 белый круг · c6 белая пешка | b8 белый круг · c8 белый круг · d8 белый круг · f8 белый круг · g8 белый круг · h8 белый круг · b7 белый круг · c7 белый круг · d7 белый круг · f7 белый круг · g7 белая пешка · h7 белый круг · c6 белая пешка | b8 белый круг · c8 белый круг · d8 белый круг · f8 белый круг · g8 белый круг · h8 белый круг · b7 белый круг · c7 белый круг · d7 белый круг · f7 белый круг · g7 белая пешка · h7 белый круг · c6 белая пешка | b8 белый круг · c8 белый круг · d8 белый круг · f8 белый круг · g8 белый круг · h8 белый круг · b7 белый круг · c7 белый круг · d7 белый круг · f7 белый круг · g7 белая пешка · h7 белый круг · c6 белая пешка | 3 |
| 2 | b8 белый круг · c8 белый круг · d8 белый круг · f8 белый круг · g8 белый круг · h8 белый круг · b7 белый круг · c7 белый круг · d7 белый круг · f7 белый круг · g7 белая пешка · h7 белый круг · c6 белая пешка | b8 белый круг · c8 белый круг · d8 белый круг · f8 белый круг · g8 белый круг · h8 белый круг · b7 белый круг · c7 белый круг · d7 белый круг · f7 белый круг · g7 белая пешка · h7 белый круг · c6 белая пешка | b8 белый круг · c8 белый круг · d8 белый круг · f8 белый круг · g8 белый круг · h8 белый круг · b7 белый круг · c7 белый круг · d7 белый круг · f7 белый круг · g7 белая пешка · h7 белый круг · c6 белая пешка | b8 белый круг · c8 белый круг · d8 белый круг · f8 белый круг · g8 белый круг · h8 белый круг · b7 белый круг · c7 белый круг · d7 белый круг · f7 белый круг · g7 белая пешка · h7 белый круг · c6 белая пешка | b8 белый круг · c8 белый круг · d8 белый круг · f8 белый круг · g8 белый круг · h8 белый круг · b7 белый круг · c7 белый круг · d7 белый круг · f7 белый круг · g7 белая пешка · h7 белый круг · c6 белая пешка | b8 белый круг · c8 белый круг · d8 белый круг · f8 белый круг · g8 белый круг · h8 белый круг · b7 белый круг · c7 белый круг · d7 белый круг · f7 белый круг · g7 белая пешка · h7 белый круг · c6 белая пешка | b8 белый круг · c8 белый круг · d8 белый круг · f8 белый круг · g8 белый круг · h8 белый круг · b7 белый круг · c7 белый круг · d7 белый круг · f7 белый круг · g7 белая пешка · h7 белый круг · c6 белая пешка | b8 белый круг · c8 белый круг · d8 белый круг · f8 белый круг · g8 белый круг · h8 белый круг · b7 белый круг · c7 белый круг · d7 белый круг · f7 белый круг · g7 белая пешка · h7 белый круг · c6 белая пешка | 2 |
| 1 | b8 белый круг · c8 белый круг · d8 белый круг · f8 белый круг · g8 белый круг · h8 белый круг · b7 белый круг · c7 белый круг · d7 белый круг · f7 белый круг · g7 белая пешка · h7 белый круг · c6 белая пешка | b8 белый круг · c8 белый круг · d8 белый круг · f8 белый круг · g8 белый круг · h8 белый круг · b7 белый круг · c7 белый круг · d7 белый круг · f7 белый круг · g7 белая пешка · h7 белый круг · c6 белая пешка | b8 белый круг · c8 белый круг · d8 белый круг · f8 белый круг · g8 белый круг · h8 белый круг · b7 белый круг · c7 белый круг · d7 белый круг · f7 белый круг · g7 белая пешка · h7 белый круг · c6 белая пешка | b8 белый круг · c8 белый круг · d8 белый круг · f8 белый круг · g8 белый круг · h8 белый круг · b7 белый круг · c7 белый круг · d7 белый круг · f7 белый круг · g7 белая пешка · h7 белый круг · c6 белая пешка | b8 белый круг · c8 белый круг · d8 белый круг · f8 белый круг · g8 белый круг · h8 белый круг · b7 белый круг · c7 белый круг · d7 белый круг · f7 белый круг · g7 белая пешка · h7 белый круг · c6 белая пешка | b8 белый круг · c8 белый круг · d8 белый круг · f8 белый круг · g8 белый круг · h8 белый круг · b7 белый круг · c7 белый круг · d7 белый круг · f7 белый круг · g7 белая пешка · h7 белый круг · c6 белая пешка | b8 белый круг · c8 белый круг · d8 белый круг · f8 белый круг · g8 белый круг · h8 белый круг · b7 белый круг · c7 белый круг · d7 белый круг · f7 белый круг · g7 белая пешка · h7 белый круг · c6 белая пешка | b8 белый круг · c8 белый круг · d8 белый круг · f8 белый круг · g8 белый круг · h8 белый круг · b7 белый круг · c7 белый круг · d7 белый круг · f7 белый круг · g7 белая пешка · h7 белый круг · c6 белая пешка | 1 |
|   | a | b | c | d | e | f | g | h |   |

При ходе чёрных есть два исключения из правила. Во-первых, когда чёрные могут немедленно взять пешку. Во-вторых, исключение коневой пешки, приведённое выше.
Если чёрный король попадает в пешечный квадрат, белые должны как можно раньше поставить короля на любое из ключевых полей, до того как чёрные доберутся до пешки, или же продвинуть пешку так, чтобы король оказался на её ключевом поле.
После того как король оказался на ключевом поле, для достижения выигрыша надо добиться того, чтобы пешка продвинулась, а король снова оказался на её ключевом поле, и повторять эту процедуру.  Когда пешка дойдёт до шестой или седьмой горизонтали, можно взять под контроль поле превращения и провести пешку. Полезно учитывать, что чёрный король не может выйти из пешечного квадрата, иначе пешка проводится.
Мнемоникой для запоминания ключевых полей являются числа 321 и 365. Они означают, что для 3 горизонталей (2, 3, 4) есть 3 ключевых поля, для 2 горизонталей (5 и 6) есть 6 ключевых полей, для 1 горизонтали (7) есть 5 ключевых полей.

### Исключение коневой пешки
Следующие позиции — исключение из правила критических полей: хотя белый король на критическом поле, при ходе чёрных в этих позициях пат.
|   | a                                                   | b                                                   | c                                                   | d                                                   | e                                                   | f                                                   | g                                                   | h                                                   |   |
| - | --------------------------------------------------- | --------------------------------------------------- | --------------------------------------------------- | --------------------------------------------------- | --------------------------------------------------- | --------------------------------------------------- | --------------------------------------------------- | --------------------------------------------------- | - |
| 8 | h8 чёрный король · f7 белый король · g6 белая пешка | h8 чёрный король · f7 белый король · g6 белая пешка | h8 чёрный король · f7 белый король · g6 белая пешка | h8 чёрный король · f7 белый король · g6 белая пешка | h8 чёрный король · f7 белый король · g6 белая пешка | h8 чёрный король · f7 белый король · g6 белая пешка | h8 чёрный король · f7 белый король · g6 белая пешка | h8 чёрный король · f7 белый король · g6 белая пешка | 8 |
| 7 | h8 чёрный король · f7 белый король · g6 белая пешка | h8 чёрный король · f7 белый король · g6 белая пешка | h8 чёрный король · f7 белый король · g6 белая пешка | h8 чёрный король · f7 белый король · g6 белая пешка | h8 чёрный король · f7 белый король · g6 белая пешка | h8 чёрный король · f7 белый король · g6 белая пешка | h8 чёрный король · f7 белый король · g6 белая пешка | h8 чёрный король · f7 белый король · g6 белая пешка | 7 |
| 6 | h8 чёрный король · f7 белый король · g6 белая пешка | h8 чёрный король · f7 белый король · g6 белая пешка | h8 чёрный король · f7 белый король · g6 белая пешка | h8 чёрный король · f7 белый король · g6 белая пешка | h8 чёрный король · f7 белый король · g6 белая пешка | h8 чёрный король · f7 белый король · g6 белая пешка | h8 чёрный король · f7 белый король · g6 белая пешка | h8 чёрный король · f7 белый король · g6 белая пешка | 6 |
| 5 | h8 чёрный король · f7 белый король · g6 белая пешка | h8 чёрный король · f7 белый король · g6 белая пешка | h8 чёрный король · f7 белый король · g6 белая пешка | h8 чёрный король · f7 белый король · g6 белая пешка | h8 чёрный король · f7 белый король · g6 белая пешка | h8 чёрный король · f7 белый король · g6 белая пешка | h8 чёрный король · f7 белый король · g6 белая пешка | h8 чёрный король · f7 белый король · g6 белая пешка | 5 |
| 4 | h8 чёрный король · f7 белый король · g6 белая пешка | h8 чёрный король · f7 белый король · g6 белая пешка | h8 чёрный король · f7 белый король · g6 белая пешка | h8 чёрный король · f7 белый король · g6 белая пешка | h8 чёрный король · f7 белый король · g6 белая пешка | h8 чёрный король · f7 белый король · g6 белая пешка | h8 чёрный король · f7 белый король · g6 белая пешка | h8 чёрный король · f7 белый король · g6 белая пешка | 4 |
| 3 | h8 чёрный король · f7 белый король · g6 белая пешка | h8 чёрный король · f7 белый король · g6 белая пешка | h8 чёрный король · f7 белый король · g6 белая пешка | h8 чёрный король · f7 белый король · g6 белая пешка | h8 чёрный король · f7 белый король · g6 белая пешка | h8 чёрный король · f7 белый король · g6 белая пешка | h8 чёрный король · f7 белый король · g6 белая пешка | h8 чёрный король · f7 белый король · g6 белая пешка | 3 |
| 2 | h8 чёрный король · f7 белый король · g6 белая пешка | h8 чёрный король · f7 белый король · g6 белая пешка | h8 чёрный король · f7 белый король · g6 белая пешка | h8 чёрный король · f7 белый король · g6 белая пешка | h8 чёрный король · f7 белый король · g6 белая пешка | h8 чёрный король · f7 белый король · g6 белая пешка | h8 чёрный король · f7 белый король · g6 белая пешка | h8 чёрный король · f7 белый король · g6 белая пешка | 2 |
| 1 | h8 чёрный король · f7 белый король · g6 белая пешка | h8 чёрный король · f7 белый король · g6 белая пешка | h8 чёрный король · f7 белый король · g6 белая пешка | h8 чёрный король · f7 белый король · g6 белая пешка | h8 чёрный король · f7 белый король · g6 белая пешка | h8 чёрный король · f7 белый король · g6 белая пешка | h8 чёрный король · f7 белый король · g6 белая пешка | h8 чёрный король · f7 белый король · g6 белая пешка | 1 |
|   | a                                                   | b                                                   | c                                                   | d                                                   | e                                                   | f                                                   | g                                                   | h                                                   |   |

|   | a                                                   | b                                                   | c                                                   | d                                                   | e                                                   | f                                                   | g                                                   | h                                                   |   |
| - | --------------------------------------------------- | --------------------------------------------------- | --------------------------------------------------- | --------------------------------------------------- | --------------------------------------------------- | --------------------------------------------------- | --------------------------------------------------- | --------------------------------------------------- | - |
| 8 | f8 белый король · h8 чёрный король · g6 белая пешка | f8 белый король · h8 чёрный король · g6 белая пешка | f8 белый король · h8 чёрный король · g6 белая пешка | f8 белый король · h8 чёрный король · g6 белая пешка | f8 белый король · h8 чёрный король · g6 белая пешка | f8 белый король · h8 чёрный король · g6 белая пешка | f8 белый король · h8 чёрный король · g6 белая пешка | f8 белый король · h8 чёрный король · g6 белая пешка | 8 |
| 7 | f8 белый король · h8 чёрный король · g6 белая пешка | f8 белый король · h8 чёрный король · g6 белая пешка | f8 белый король · h8 чёрный король · g6 белая пешка | f8 белый король · h8 чёрный король · g6 белая пешка | f8 белый король · h8 чёрный король · g6 белая пешка | f8 белый король · h8 чёрный король · g6 белая пешка | f8 белый король · h8 чёрный король · g6 белая пешка | f8 белый король · h8 чёрный король · g6 белая пешка | 7 |
| 6 | f8 белый король · h8 чёрный король · g6 белая пешка | f8 белый король · h8 чёрный король · g6 белая пешка | f8 белый король · h8 чёрный король · g6 белая пешка | f8 белый король · h8 чёрный король · g6 белая пешка | f8 белый король · h8 чёрный король · g6 белая пешка | f8 белый король · h8 чёрный король · g6 белая пешка | f8 белый король · h8 чёрный король · g6 белая пешка | f8 белый король · h8 чёрный король · g6 белая пешка | 6 |
| 5 | f8 белый король · h8 чёрный король · g6 белая пешка | f8 белый король · h8 чёрный король · g6 белая пешка | f8 белый король · h8 чёрный король · g6 белая пешка | f8 белый король · h8 чёрный король · g6 белая пешка | f8 белый король · h8 чёрный король · g6 белая пешка | f8 белый король · h8 чёрный король · g6 белая пешка | f8 белый король · h8 чёрный король · g6 белая пешка | f8 белый король · h8 чёрный король · g6 белая пешка | 5 |
| 4 | f8 белый король · h8 чёрный король · g6 белая пешка | f8 белый король · h8 чёрный король · g6 белая пешка | f8 белый король · h8 чёрный король · g6 белая пешка | f8 белый король · h8 чёрный король · g6 белая пешка | f8 белый король · h8 чёрный король · g6 белая пешка | f8 белый король · h8 чёрный король · g6 белая пешка | f8 белый король · h8 чёрный король · g6 белая пешка | f8 белый король · h8 чёрный король · g6 белая пешка | 4 |
| 3 | f8 белый король · h8 чёрный король · g6 белая пешка | f8 белый король · h8 чёрный король · g6 белая пешка | f8 белый король · h8 чёрный король · g6 белая пешка | f8 белый король · h8 чёрный король · g6 белая пешка | f8 белый король · h8 чёрный король · g6 белая пешка | f8 белый король · h8 чёрный король · g6 белая пешка | f8 белый король · h8 чёрный король · g6 белая пешка | f8 белый король · h8 чёрный король · g6 белая пешка | 3 |
| 2 | f8 белый король · h8 чёрный король · g6 белая пешка | f8 белый король · h8 чёрный король · g6 белая пешка | f8 белый король · h8 чёрный король · g6 белая пешка | f8 белый король · h8 чёрный король · g6 белая пешка | f8 белый король · h8 чёрный король · g6 белая пешка | f8 белый король · h8 чёрный король · g6 белая пешка | f8 белый король · h8 чёрный король · g6 белая пешка | f8 белый король · h8 чёрный король · g6 белая пешка | 2 |
| 1 | f8 белый король · h8 чёрный король · g6 белая пешка | f8 белый король · h8 чёрный король · g6 белая пешка | f8 белый король · h8 чёрный король · g6 белая пешка | f8 белый король · h8 чёрный король · g6 белая пешка | f8 белый король · h8 чёрный король · g6 белая пешка | f8 белый король · h8 чёрный король · g6 белая пешка | f8 белый король · h8 чёрный король · g6 белая пешка | f8 белый король · h8 чёрный король · g6 белая пешка | 1 |
|   | a                                                   | b                                                   | c                                                   | d                                                   | e                                                   | f                                                   | g                                                   | h                                                   |   |

Эти позиции могут встретиться при проведении коневой пешки (то есть пешки на линии b или g), что затрудняет её проведение.  Стоит отметить, что позиции выше ничейные только при ходе чёрных. При ходе белых, они легко проводят пешку.
|   | a                                                   | b                                                   | c                                                   | d                                                   | e                                                   | f                                                   | g                                                   | h                                                   |   |
| - | --------------------------------------------------- | --------------------------------------------------- | --------------------------------------------------- | --------------------------------------------------- | --------------------------------------------------- | --------------------------------------------------- | --------------------------------------------------- | --------------------------------------------------- | - |
| 8 | h8 чёрный король · f6 белый король · g6 белая пешка | h8 чёрный король · f6 белый король · g6 белая пешка | h8 чёрный король · f6 белый король · g6 белая пешка | h8 чёрный король · f6 белый король · g6 белая пешка | h8 чёрный король · f6 белый король · g6 белая пешка | h8 чёрный король · f6 белый король · g6 белая пешка | h8 чёрный король · f6 белый король · g6 белая пешка | h8 чёрный король · f6 белый король · g6 белая пешка | 8 |
| 7 | h8 чёрный король · f6 белый король · g6 белая пешка | h8 чёрный король · f6 белый король · g6 белая пешка | h8 чёрный король · f6 белый король · g6 белая пешка | h8 чёрный король · f6 белый король · g6 белая пешка | h8 чёрный король · f6 белый король · g6 белая пешка | h8 чёрный король · f6 белый король · g6 белая пешка | h8 чёрный король · f6 белый король · g6 белая пешка | h8 чёрный король · f6 белый король · g6 белая пешка | 7 |
| 6 | h8 чёрный король · f6 белый король · g6 белая пешка | h8 чёрный король · f6 белый король · g6 белая пешка | h8 чёрный король · f6 белый король · g6 белая пешка | h8 чёрный король · f6 белый король · g6 белая пешка | h8 чёрный король · f6 белый король · g6 белая пешка | h8 чёрный король · f6 белый король · g6 белая пешка | h8 чёрный король · f6 белый король · g6 белая пешка | h8 чёрный король · f6 белый король · g6 белая пешка | 6 |
| 5 | h8 чёрный король · f6 белый король · g6 белая пешка | h8 чёрный король · f6 белый король · g6 белая пешка | h8 чёрный король · f6 белый король · g6 белая пешка | h8 чёрный король · f6 белый король · g6 белая пешка | h8 чёрный король · f6 белый король · g6 белая пешка | h8 чёрный король · f6 белый король · g6 белая пешка | h8 чёрный король · f6 белый король · g6 белая пешка | h8 чёрный король · f6 белый король · g6 белая пешка | 5 |
| 4 | h8 чёрный король · f6 белый король · g6 белая пешка | h8 чёрный король · f6 белый король · g6 белая пешка | h8 чёрный король · f6 белый король · g6 белая пешка | h8 чёрный король · f6 белый король · g6 белая пешка | h8 чёрный король · f6 белый король · g6 белая пешка | h8 чёрный король · f6 белый король · g6 белая пешка | h8 чёрный король · f6 белый король · g6 белая пешка | h8 чёрный король · f6 белый король · g6 белая пешка | 4 |
| 3 | h8 чёрный король · f6 белый король · g6 белая пешка | h8 чёрный король · f6 белый король · g6 белая пешка | h8 чёрный король · f6 белый король · g6 белая пешка | h8 чёрный король · f6 белый король · g6 белая пешка | h8 чёрный король · f6 белый король · g6 белая пешка | h8 чёрный король · f6 белый король · g6 белая пешка | h8 чёрный король · f6 белый король · g6 белая пешка | h8 чёрный король · f6 белый король · g6 белая пешка | 3 |
| 2 | h8 чёрный король · f6 белый король · g6 белая пешка | h8 чёрный король · f6 белый король · g6 белая пешка | h8 чёрный король · f6 белый король · g6 белая пешка | h8 чёрный король · f6 белый король · g6 белая пешка | h8 чёрный король · f6 белый король · g6 белая пешка | h8 чёрный король · f6 белый король · g6 белая пешка | h8 чёрный король · f6 белый король · g6 белая пешка | h8 чёрный король · f6 белый король · g6 белая пешка | 2 |
| 1 | h8 чёрный король · f6 белый король · g6 белая пешка | h8 чёрный король · f6 белый король · g6 белая пешка | h8 чёрный король · f6 белый король · g6 белая пешка | h8 чёрный король · f6 белый король · g6 белая пешка | h8 чёрный король · f6 белый король · g6 белая пешка | h8 чёрный король · f6 белый король · g6 белая пешка | h8 чёрный король · f6 белый король · g6 белая пешка | h8 чёрный король · f6 белый король · g6 белая пешка | 1 |
|   | a                                                   | b                                                   | c                                                   | d                                                   | e                                                   | f                                                   | g                                                   | h                                                   |   |

Позиция справа — ничейная при ходе белых.  Ход королём на f7 приводит к пату, а  при любом другом ходе чёрные ставят короля на расстоянии 1 перед белой пешкой, что, как показано выше, приводит к ничьей.
|   | a | b | c | d | e | f | g | h |   |
| - | --- | --- | --- | --- | --- | --- | --- | --- | - |
| 8 | f8 белый круг · g8 чёрный круг · h8 чёрный круг · f7 белый круг · h7 чёрный круг · f6 белый круг · g5 белая пешка | f8 белый круг · g8 чёрный круг · h8 чёрный круг · f7 белый круг · h7 чёрный круг · f6 белый круг · g5 белая пешка | f8 белый круг · g8 чёрный круг · h8 чёрный круг · f7 белый круг · h7 чёрный круг · f6 белый круг · g5 белая пешка | f8 белый круг · g8 чёрный круг · h8 чёрный круг · f7 белый круг · h7 чёрный круг · f6 белый круг · g5 белая пешка | f8 белый круг · g8 чёрный круг · h8 чёрный круг · f7 белый круг · h7 чёрный круг · f6 белый круг · g5 белая пешка | f8 белый круг · g8 чёрный круг · h8 чёрный круг · f7 белый круг · h7 чёрный круг · f6 белый круг · g5 белая пешка | f8 белый круг · g8 чёрный круг · h8 чёрный круг · f7 белый круг · h7 чёрный круг · f6 белый круг · g5 белая пешка | f8 белый круг · g8 чёрный круг · h8 чёрный круг · f7 белый круг · h7 чёрный круг · f6 белый круг · g5 белая пешка | 8 |
| 7 | f8 белый круг · g8 чёрный круг · h8 чёрный круг · f7 белый круг · h7 чёрный круг · f6 белый круг · g5 белая пешка | f8 белый круг · g8 чёрный круг · h8 чёрный круг · f7 белый круг · h7 чёрный круг · f6 белый круг · g5 белая пешка | f8 белый круг · g8 чёрный круг · h8 чёрный круг · f7 белый круг · h7 чёрный круг · f6 белый круг · g5 белая пешка | f8 белый круг · g8 чёрный круг · h8 чёрный круг · f7 белый круг · h7 чёрный круг · f6 белый круг · g5 белая пешка | f8 белый круг · g8 чёрный круг · h8 чёрный круг · f7 белый круг · h7 чёрный круг · f6 белый круг · g5 белая пешка | f8 белый круг · g8 чёрный круг · h8 чёрный круг · f7 белый круг · h7 чёрный круг · f6 белый круг · g5 белая пешка | f8 белый круг · g8 чёрный круг · h8 чёрный круг · f7 белый круг · h7 чёрный круг · f6 белый круг · g5 белая пешка | f8 белый круг · g8 чёрный круг · h8 чёрный круг · f7 белый круг · h7 чёрный круг · f6 белый круг · g5 белая пешка | 7 |
| 6 | f8 белый круг · g8 чёрный круг · h8 чёрный круг · f7 белый круг · h7 чёрный круг · f6 белый круг · g5 белая пешка | f8 белый круг · g8 чёрный круг · h8 чёрный круг · f7 белый круг · h7 чёрный круг · f6 белый круг · g5 белая пешка | f8 белый круг · g8 чёрный круг · h8 чёрный круг · f7 белый круг · h7 чёрный круг · f6 белый круг · g5 белая пешка | f8 белый круг · g8 чёрный круг · h8 чёрный круг · f7 белый круг · h7 чёрный круг · f6 белый круг · g5 белая пешка | f8 белый круг · g8 чёрный круг · h8 чёрный круг · f7 белый круг · h7 чёрный круг · f6 белый круг · g5 белая пешка | f8 белый круг · g8 чёрный круг · h8 чёрный круг · f7 белый круг · h7 чёрный круг · f6 белый круг · g5 белая пешка | f8 белый круг · g8 чёрный круг · h8 чёрный круг · f7 белый круг · h7 чёрный круг · f6 белый круг · g5 белая пешка | f8 белый круг · g8 чёрный круг · h8 чёрный круг · f7 белый круг · h7 чёрный круг · f6 белый круг · g5 белая пешка | 6 |
| 5 | f8 белый круг · g8 чёрный круг · h8 чёрный круг · f7 белый круг · h7 чёрный круг · f6 белый круг · g5 белая пешка | f8 белый круг · g8 чёрный круг · h8 чёрный круг · f7 белый круг · h7 чёрный круг · f6 белый круг · g5 белая пешка | f8 белый круг · g8 чёрный круг · h8 чёрный круг · f7 белый круг · h7 чёрный круг · f6 белый круг · g5 белая пешка | f8 белый круг · g8 чёрный круг · h8 чёрный круг · f7 белый круг · h7 чёрный круг · f6 белый круг · g5 белая пешка | f8 белый круг · g8 чёрный круг · h8 чёрный круг · f7 белый круг · h7 чёрный круг · f6 белый круг · g5 белая пешка | f8 белый круг · g8 чёрный круг · h8 чёрный круг · f7 белый круг · h7 чёрный круг · f6 белый круг · g5 белая пешка | f8 белый круг · g8 чёрный круг · h8 чёрный круг · f7 белый круг · h7 чёрный круг · f6 белый круг · g5 белая пешка | f8 белый круг · g8 чёрный круг · h8 чёрный круг · f7 белый круг · h7 чёрный круг · f6 белый круг · g5 белая пешка | 5 |
| 4 | f8 белый круг · g8 чёрный круг · h8 чёрный круг · f7 белый круг · h7 чёрный круг · f6 белый круг · g5 белая пешка | f8 белый круг · g8 чёрный круг · h8 чёрный круг · f7 белый круг · h7 чёрный круг · f6 белый круг · g5 белая пешка | f8 белый круг · g8 чёрный круг · h8 чёрный круг · f7 белый круг · h7 чёрный круг · f6 белый круг · g5 белая пешка | f8 белый круг · g8 чёрный круг · h8 чёрный круг · f7 белый круг · h7 чёрный круг · f6 белый круг · g5 белая пешка | f8 белый круг · g8 чёрный круг · h8 чёрный круг · f7 белый круг · h7 чёрный круг · f6 белый круг · g5 белая пешка | f8 белый круг · g8 чёрный круг · h8 чёрный круг · f7 белый круг · h7 чёрный круг · f6 белый круг · g5 белая пешка | f8 белый круг · g8 чёрный круг · h8 чёрный круг · f7 белый круг · h7 чёрный круг · f6 белый круг · g5 белая пешка | f8 белый круг · g8 чёрный круг · h8 чёрный круг · f7 белый круг · h7 чёрный круг · f6 белый круг · g5 белая пешка | 4 |
| 3 | f8 белый круг · g8 чёрный круг · h8 чёрный круг · f7 белый круг · h7 чёрный круг · f6 белый круг · g5 белая пешка | f8 белый круг · g8 чёрный круг · h8 чёрный круг · f7 белый круг · h7 чёрный круг · f6 белый круг · g5 белая пешка | f8 белый круг · g8 чёрный круг · h8 чёрный круг · f7 белый круг · h7 чёрный круг · f6 белый круг · g5 белая пешка | f8 белый круг · g8 чёрный круг · h8 чёрный круг · f7 белый круг · h7 чёрный круг · f6 белый круг · g5 белая пешка | f8 белый круг · g8 чёрный круг · h8 чёрный круг · f7 белый круг · h7 чёрный круг · f6 белый круг · g5 белая пешка | f8 белый круг · g8 чёрный круг · h8 чёрный круг · f7 белый круг · h7 чёрный круг · f6 белый круг · g5 белая пешка | f8 белый круг · g8 чёрный круг · h8 чёрный круг · f7 белый круг · h7 чёрный круг · f6 белый круг · g5 белая пешка | f8 белый круг · g8 чёрный круг · h8 чёрный круг · f7 белый круг · h7 чёрный круг · f6 белый круг · g5 белая пешка | 3 |
| 2 | f8 белый круг · g8 чёрный круг · h8 чёрный круг · f7 белый круг · h7 чёрный круг · f6 белый круг · g5 белая пешка | f8 белый круг · g8 чёрный круг · h8 чёрный круг · f7 белый круг · h7 чёрный круг · f6 белый круг · g5 белая пешка | f8 белый круг · g8 чёрный круг · h8 чёрный круг · f7 белый круг · h7 чёрный круг · f6 белый круг · g5 белая пешка | f8 белый круг · g8 чёрный круг · h8 чёрный круг · f7 белый круг · h7 чёрный круг · f6 белый круг · g5 белая пешка | f8 белый круг · g8 чёрный круг · h8 чёрный круг · f7 белый круг · h7 чёрный круг · f6 белый круг · g5 белая пешка | f8 белый круг · g8 чёрный круг · h8 чёрный круг · f7 белый круг · h7 чёрный круг · f6 белый круг · g5 белая пешка | f8 белый круг · g8 чёрный круг · h8 чёрный круг · f7 белый круг · h7 чёрный круг · f6 белый круг · g5 белая пешка | f8 белый круг · g8 чёрный круг · h8 чёрный круг · f7 белый круг · h7 чёрный круг · f6 белый круг · g5 белая пешка | 2 |
| 1 | f8 белый круг · g8 чёрный круг · h8 чёрный круг · f7 белый круг · h7 чёрный круг · f6 белый круг · g5 белая пешка | f8 белый круг · g8 чёрный круг · h8 чёрный круг · f7 белый круг · h7 чёрный круг · f6 белый круг · g5 белая пешка | f8 белый круг · g8 чёрный круг · h8 чёрный круг · f7 белый круг · h7 чёрный круг · f6 белый круг · g5 белая пешка | f8 белый круг · g8 чёрный круг · h8 чёрный круг · f7 белый круг · h7 чёрный круг · f6 белый круг · g5 белая пешка | f8 белый круг · g8 чёрный круг · h8 чёрный круг · f7 белый круг · h7 чёрный круг · f6 белый круг · g5 белая пешка | f8 белый круг · g8 чёрный круг · h8 чёрный круг · f7 белый круг · h7 чёрный круг · f6 белый круг · g5 белая пешка | f8 белый круг · g8 чёрный круг · h8 чёрный круг · f7 белый круг · h7 чёрный круг · f6 белый круг · g5 белая пешка | f8 белый круг · g8 чёрный круг · h8 чёрный круг · f7 белый круг · h7 чёрный круг · f6 белый круг · g5 белая пешка | 1 |
|   | a | b | c | d | e | f | g | h |   |

Чтобы избежать ничьей, надо правильно подготовить ход g5-g6. Предположим, белая пешка на g5, белый король впереди пешки на вертикали f, чёрный на поле h8 или двух соседних (см. диаграмму справа, возможные положения белого короля показаны белыми кружками, а чёрного — чёрными). В этом случае вести пешку на g6 можно только если короли занимают поля, симметричные относительно g7, то есть f7 и h7 или f6 и h8.  Ниже показаны эти позиции:
|   | a                                                   | b                                                   | c                                                   | d                                                   | e                                                   | f                                                   | g                                                   | h                                                   |   |
| - | --------------------------------------------------- | --------------------------------------------------- | --------------------------------------------------- | --------------------------------------------------- | --------------------------------------------------- | --------------------------------------------------- | --------------------------------------------------- | --------------------------------------------------- | - |
| 8 | f7 белый король · h7 чёрный король · g5 белая пешка | f7 белый король · h7 чёрный король · g5 белая пешка | f7 белый король · h7 чёрный король · g5 белая пешка | f7 белый король · h7 чёрный король · g5 белая пешка | f7 белый король · h7 чёрный король · g5 белая пешка | f7 белый король · h7 чёрный король · g5 белая пешка | f7 белый король · h7 чёрный король · g5 белая пешка | f7 белый король · h7 чёрный король · g5 белая пешка | 8 |
| 7 | f7 белый король · h7 чёрный король · g5 белая пешка | f7 белый король · h7 чёрный король · g5 белая пешка | f7 белый король · h7 чёрный король · g5 белая пешка | f7 белый король · h7 чёрный король · g5 белая пешка | f7 белый король · h7 чёрный король · g5 белая пешка | f7 белый король · h7 чёрный король · g5 белая пешка | f7 белый король · h7 чёрный король · g5 белая пешка | f7 белый король · h7 чёрный король · g5 белая пешка | 7 |
| 6 | f7 белый король · h7 чёрный король · g5 белая пешка | f7 белый король · h7 чёрный король · g5 белая пешка | f7 белый король · h7 чёрный король · g5 белая пешка | f7 белый король · h7 чёрный король · g5 белая пешка | f7 белый король · h7 чёрный король · g5 белая пешка | f7 белый король · h7 чёрный король · g5 белая пешка | f7 белый король · h7 чёрный король · g5 белая пешка | f7 белый король · h7 чёрный король · g5 белая пешка | 6 |
| 5 | f7 белый король · h7 чёрный король · g5 белая пешка | f7 белый король · h7 чёрный король · g5 белая пешка | f7 белый король · h7 чёрный король · g5 белая пешка | f7 белый король · h7 чёрный король · g5 белая пешка | f7 белый король · h7 чёрный король · g5 белая пешка | f7 белый король · h7 чёрный король · g5 белая пешка | f7 белый король · h7 чёрный король · g5 белая пешка | f7 белый король · h7 чёрный король · g5 белая пешка | 5 |
| 4 | f7 белый король · h7 чёрный король · g5 белая пешка | f7 белый король · h7 чёрный король · g5 белая пешка | f7 белый король · h7 чёрный король · g5 белая пешка | f7 белый король · h7 чёрный король · g5 белая пешка | f7 белый король · h7 чёрный король · g5 белая пешка | f7 белый король · h7 чёрный король · g5 белая пешка | f7 белый король · h7 чёрный король · g5 белая пешка | f7 белый король · h7 чёрный король · g5 белая пешка | 4 |
| 3 | f7 белый король · h7 чёрный король · g5 белая пешка | f7 белый король · h7 чёрный король · g5 белая пешка | f7 белый король · h7 чёрный король · g5 белая пешка | f7 белый король · h7 чёрный король · g5 белая пешка | f7 белый король · h7 чёрный король · g5 белая пешка | f7 белый король · h7 чёрный король · g5 белая пешка | f7 белый король · h7 чёрный король · g5 белая пешка | f7 белый король · h7 чёрный король · g5 белая пешка | 3 |
| 2 | f7 белый король · h7 чёрный король · g5 белая пешка | f7 белый король · h7 чёрный король · g5 белая пешка | f7 белый король · h7 чёрный король · g5 белая пешка | f7 белый король · h7 чёрный король · g5 белая пешка | f7 белый король · h7 чёрный король · g5 белая пешка | f7 белый король · h7 чёрный король · g5 белая пешка | f7 белый король · h7 чёрный король · g5 белая пешка | f7 белый король · h7 чёрный король · g5 белая пешка | 2 |
| 1 | f7 белый король · h7 чёрный король · g5 белая пешка | f7 белый король · h7 чёрный король · g5 белая пешка | f7 белый король · h7 чёрный король · g5 белая пешка | f7 белый король · h7 чёрный король · g5 белая пешка | f7 белый король · h7 чёрный король · g5 белая пешка | f7 белый король · h7 чёрный король · g5 белая пешка | f7 белый король · h7 чёрный король · g5 белая пешка | f7 белый король · h7 чёрный король · g5 белая пешка | 1 |
|   | a                                                   | b                                                   | c                                                   | d                                                   | e                                                   | f                                                   | g                                                   | h                                                   |   |

|   | a                                                   | b                                                   | c                                                   | d                                                   | e                                                   | f                                                   | g                                                   | h                                                   |   |
| - | --------------------------------------------------- | --------------------------------------------------- | --------------------------------------------------- | --------------------------------------------------- | --------------------------------------------------- | --------------------------------------------------- | --------------------------------------------------- | --------------------------------------------------- | - |
| 8 | h8 чёрный король · f6 белый король · g5 белая пешка | h8 чёрный король · f6 белый король · g5 белая пешка | h8 чёрный король · f6 белый король · g5 белая пешка | h8 чёрный король · f6 белый король · g5 белая пешка | h8 чёрный король · f6 белый король · g5 белая пешка | h8 чёрный король · f6 белый король · g5 белая пешка | h8 чёрный король · f6 белый король · g5 белая пешка | h8 чёрный король · f6 белый король · g5 белая пешка | 8 |
| 7 | h8 чёрный король · f6 белый король · g5 белая пешка | h8 чёрный король · f6 белый король · g5 белая пешка | h8 чёрный король · f6 белый король · g5 белая пешка | h8 чёрный король · f6 белый король · g5 белая пешка | h8 чёрный король · f6 белый король · g5 белая пешка | h8 чёрный король · f6 белый король · g5 белая пешка | h8 чёрный король · f6 белый король · g5 белая пешка | h8 чёрный король · f6 белый король · g5 белая пешка | 7 |
| 6 | h8 чёрный король · f6 белый король · g5 белая пешка | h8 чёрный король · f6 белый король · g5 белая пешка | h8 чёрный король · f6 белый король · g5 белая пешка | h8 чёрный король · f6 белый король · g5 белая пешка | h8 чёрный король · f6 белый король · g5 белая пешка | h8 чёрный король · f6 белый король · g5 белая пешка | h8 чёрный король · f6 белый король · g5 белая пешка | h8 чёрный король · f6 белый король · g5 белая пешка | 6 |
| 5 | h8 чёрный король · f6 белый король · g5 белая пешка | h8 чёрный король · f6 белый король · g5 белая пешка | h8 чёрный король · f6 белый король · g5 белая пешка | h8 чёрный король · f6 белый король · g5 белая пешка | h8 чёрный король · f6 белый король · g5 белая пешка | h8 чёрный король · f6 белый король · g5 белая пешка | h8 чёрный король · f6 белый король · g5 белая пешка | h8 чёрный король · f6 белый король · g5 белая пешка | 5 |
| 4 | h8 чёрный король · f6 белый король · g5 белая пешка | h8 чёрный король · f6 белый король · g5 белая пешка | h8 чёрный король · f6 белый король · g5 белая пешка | h8 чёрный король · f6 белый король · g5 белая пешка | h8 чёрный король · f6 белый король · g5 белая пешка | h8 чёрный король · f6 белый король · g5 белая пешка | h8 чёрный король · f6 белый король · g5 белая пешка | h8 чёрный король · f6 белый король · g5 белая пешка | 4 |
| 3 | h8 чёрный король · f6 белый король · g5 белая пешка | h8 чёрный король · f6 белый король · g5 белая пешка | h8 чёрный король · f6 белый король · g5 белая пешка | h8 чёрный король · f6 белый король · g5 белая пешка | h8 чёрный король · f6 белый король · g5 белая пешка | h8 чёрный король · f6 белый король · g5 белая пешка | h8 чёрный король · f6 белый король · g5 белая пешка | h8 чёрный король · f6 белый король · g5 белая пешка | 3 |
| 2 | h8 чёрный король · f6 белый король · g5 белая пешка | h8 чёрный король · f6 белый король · g5 белая пешка | h8 чёрный король · f6 белый король · g5 белая пешка | h8 чёрный король · f6 белый король · g5 белая пешка | h8 чёрный король · f6 белый король · g5 белая пешка | h8 чёрный король · f6 белый король · g5 белая пешка | h8 чёрный король · f6 белый король · g5 белая пешка | h8 чёрный король · f6 белый король · g5 белая пешка | 2 |
| 1 | h8 чёрный король · f6 белый король · g5 белая пешка | h8 чёрный король · f6 белый король · g5 белая пешка | h8 чёрный король · f6 белый король · g5 белая пешка | h8 чёрный король · f6 белый король · g5 белая пешка | h8 чёрный король · f6 белый король · g5 белая пешка | h8 чёрный король · f6 белый король · g5 белая пешка | h8 чёрный король · f6 белый король · g5 белая пешка | h8 чёрный король · f6 белый король · g5 белая пешка | 1 |
|   | a                                                   | b                                                   | c                                                   | d                                                   | e                                                   | f                                                   | g                                                   | h                                                   |   |

В остальных случаях выигрыш достигается ходом Крg6.  (Исключение - короли на f8 и h8, тогда выигрывает тривиальный ход 1.Крf7.)  Пример (см. позицию справа):
|   | a                                                   | b                                                   | c                                                   | d                                                   | e                                                   | f                                                   | g                                                   | h                                                   |   |
| - | --------------------------------------------------- | --------------------------------------------------- | --------------------------------------------------- | --------------------------------------------------- | --------------------------------------------------- | --------------------------------------------------- | --------------------------------------------------- | --------------------------------------------------- | - |
| 8 | f8 белый король · h7 чёрный король · g5 белая пешка | f8 белый король · h7 чёрный король · g5 белая пешка | f8 белый король · h7 чёрный король · g5 белая пешка | f8 белый король · h7 чёрный король · g5 белая пешка | f8 белый король · h7 чёрный король · g5 белая пешка | f8 белый король · h7 чёрный король · g5 белая пешка | f8 белый король · h7 чёрный король · g5 белая пешка | f8 белый король · h7 чёрный король · g5 белая пешка | 8 |
| 7 | f8 белый король · h7 чёрный король · g5 белая пешка | f8 белый король · h7 чёрный король · g5 белая пешка | f8 белый король · h7 чёрный король · g5 белая пешка | f8 белый король · h7 чёрный король · g5 белая пешка | f8 белый король · h7 чёрный король · g5 белая пешка | f8 белый король · h7 чёрный король · g5 белая пешка | f8 белый король · h7 чёрный король · g5 белая пешка | f8 белый король · h7 чёрный король · g5 белая пешка | 7 |
| 6 | f8 белый король · h7 чёрный король · g5 белая пешка | f8 белый король · h7 чёрный король · g5 белая пешка | f8 белый король · h7 чёрный король · g5 белая пешка | f8 белый король · h7 чёрный король · g5 белая пешка | f8 белый король · h7 чёрный король · g5 белая пешка | f8 белый король · h7 чёрный король · g5 белая пешка | f8 белый король · h7 чёрный король · g5 белая пешка | f8 белый король · h7 чёрный король · g5 белая пешка | 6 |
| 5 | f8 белый король · h7 чёрный король · g5 белая пешка | f8 белый король · h7 чёрный король · g5 белая пешка | f8 белый король · h7 чёрный король · g5 белая пешка | f8 белый король · h7 чёрный король · g5 белая пешка | f8 белый король · h7 чёрный король · g5 белая пешка | f8 белый король · h7 чёрный король · g5 белая пешка | f8 белый король · h7 чёрный король · g5 белая пешка | f8 белый король · h7 чёрный король · g5 белая пешка | 5 |
| 4 | f8 белый король · h7 чёрный король · g5 белая пешка | f8 белый король · h7 чёрный король · g5 белая пешка | f8 белый король · h7 чёрный король · g5 белая пешка | f8 белый король · h7 чёрный король · g5 белая пешка | f8 белый король · h7 чёрный король · g5 белая пешка | f8 белый король · h7 чёрный король · g5 белая пешка | f8 белый король · h7 чёрный король · g5 белая пешка | f8 белый король · h7 чёрный король · g5 белая пешка | 4 |
| 3 | f8 белый король · h7 чёрный король · g5 белая пешка | f8 белый король · h7 чёрный король · g5 белая пешка | f8 белый король · h7 чёрный король · g5 белая пешка | f8 белый король · h7 чёрный король · g5 белая пешка | f8 белый король · h7 чёрный король · g5 белая пешка | f8 белый король · h7 чёрный король · g5 белая пешка | f8 белый король · h7 чёрный король · g5 белая пешка | f8 белый король · h7 чёрный король · g5 белая пешка | 3 |
| 2 | f8 белый король · h7 чёрный король · g5 белая пешка | f8 белый король · h7 чёрный король · g5 белая пешка | f8 белый король · h7 чёрный король · g5 белая пешка | f8 белый король · h7 чёрный король · g5 белая пешка | f8 белый король · h7 чёрный король · g5 белая пешка | f8 белый король · h7 чёрный король · g5 белая пешка | f8 белый король · h7 чёрный король · g5 белая пешка | f8 белый король · h7 чёрный король · g5 белая пешка | 2 |
| 1 | f8 белый король · h7 чёрный король · g5 белая пешка | f8 белый король · h7 чёрный король · g5 белая пешка | f8 белый король · h7 чёрный король · g5 белая пешка | f8 белый король · h7 чёрный король · g5 белая пешка | f8 белый король · h7 чёрный король · g5 белая пешка | f8 белый король · h7 чёрный король · g5 белая пешка | f8 белый король · h7 чёрный король · g5 белая пешка | f8 белый король · h7 чёрный король · g5 белая пешка | 1 |
|   | a                                                   | b                                                   | c                                                   | d                                                   | e                                                   | f                                                   | g                                                   | h                                                   |   |

1. Крf7 Крh8
2. Крg6 Крg8
3. Крh6 Крh8
4. g6 Крg8
5. g7 и критическая позиция.

### Слоновая пешка
|   | a                                                 | b                                                 | c                                                 | d                                                 | e                                                 | f                                                 | g                                                 | h                                                 |   |
| - | ------------------------------------------------- | ------------------------------------------------- | ------------------------------------------------- | ------------------------------------------------- | ------------------------------------------------- | ------------------------------------------------- | ------------------------------------------------- | ------------------------------------------------- | - |
| 8 | f7 белая пешка · h7 чёрный король · g6 белый круг | f7 белая пешка · h7 чёрный король · g6 белый круг | f7 белая пешка · h7 чёрный король · g6 белый круг | f7 белая пешка · h7 чёрный король · g6 белый круг | f7 белая пешка · h7 чёрный король · g6 белый круг | f7 белая пешка · h7 чёрный король · g6 белый круг | f7 белая пешка · h7 чёрный король · g6 белый круг | f7 белая пешка · h7 чёрный король · g6 белый круг | 8 |
| 7 | f7 белая пешка · h7 чёрный король · g6 белый круг | f7 белая пешка · h7 чёрный король · g6 белый круг | f7 белая пешка · h7 чёрный король · g6 белый круг | f7 белая пешка · h7 чёрный король · g6 белый круг | f7 белая пешка · h7 чёрный король · g6 белый круг | f7 белая пешка · h7 чёрный король · g6 белый круг | f7 белая пешка · h7 чёрный король · g6 белый круг | f7 белая пешка · h7 чёрный король · g6 белый круг | 7 |
| 6 | f7 белая пешка · h7 чёрный король · g6 белый круг | f7 белая пешка · h7 чёрный король · g6 белый круг | f7 белая пешка · h7 чёрный король · g6 белый круг | f7 белая пешка · h7 чёрный король · g6 белый круг | f7 белая пешка · h7 чёрный король · g6 белый круг | f7 белая пешка · h7 чёрный король · g6 белый круг | f7 белая пешка · h7 чёрный король · g6 белый круг | f7 белая пешка · h7 чёрный король · g6 белый круг | 6 |
| 5 | f7 белая пешка · h7 чёрный король · g6 белый круг | f7 белая пешка · h7 чёрный король · g6 белый круг | f7 белая пешка · h7 чёрный король · g6 белый круг | f7 белая пешка · h7 чёрный король · g6 белый круг | f7 белая пешка · h7 чёрный король · g6 белый круг | f7 белая пешка · h7 чёрный король · g6 белый круг | f7 белая пешка · h7 чёрный король · g6 белый круг | f7 белая пешка · h7 чёрный король · g6 белый круг | 5 |
| 4 | f7 белая пешка · h7 чёрный король · g6 белый круг | f7 белая пешка · h7 чёрный король · g6 белый круг | f7 белая пешка · h7 чёрный король · g6 белый круг | f7 белая пешка · h7 чёрный король · g6 белый круг | f7 белая пешка · h7 чёрный король · g6 белый круг | f7 белая пешка · h7 чёрный король · g6 белый круг | f7 белая пешка · h7 чёрный король · g6 белый круг | f7 белая пешка · h7 чёрный король · g6 белый круг | 4 |
| 3 | f7 белая пешка · h7 чёрный король · g6 белый круг | f7 белая пешка · h7 чёрный король · g6 белый круг | f7 белая пешка · h7 чёрный король · g6 белый круг | f7 белая пешка · h7 чёрный король · g6 белый круг | f7 белая пешка · h7 чёрный король · g6 белый круг | f7 белая пешка · h7 чёрный король · g6 белый круг | f7 белая пешка · h7 чёрный король · g6 белый круг | f7 белая пешка · h7 чёрный король · g6 белый круг | 3 |
| 2 | f7 белая пешка · h7 чёрный король · g6 белый круг | f7 белая пешка · h7 чёрный король · g6 белый круг | f7 белая пешка · h7 чёрный король · g6 белый круг | f7 белая пешка · h7 чёрный король · g6 белый круг | f7 белая пешка · h7 чёрный король · g6 белый круг | f7 белая пешка · h7 чёрный король · g6 белый круг | f7 белая пешка · h7 чёрный король · g6 белый круг | f7 белая пешка · h7 чёрный король · g6 белый круг | 2 |
| 1 | f7 белая пешка · h7 чёрный король · g6 белый круг | f7 белая пешка · h7 чёрный король · g6 белый круг | f7 белая пешка · h7 чёрный король · g6 белый круг | f7 белая пешка · h7 чёрный король · g6 белый круг | f7 белая пешка · h7 чёрный король · g6 белый круг | f7 белая пешка · h7 чёрный король · g6 белый круг | f7 белая пешка · h7 чёрный король · g6 белый круг | f7 белая пешка · h7 чёрный король · g6 белый круг | 1 |
|   | a                                                 | b                                                 | c                                                 | d                                                 | e                                                 | f                                                 | g                                                 | h                                                 |   |

Если белая пешка на f7, чёрный король на h7, а поле g6 (отмечено кружком на диаграмме) под боем белого короля (или симметричная позиция в другом углу), то проведение пешки в ферзи приводит к пату. Простейший способ выиграть - провести пешку не в ферзя, а в ладью.  При большинстве позиций белого короля можно также поставить его на f6 или e7, после чего провести пешку в ферзи и выиграть.

## Оппозиция
|   | a                                                                                                   | b                                                                                                   | c                                                                                                   | d                                                                                                   | e                                                                                                   | f                                                                                                   | g                                                                                                   | h                                                                                                   |   |
| - | --------------------------------------------------------------------------------------------------- | --------------------------------------------------------------------------------------------------- | --------------------------------------------------------------------------------------------------- | --------------------------------------------------------------------------------------------------- | --------------------------------------------------------------------------------------------------- | --------------------------------------------------------------------------------------------------- | --------------------------------------------------------------------------------------------------- | --------------------------------------------------------------------------------------------------- | - |
| 8 | b6 белый круг · c6 белый круг · d6 белый круг · e6 чёрный король · c4 белая пешка · d4 белый король | b6 белый круг · c6 белый круг · d6 белый круг · e6 чёрный король · c4 белая пешка · d4 белый король | b6 белый круг · c6 белый круг · d6 белый круг · e6 чёрный король · c4 белая пешка · d4 белый король | b6 белый круг · c6 белый круг · d6 белый круг · e6 чёрный король · c4 белая пешка · d4 белый король | b6 белый круг · c6 белый круг · d6 белый круг · e6 чёрный король · c4 белая пешка · d4 белый король | b6 белый круг · c6 белый круг · d6 белый круг · e6 чёрный король · c4 белая пешка · d4 белый король | b6 белый круг · c6 белый круг · d6 белый круг · e6 чёрный король · c4 белая пешка · d4 белый король | b6 белый круг · c6 белый круг · d6 белый круг · e6 чёрный король · c4 белая пешка · d4 белый король | 8 |
| 7 | b6 белый круг · c6 белый круг · d6 белый круг · e6 чёрный король · c4 белая пешка · d4 белый король | b6 белый круг · c6 белый круг · d6 белый круг · e6 чёрный король · c4 белая пешка · d4 белый король | b6 белый круг · c6 белый круг · d6 белый круг · e6 чёрный король · c4 белая пешка · d4 белый король | b6 белый круг · c6 белый круг · d6 белый круг · e6 чёрный король · c4 белая пешка · d4 белый король | b6 белый круг · c6 белый круг · d6 белый круг · e6 чёрный король · c4 белая пешка · d4 белый король | b6 белый круг · c6 белый круг · d6 белый круг · e6 чёрный король · c4 белая пешка · d4 белый король | b6 белый круг · c6 белый круг · d6 белый круг · e6 чёрный король · c4 белая пешка · d4 белый король | b6 белый круг · c6 белый круг · d6 белый круг · e6 чёрный король · c4 белая пешка · d4 белый король | 7 |
| 6 | b6 белый круг · c6 белый круг · d6 белый круг · e6 чёрный король · c4 белая пешка · d4 белый король | b6 белый круг · c6 белый круг · d6 белый круг · e6 чёрный король · c4 белая пешка · d4 белый король | b6 белый круг · c6 белый круг · d6 белый круг · e6 чёрный король · c4 белая пешка · d4 белый король | b6 белый круг · c6 белый круг · d6 белый круг · e6 чёрный король · c4 белая пешка · d4 белый король | b6 белый круг · c6 белый круг · d6 белый круг · e6 чёрный король · c4 белая пешка · d4 белый король | b6 белый круг · c6 белый круг · d6 белый круг · e6 чёрный король · c4 белая пешка · d4 белый король | b6 белый круг · c6 белый круг · d6 белый круг · e6 чёрный король · c4 белая пешка · d4 белый король | b6 белый круг · c6 белый круг · d6 белый круг · e6 чёрный король · c4 белая пешка · d4 белый король | 6 |
| 5 | b6 белый круг · c6 белый круг · d6 белый круг · e6 чёрный король · c4 белая пешка · d4 белый король | b6 белый круг · c6 белый круг · d6 белый круг · e6 чёрный король · c4 белая пешка · d4 белый король | b6 белый круг · c6 белый круг · d6 белый круг · e6 чёрный король · c4 белая пешка · d4 белый король | b6 белый круг · c6 белый круг · d6 белый круг · e6 чёрный король · c4 белая пешка · d4 белый король | b6 белый круг · c6 белый круг · d6 белый круг · e6 чёрный король · c4 белая пешка · d4 белый король | b6 белый круг · c6 белый круг · d6 белый круг · e6 чёрный король · c4 белая пешка · d4 белый король | b6 белый круг · c6 белый круг · d6 белый круг · e6 чёрный король · c4 белая пешка · d4 белый король | b6 белый круг · c6 белый круг · d6 белый круг · e6 чёрный король · c4 белая пешка · d4 белый король | 5 |
| 4 | b6 белый круг · c6 белый круг · d6 белый круг · e6 чёрный король · c4 белая пешка · d4 белый король | b6 белый круг · c6 белый круг · d6 белый круг · e6 чёрный король · c4 белая пешка · d4 белый король | b6 белый круг · c6 белый круг · d6 белый круг · e6 чёрный король · c4 белая пешка · d4 белый король | b6 белый круг · c6 белый круг · d6 белый круг · e6 чёрный король · c4 белая пешка · d4 белый король | b6 белый круг · c6 белый круг · d6 белый круг · e6 чёрный король · c4 белая пешка · d4 белый король | b6 белый круг · c6 белый круг · d6 белый круг · e6 чёрный король · c4 белая пешка · d4 белый король | b6 белый круг · c6 белый круг · d6 белый круг · e6 чёрный король · c4 белая пешка · d4 белый король | b6 белый круг · c6 белый круг · d6 белый круг · e6 чёрный король · c4 белая пешка · d4 белый король | 4 |
| 3 | b6 белый круг · c6 белый круг · d6 белый круг · e6 чёрный король · c4 белая пешка · d4 белый король | b6 белый круг · c6 белый круг · d6 белый круг · e6 чёрный король · c4 белая пешка · d4 белый король | b6 белый круг · c6 белый круг · d6 белый круг · e6 чёрный король · c4 белая пешка · d4 белый король | b6 белый круг · c6 белый круг · d6 белый круг · e6 чёрный король · c4 белая пешка · d4 белый король | b6 белый круг · c6 белый круг · d6 белый круг · e6 чёрный король · c4 белая пешка · d4 белый король | b6 белый круг · c6 белый круг · d6 белый круг · e6 чёрный король · c4 белая пешка · d4 белый король | b6 белый круг · c6 белый круг · d6 белый круг · e6 чёрный король · c4 белая пешка · d4 белый король | b6 белый круг · c6 белый круг · d6 белый круг · e6 чёрный король · c4 белая пешка · d4 белый король | 3 |
| 2 | b6 белый круг · c6 белый круг · d6 белый круг · e6 чёрный король · c4 белая пешка · d4 белый король | b6 белый круг · c6 белый круг · d6 белый круг · e6 чёрный король · c4 белая пешка · d4 белый король | b6 белый круг · c6 белый круг · d6 белый круг · e6 чёрный король · c4 белая пешка · d4 белый король | b6 белый круг · c6 белый круг · d6 белый круг · e6 чёрный король · c4 белая пешка · d4 белый король | b6 белый круг · c6 белый круг · d6 белый круг · e6 чёрный король · c4 белая пешка · d4 белый король | b6 белый круг · c6 белый круг · d6 белый круг · e6 чёрный король · c4 белая пешка · d4 белый король | b6 белый круг · c6 белый круг · d6 белый круг · e6 чёрный король · c4 белая пешка · d4 белый король | b6 белый круг · c6 белый круг · d6 белый круг · e6 чёрный король · c4 белая пешка · d4 белый король | 2 |
| 1 | b6 белый круг · c6 белый круг · d6 белый круг · e6 чёрный король · c4 белая пешка · d4 белый король | b6 белый круг · c6 белый круг · d6 белый круг · e6 чёрный король · c4 белая пешка · d4 белый король | b6 белый круг · c6 белый круг · d6 белый круг · e6 чёрный король · c4 белая пешка · d4 белый король | b6 белый круг · c6 белый круг · d6 белый круг · e6 чёрный король · c4 белая пешка · d4 белый король | b6 белый круг · c6 белый круг · d6 белый круг · e6 чёрный король · c4 белая пешка · d4 белый король | b6 белый круг · c6 белый круг · d6 белый круг · e6 чёрный король · c4 белая пешка · d4 белый король | b6 белый круг · c6 белый круг · d6 белый круг · e6 чёрный король · c4 белая пешка · d4 белый король | b6 белый круг · c6 белый круг · d6 белый круг · e6 чёрный король · c4 белая пешка · d4 белый король | 1 |
|   | a                                                                                                   | b                                                                                                   | c                                                                                                   | d                                                                                                   | e                                                                                                   | f                                                                                                   | g                                                                                                   | h                                                                                                   |   |

Оппозиция (короли на расстоянии 2 по вертикали или горизонтали) является важной концепцией для данного окончания. Поставить своего короля в оппозицию к королю противника — распространённый способ прорваться к ключевому полю (для белых) или к полю на расстоянии 1 или 2 перед вражеской пешкой (для чёрных).  Авербах, однако, пишет, что оппозиция — всего лишь средство. Цель (белых) — прорваться к любому ключевому полю, с оппозицией или без неё (Авербах 1983). Так, например, в позиции справа единственно правильный ход Крc5. Вставание в оппозицию ходом Крe4 приводит к ничьей, как и все остальные ходы: чёрный король легко занимает поле c6.